# بوروسيا دورتموند
نادي بوروسيا دورتموند لألعاب الكرة 09 (بالألمانية: Ballspielverein Borussia 09 e.V. Dortmund) ويعرف اختصارًا باسم بوروسيا دورتموند (بالألمانية: Borussia Dortmund) وأحيانًا دورتموند (بالألمانية: Dortmund) هو نادي كرة قدم ألماني تأسس في عام 1909، ويقع مقره في مدينة دورتموند في ولاية شمال الراين-وستفاليا في ألمانيا. يعرف نادي دورتموند بكثرة مشجعيه، حيث يمتلك النادي أكثر من 100 ألف عضوية، مما يجعله الأكبر في ألمانيا. وهو صاحب أكبر معدل للحضور الجماهيري في أوروبا.
يعد نادي دورتموند أحد أنجح الأندية في تاريخ الكرة الألمانية بسبب إنجازاته على الصعيد المحلي والقاري. محليًا استطاع دورتموند الفوز بثمانية عشر بطولة محلية موزعة كالتالي؛ لقب الدوري الألماني 8 مرات، ولقب كأس ألمانيا 5 مرات، بالإضافة إلى لقب كأس السوبر الألماني 6 مرات. بينما على الصعيد القاري والأوروبي، حصد الفريق 3 بطولات، وهي دوري أبطال أوروبا في موسم 1996–97 وكأس الكؤوس الأوروبية في عام 1966، وكأس الإنتركونتيننتال في 1997.
يلعب بوروسيا دورتموند في الدوري الألماني، ويخوض كل مبارياته الرسمية على الملعب الفيستفالي والمعروف باسم سيغنال إيدونا بارك لأسباب الرعاية، والذي يتسع لعدد 81،365 متفرجًا. ألوان الفريق الرسمية هي الأسود والأصفر، ولهذا أطلقوا على أنفسهم اسم (بالألمانية: die Schwarzgelben) والتي تعني الأصفر والأسود. يعد بوروسيا الغريم التقليدي لنادي بايرن ميونخ، ولهذا تُعرف مبارياتهما باسم «الكلاسيكو». بحسب تقرير ديلويت لأغنى أندية العالم والذي يصدر سنويًا بواسطة شركة ديلويت توش توهماتسو يُعتبر نادي دورتموند ثاني أغنى نادي في ألمانيا بعد بايرن ميونخ، ويعتبر من أغنى الأندية في أوروبا.
شعار الفريق هو الحُب الحقيقي (بالألمانية: Echte Liebe).

## التاريخ

### التأسيس

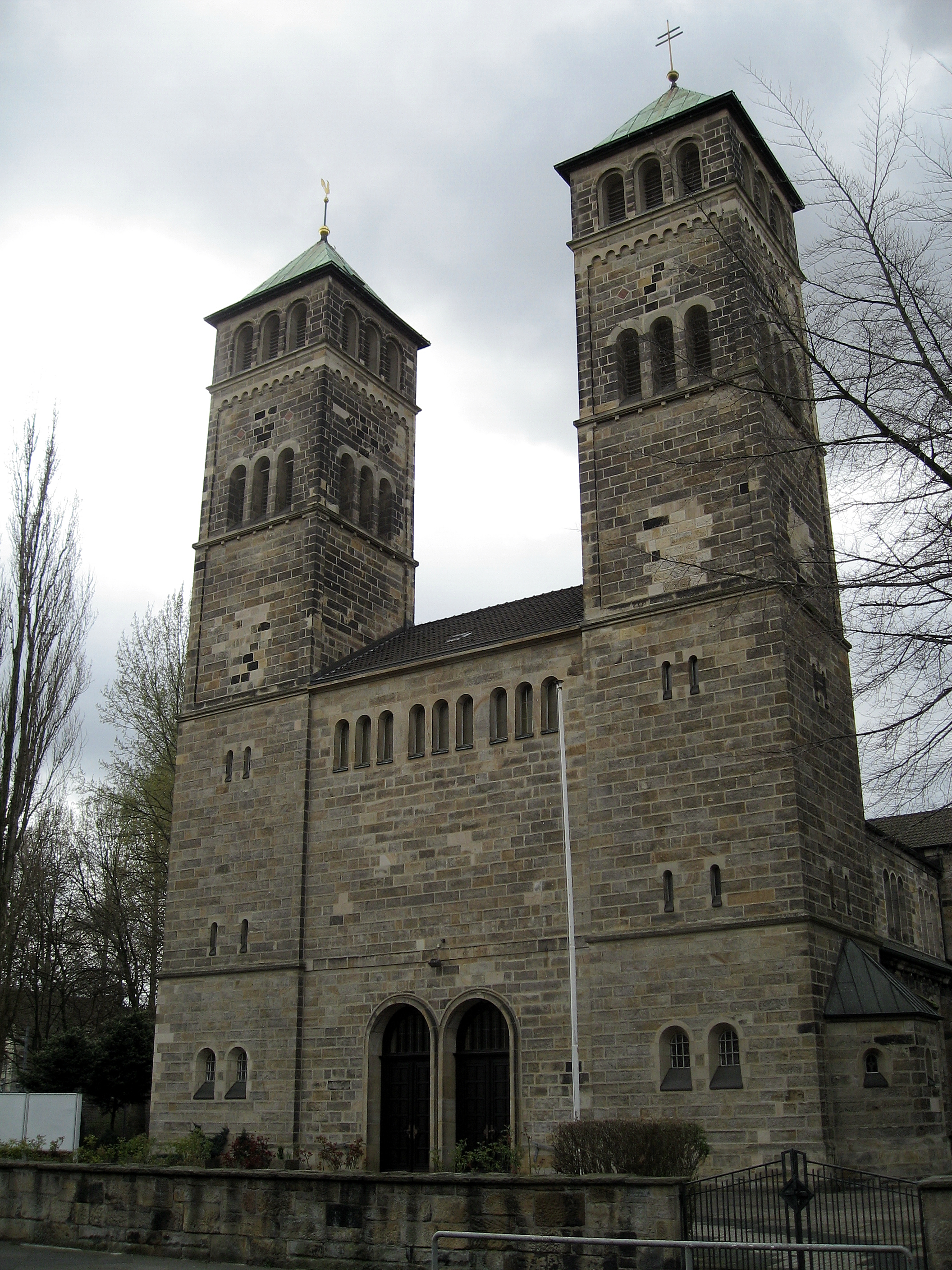

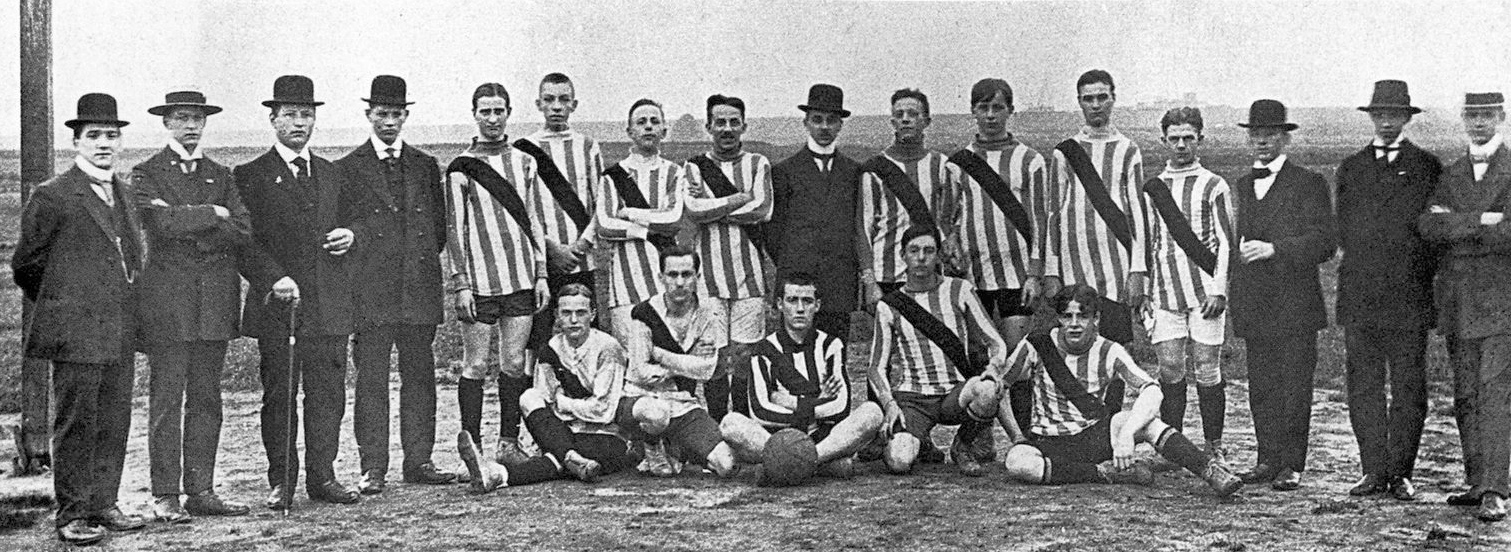
بوروسيا دورتموند في عام 1913

تأسس النادي في 19 ديسمبر 1909 في شمال شرق دورتموند من قبل مجموعة من الشباب الذين غادروا النادي الكاثوليكي المقدس الذي ترعاه الكنيسة. وهم فرانز وبول براون، هنري كليف، هانز ديبست، بول ديزينديزيل، يوليوس وويلهيلم جاكوبي، هانز كان، غوستاف مولر، فرانز ريس، فريتز شولت، هانز سيبولد، أوغست تونسمان، هاينريش وروبرت أنجر، فريتز ويبر وفرانز ويندت، لقد اتخذوا هذا القرار في حانة محلية. وتم أخذ اسم النادي من جعة «بوروسيا» المنتجة في مصنع بوروسيا للجعة. وتأخذ بوروسيا من اللغة اللاتينية. بدأ الفريق باللعب بقميص ازرق مخطط بالأبيض بشريط أحمر وسروال أسود، في عام 1913 قام بوروسيا دورتموند بتغيير ألوانه إلى الأصفر والأسود. على مدار العقود المقبلة، حقق النادي نجاحًا متواضعًا في الدوريات المحلية فقط.

### ملعب فايس فيز 1924
كان فايس فيز في الأصل ملعب كرة قدم للبلدة مع مسارات للجري وحفرة للقفز. في البداية كان المرمى والعارضة مصنوعة من الأخشاب ويتم إزالتها دائمًا بعد الانتهاء، مما يحول دون تعرضها للسرقة ويفترض أن اسم المكان، فايس فيز، نشأ من الزهور البيضاء التي سقطت من أشجار الحور المجاورة في الربيع، والتي حولت الملعب إلى حقل أبيض (بالألمانية: Weiße Wiese) وتعني المروج البيضاء.
ونظرًا لعدم استيفائه لقواعد الاتحاد لدوري برزيكليجا، خضع إلى بناء واسع النطاق في صيف عام 1924 وأصبح المبنى يتكون من جدار طوله 450 مترًا وارتفاعه 1.8 متر، وتم بناء غرف ومقصورة بيع التذاكر، بالإضافة إلى المدرج في المقدمة، وتوسيع قدرة الملعب إلى 18.000، بلغت التكلفة الإجمالية للبناء 50.000 مارك ألماني وتم افتتاح بوروسيا سبورتباتك الجديد من قبل العمدة إيتشوف في 14 أغسطس 1924.

### من عام 1929 حتى 1949

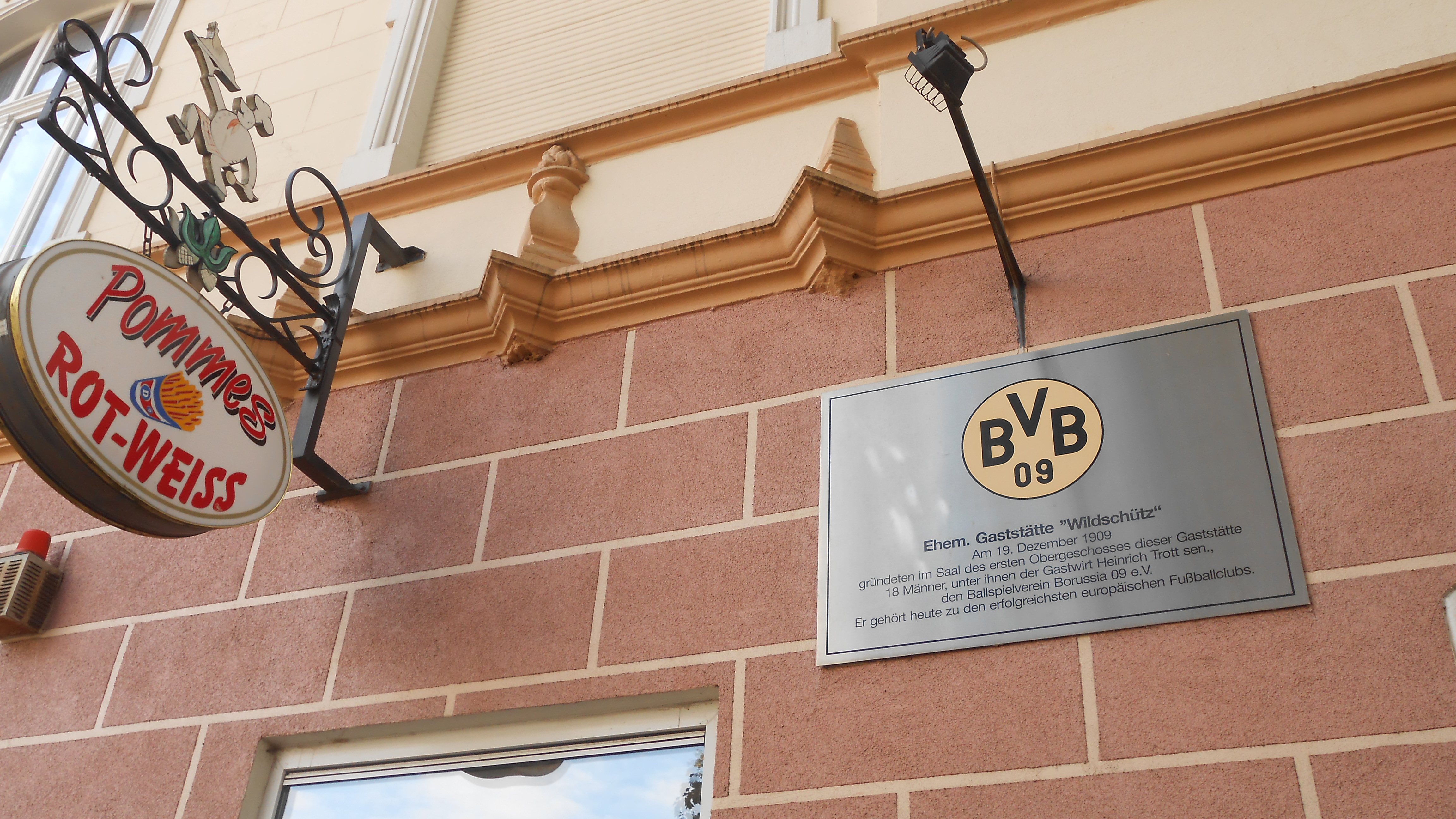
لوحة على مطعم، لموقع تأسيس بوروسيا دورتموند.

كان النادي قريب من الإفلاس في عام 1929، عندما فشلت محاولة لتعزيز ثروات النادي من خلال التوقيع على بعض لاعبي كرة القدم المحترفين وفشل فشلًا ذريعًا وتُرك الفريق في الديون وتخطوها من خلال كرم أحد الأنصار المحليين الذي غطى النقص المادي للفريق من جيبه الخاص وشهدت ثلاثينيات القرن العشرين بروز ألمانيا النازية، الذي أعاد هيكلة المنظمات الرياضية وكرة القدم في جميع أنحاء البلاد لتلائم أهداف النظام. تم استبدال رئيس بوروسيا دورتموند عندما رفض الانضمام إلى الحزب النازي، وتم إعدام اثنين من الأعضاء الذين استخدموا مكاتب النادي بشكل خفي لإنتاج كتيبات مناهضة للنازية في الأيام الأخيرة من الحرب وحقق النادي نجاحًا أكبر في بطولة دوري منطقة ويستفالين التي تم تأسيسها حديثًا، ولكن توقفت البطولات وتوجب الانتظار حتى انتهاء الحرب العالمية الثانية، خلال هذه الفترة، طورت بوروسيا منافستها الشديدة مع شالكه 04 من ضاحية غلزنكيرشن لمتسمى المنافسة بينهم ديربي الرور ومثل كل المنظمات الأخرى في ألمانيا، تم حل بوروسيا من قبل سلطات الاحتلال المتحالفة بعد الحرب في محاولة لإبعاد مؤسسات البلاد عن ماضيها النازي. كانت هناك محاولة لم تدم طويلًا لدمج برورسيا دورتموند مع ناديين آخرين وهم نادي هيش وفاير 98. ليصبحوا (المنظمة الرياضية بوروسيا 1898). لكنها فشلت وأكمل النادي باسم «بوروسيا دورتموند لألعاب الكرة 09» ووصل حينها لأول مرة لنهائي البطولة الوطنية في عام 1949، حيث خسر 2–3 ضد فالدهوف مانهايم.

### الألقاب الوطنية الأولى

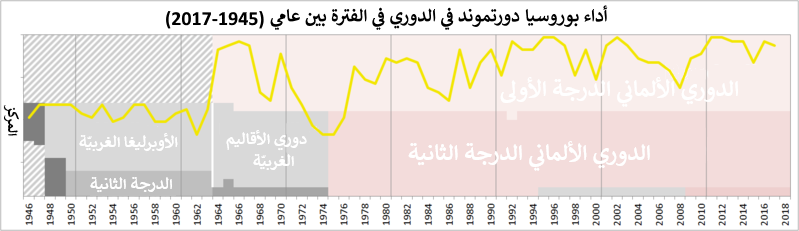
الرسم البياني التاريخي لأداء بوروسيا دورتموند في الدوري بعد الحرب العالمية الثانية.

بين عامي 1946 و1963، ظهر بوروسيا في الأوبرليجا الغربية، وهو دوري الدرجة الأولى والتي سيطرت على كرة القدم الألمانية في أواخر الخمسينيات.
في عام 1949، وصل بوروسيا إلى المباراة النهائية في شتوتغارت ضد فالدهوف مانهايم، والتي خسرها دورتموند 2–3 بعد الوقت الإضافي. وحصل النادي على أول لقب وطني له في عام 1956 بفوزه بنتيجة 4–2 على كارلسروه، بعد عام واحد، هزم بوروسيا دورتموند خصمه هامبورغ 4–1 ليفوز بلقبه الوطني الثاني، وكانوا ألفريدوس الثلاثة (ألفريد بريسلر، ألفريد كيلباسا وألفريد نيبيكلو) أساطير في بوروسيا دورتموند ذلك الوقت. في عام 1963 فاز بوروسيا بالنسخة الأخيرة من بطولة كرة القدم الألمانية (قبل تقديم الدوري الألماني الجديد) لتأمين لقبه الوطني الثالث.

### الدوري الألماني لأول مرة

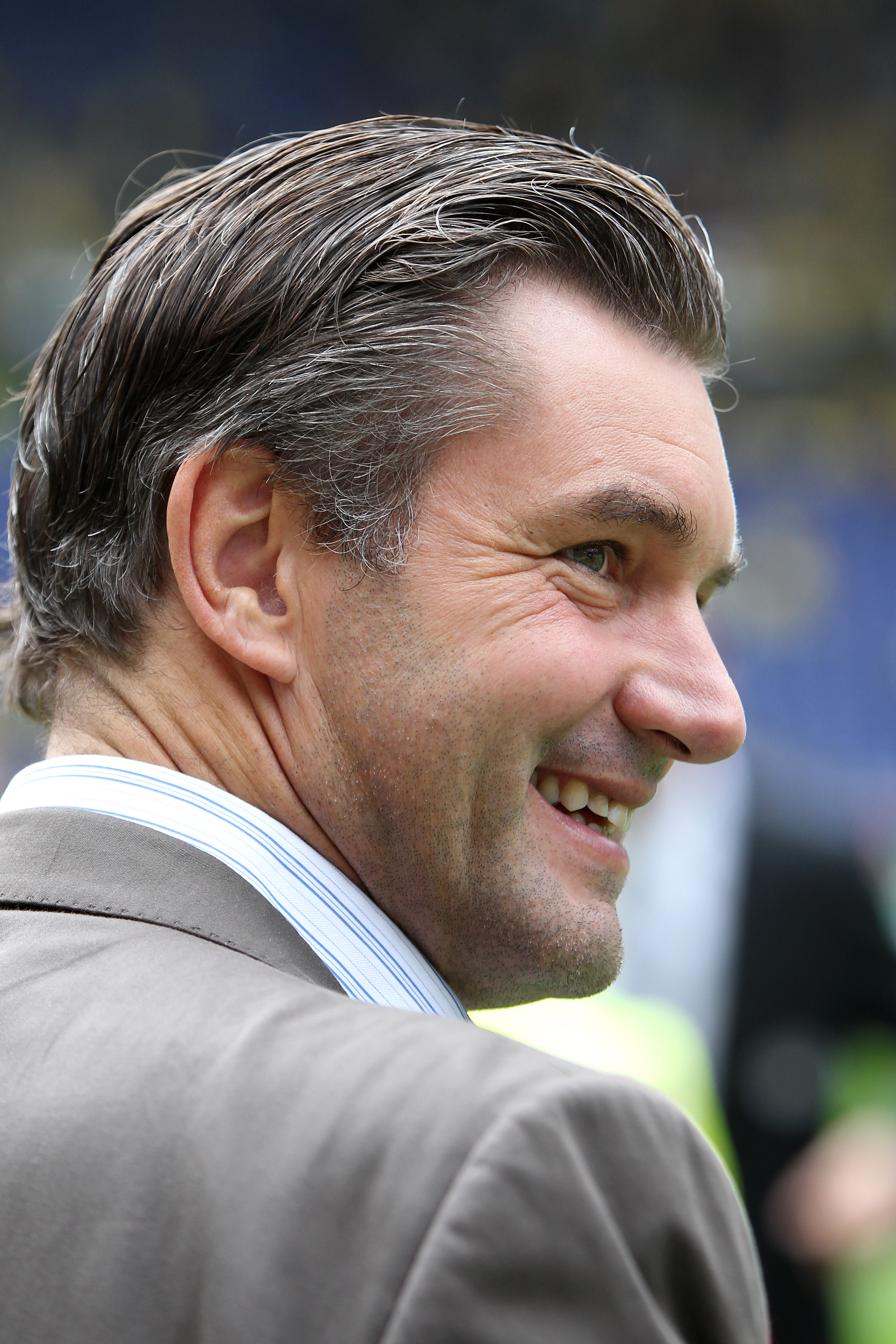
المدير الرياضي لبوروسيا دورتموند وكان لاعب سابق، من 1981 إلى 1998، مايكل زورك في 2011.

في عام 1962، التقى الاتحاد الألماني لكرة القدم في مدينة دورتموند وصوت لإقامة دوري احترافي لكرة القدم في ألمانيا، ليبدأ في أغسطس 1963 باسم البوندسليغا. حصل بوروسيا دورتموند على مركز بين أول ستة عشر ناديًا يلعبون في الدوري بالفوز بآخر بطولة وطنية قبل الدوري الألماني والوصيف كولن حصل على مركز أيضًا.
سجل فريدهيلم كونيتزكا لاعب فريق بوروسيا دورتموند أول هدف للدوري الألماني في الدقيقة الأولى من المباراة، والتي خسرها دورتموند في النهاية أمام فيردر بريمن.
في عام 1965، لعب دورتموند أول مباراة في كأس ألمانيا.
في عام 1966، فاز دورتموند بكأس الكؤوس الأوروبية بنتيجة 2–1 ضد ليفربول في الوقت الإضافي، سجل الأهداف كلًا من سيغفريد هيلت وراينهارت ليبودا ومع ذلك، في نفس العام، وخسر الفريق الدوري بخسارته لأربع مباريات من آخر خمس مباريات وأحتل المركز الثاني بفارق ثلاث نقاط عن بطل الدوري ميونخ 1860 ومن المفارقات أن الكثير من النجاح الذي حققه ميونخ 1860 جاء بسبب المدرب فريدهيلم كونيتزكا، الذي انتقل مؤخرًا من دورتموند إلى ميونخ 1860.
اتسمت السبعينيات بمشاكل مالية، والهبوط من الدوري الألماني عام 1972. ثم شهد النادي افتتاح الملعب الفيستفالي، والذي سمي على اسم إقليم وستفاليا عام 1974. وعاد النادي إلى الدوري الألماني في عام 1976. استمر دورتموند في مواجهة مشاكل مالية خلال الثمانينات وتجنب دورتموند الهبوط عام 1986 من خلال الفوز في مباراة فاصلة حاسمة ثالثة ضد فورتونا كولن بعد الانتهاء من الموسم في المركز السادس عشر، لم يحظى دورتموند بأي نجاح كبير مرة أخرى حتى فاز بنتيجة 4–1 بكأس ألمانيا عام 1989 ضد فيردر بريمن. كانت أول كأس يحققه المدرب هورست كوبل، ثم فاز دورتموند في نفس العام بنتيجة 4–3 في كأس السوبر الألماني ضد غريمه بايرن ميونخ.

### العصر الذهبي - التسعينيات

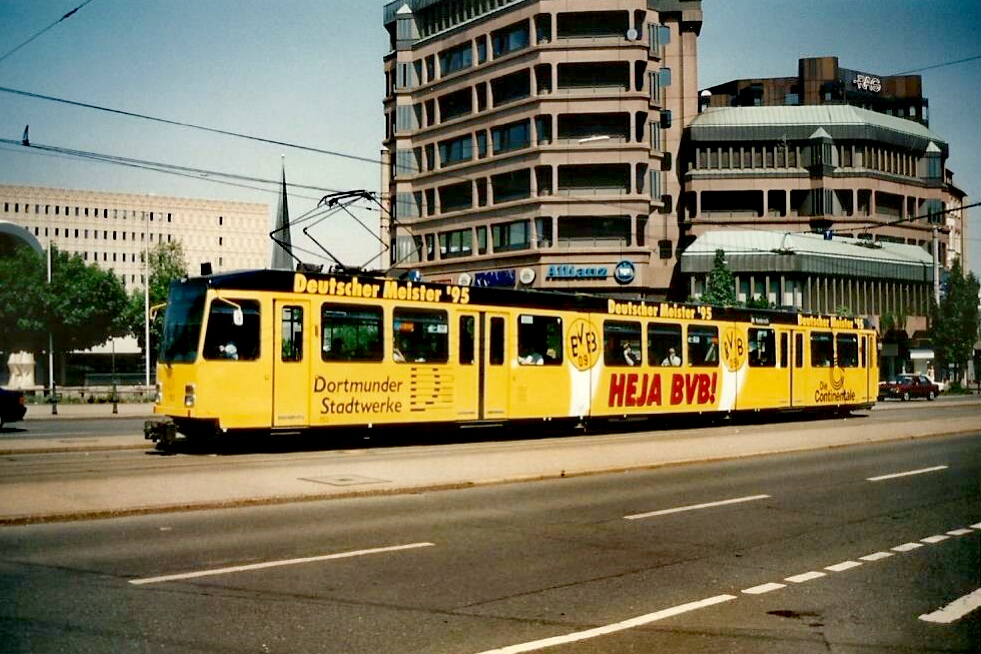
الترام في المدينة عام 1995

بعد الانتهاء من المركز العاشر في الدوري الألماني عام 1991، خرج المدرب هورست كوبل وتم تعيين المدرب أوتمار هيتسفيلد عام 1992، قاد أوتمار هيتسفيلد بوروسيا دورتموند إلى المركز الثاني في الدوري الألماني وكاد أن يفوز دورتموند باللقب لو لم يفز نادي شتوتغارت بمباراته الأخيرة ليصبح هو بطل الدوري.
في عام 1993 إلى جانب الحصول على المركز الرابع في الدوري الألماني، تمكن دورتموند من الوصول إلى نهائي الدوري الأوروبي، الذي خسره دورتموند بنتيجة 6–1 في مجموع المباراتين أمام يوفنتوس وعلى الرغم من هذه النتيجة، ابتعد بوروسيا عن 25 مليون مارك ألماني في ظل نظام جمع الجوائز المالية المعمول به في ذلك الوقت للأطراف الألمانية المشاركة في البطولة وكان لدى دورتموند تدفق نقدي واصبح النادي قادرًا على التوقيع مع لاعبين جلبوا لهم لاحقًا العديد من الجوائز في التسعينيات وتحت قيادة أفضل لاعب كرة قدم في العالم عام 1996 ماتياس زامر، فاز بوروسيا دورتموند بلقب الدوري الألماني في موسمي 1995–96 و1996–97. كما فاز دورتموند في كأس السوبر الألماني ضد بوروسيا مونشنغلادباخ بنتيجة في 1–0 عام 1995. وأنتصر مرة أخرى في عام 1996 ضد كايزرسلاوترن بركلات الجزاء.
في عام 1997 وصل بوروسيا دورتموند إلى نهائي دوري أبطال أوروبا لموسم 1996–97 التي لا تنسى في الملعب الأولمبي في ميونخ، واجه دورتموند حامل اللقب السابق يوفنتوس، وضع كارل-هاينتس ريدله دورتموند في المقدمة بالتسجيل على حارس المرمى أنجلو بيروتزي من كرة عرضية من بول لامبيرت ثم سجل ريدله هدف أخر بالرأس من ضربة ركنية وفي الشوط الثاني، سجل أليساندرو دل بييرو هدفًا واحدًا ليوفنتوس بكعب خلفي بعد ذلك دخل البديل لارس ريكن والبالغ من العمر 20 عامًا حصل على تمريرة من أندرياس مولر وقام لارس ريكن بالتسجيل بعد 16 ثانية فقط من دخوله إلى أرض الملعب من أكثر من 20 ياردة مع أول لمسة له للكرة مع عدم تمكن زين الدين زيدان من إحداث فرق ليوفنتوس أمام بول لامبيرت ورفع دورتموند الكأس بفوزه بنتيجة 1–3.
ثم فاز دورتموند على نادي كروزيرو البرازيلي 2-0 في نهائي كأس الإنتركونتيننتال لعام 1997 ليصبح بطلًا لأندية العالم. كان بوروسيا دورتموند ثاني نادي ألماني يفوز بها، بعد بايرن ميونخ في عام 1976. كما وصل حامل اللقب دورتموند إلى الدور نصف النهائي من دوري أبطال أوروبا في عام 1998. وكان الفريق فاقد للعديد من اللاعبين المهمين منذ بداية الموسم عندما لعبوا ضد ريال مدريد في 1998. تأثرت مسيرة ماتياس زامر بالإصابة ولم يلعب سوى ثلاث مباريات للفريق الأول بعد فوزه ب[[دوري أبطال أوروبا] ]. وكان بول لامبيرت قد غادر في نوفمبر للعودة للعب في إسكتلندا وغاب أندرياس مولر عن مباراة الذهاب كما فعل يورغن كوهلر الذي غاب عن كلتا المباراتين، فاز ريال مدريد في مباراة الذهاب 2–0 في أرض دورتموند ولعب دورتموند بشكل أفضل في مباراة الإياب لكنه فشل في استغلال الفرصة وأقصي دورتموند بنتيجة 2–0 في مجموع المباراتين.

### القرن الحادي والعشرين «بداية الشعبية»

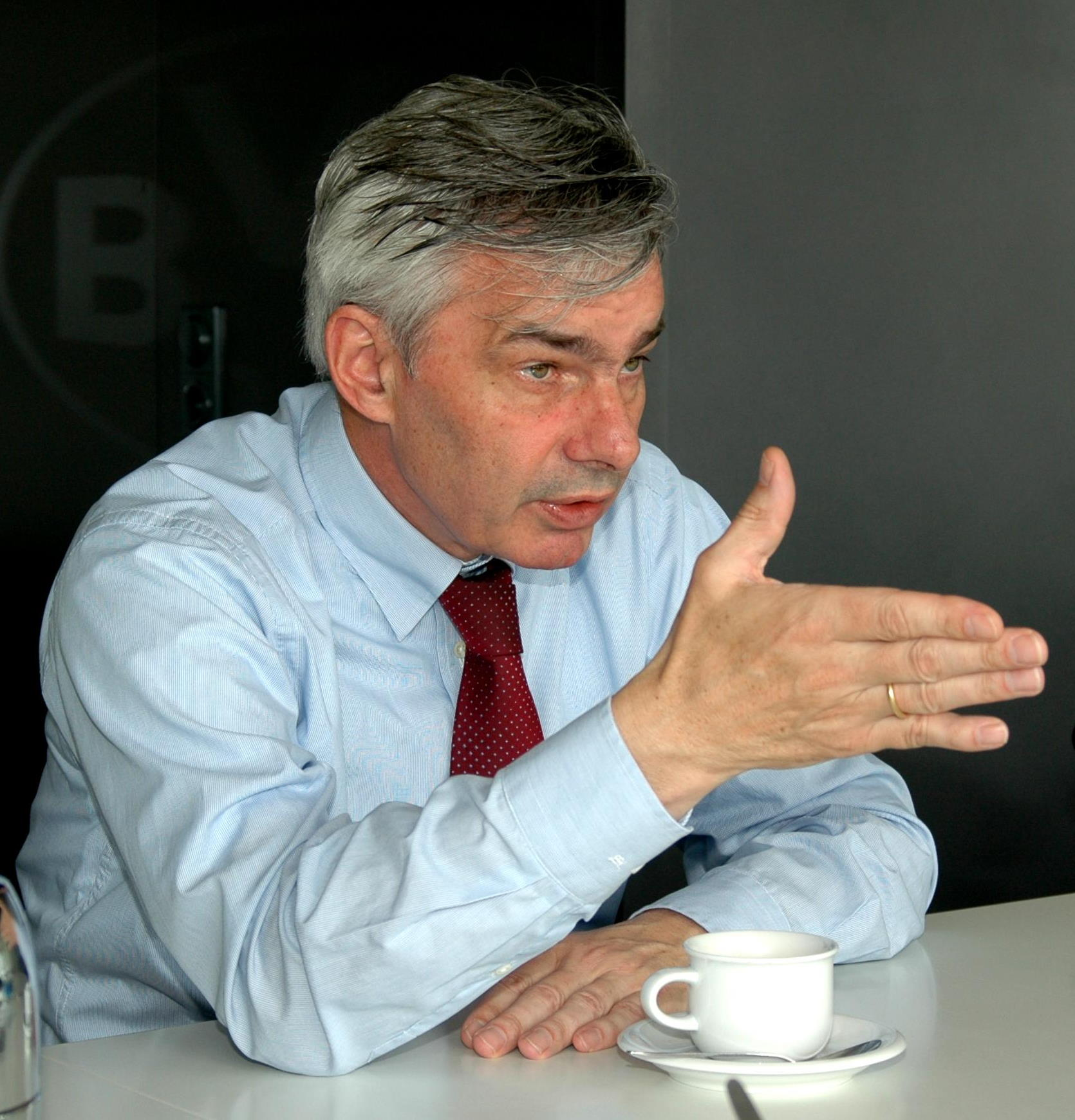
مايكل ماير في عام 2005

في أكتوبر 2000، قاد مايكل ماير وجيرد نيبوم فريق بوروسيا دورتموند ليصبح بوروسيا دورتموند أول نادٍ - حتى الآن - في سوق الأسهم الألمانية وضعت الشركة 13.5 مليون سهم، والتي حققت صافي عائدات 130 مليون يورو.
وفي عام 2002، فاز بوروسيا دورتموند بلقب الدوري الألماني للمرة الثالث، قدم دورتموند شوطًا رائعًا في نهاية الموسم لتجاوز نادي باير 04 ليفركوزن، حيث حصل على اللقب في الجولة الأخيرة وأصبح المدرب ماتياس زامر أول شخص في تاريخ بوروسيا دورتموند يفوز ببطولة الدوري الألماني كلاعب وكمدرب.
في نفس الموسم، خسر بوروسيا نهائي كأس الاتحاد الأوروبي 2001–02 أمام فاينورد الهولندي. وبعدها انخفضت ثورات دورتموند بشكل متكرر لعدة سنوات وأدى سوء الإدارة المالية إلى عبء ثقيل من الديون وبيع أراضي الملعب الفيستفالي الخاصة بهم، تفاقم الوضع بسبب الفشل في التقدم إلى دوري أبطال أوروبا 2003–04، عندما تم استبعاد الفريق بركلات الترجيح في جولات التصفيات من قبل كلوب بروج.
في عام 2003، أقرض بايرن ميونخ مليوني يورو لدورتموند لعدة أشهر لدفع رواتبهم، عاد بوروسيا مرة أخرى إلى حافة الإفلاس في عام 2005، حيث انخفضت القيمة الأصلية البالغة 11 يورو لأسهمها بأكثر من 80٪ في سوق فرانكفورت للأوراق المالية، شملت الاستجابة للأزمة تخفيض رواتب 20٪ لجميع اللاعبين.

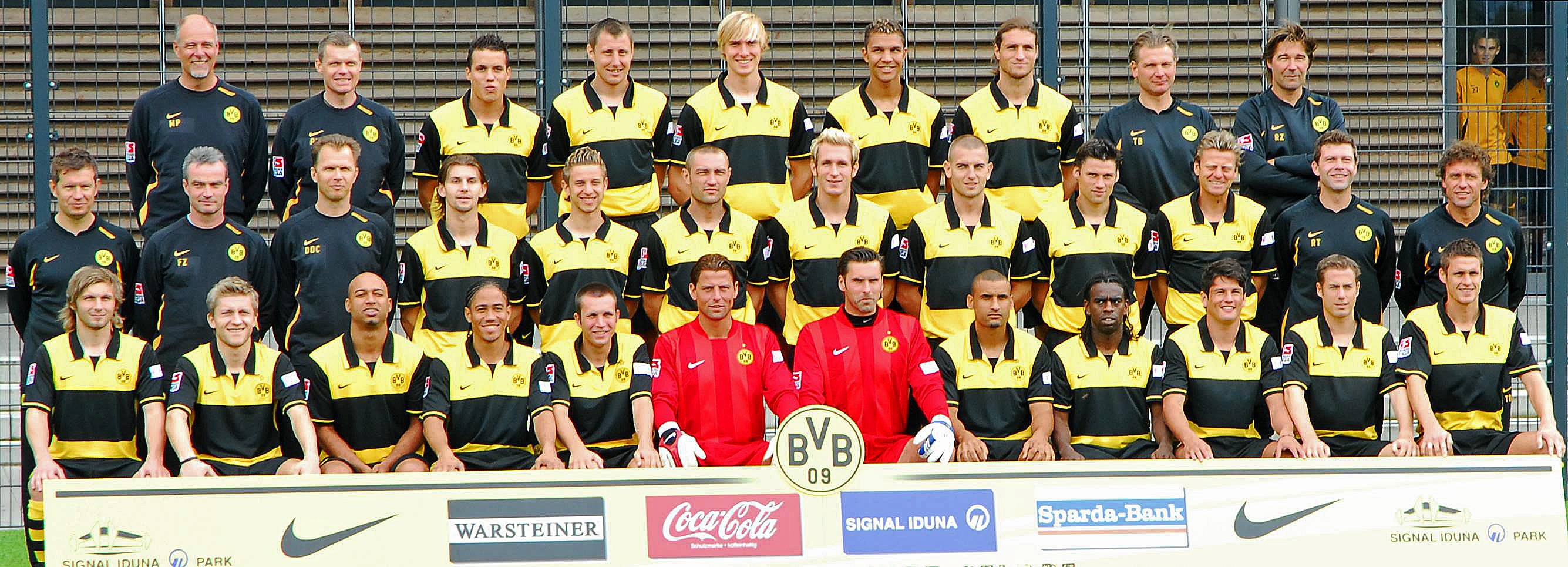
فريق بوروسيا دورتموند في عام 2007

في عام 2006، من أجل خفض الديون، تم تغيير اسم الملعب الفيستفالي إلى «سيغنال إيدونا بارك» بعقد مع شركة تأمين محلية وتستمر اتفاقية حقوق التسمية حتى عام 2021.
عانى دورتموند بداية بائسة لموسم 2005–06، لكنه احتل المركز السابع في الدوري وفشل النادي في الحصول على مكان في كأس الاتحاد الأوروبي عبر قرعة اللعب النظيف. أشارت إدارة النادي إلى أن النادي حقق ربحًا مرة أخرى؛ كان هذا مرتبطًا إلى حد كبير ببيع ديفيد أودونكور إلى ريال بيتيس وتوماش روسيتسكي إلى أرسنال.
في موسم 2006–07، واجه دورتموند بشكل غير متوقع مشكلة خطيرة في الهبوط لأول مرة منذ سنوات. ومر على دورتموند في هذا الموسم ثلاثة مدربين ومنهم توماس دول الذي عين في 13 مارس 2007. بعد نزول النادي إلى نقطة واحدة فقط فوق منطقة الهبوط. وفي نفس السنة غادر كريستوف ميتسلدر بوروسيا دورتموند في صفقة انتقال حر.
في موسم 2007-08، خسر دورتموند أمام العديد من أندية الدوري الألماني الأصغر، على الرغم من حصوله على المركز الثالث عشر في جدول الدوري الألماني، فقد وصل دورتموند إلى نهائي كأس ألمانيا ضد بايرن ميونخ، حيث خسر بنتيجة 1–2 في الوقت الإضافي. وتأهل دورتموند لكأس الاتحاد الأوروبي، واستقال المدرب توماس دول في 19 مايو 2008 وحل محله يورغن كلوب.

### العودة إلى الصدارة

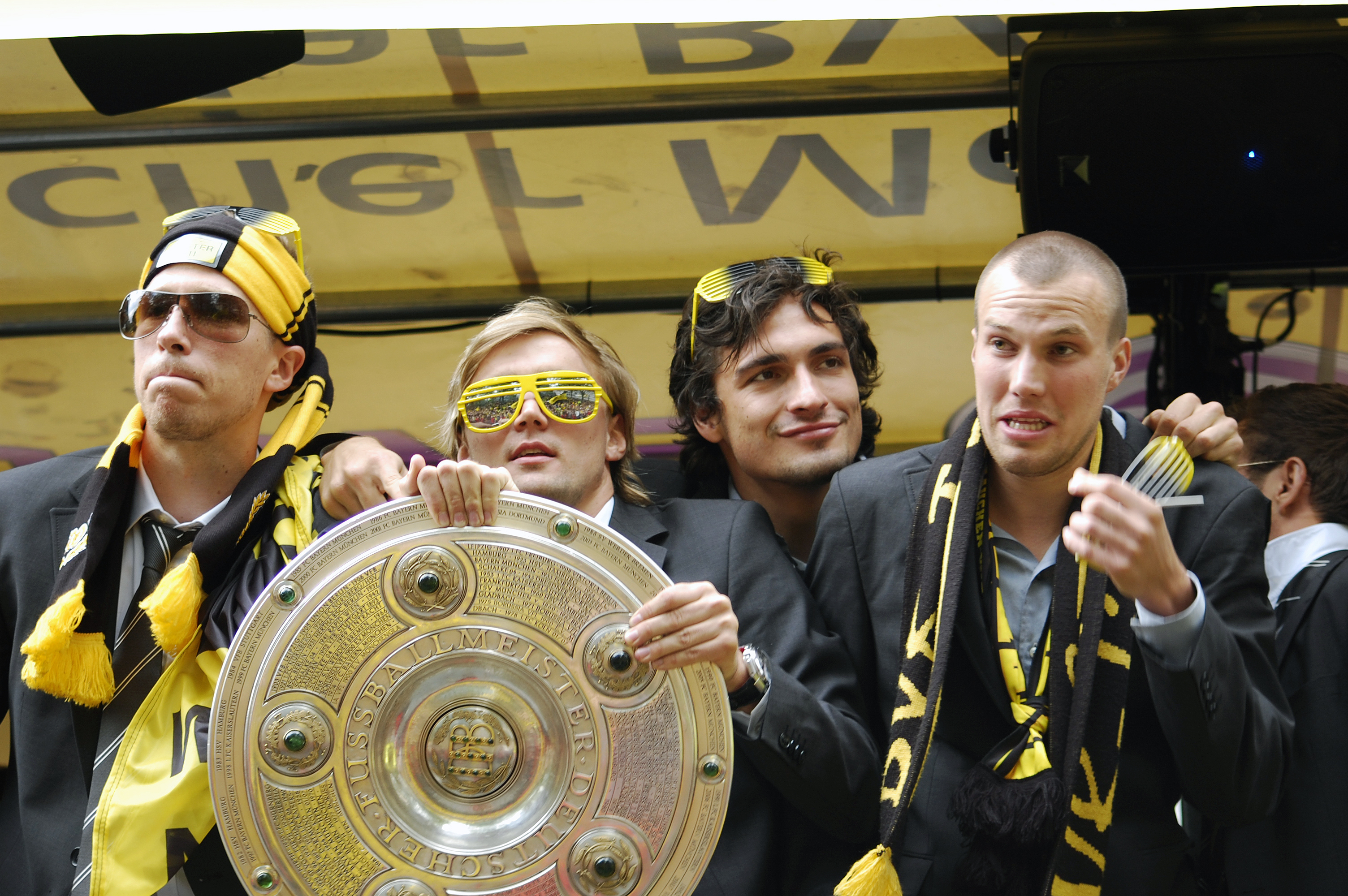
لاعبو بوروسيا دورتموند (من اليمين لليسار كيفن غروسكرويتس، وماتس هوملز، ومارسيل شميلزر، وماركو شتيبرمان يحتفلون بالفوز بدرع الدوري موسم 2010–11

في موسم 2009–10، تحسن مستوى دورتموند مع يورغن كلوب وحصل على الترتيب الخامس في الدوري وتأهل للدوري الأوروبي.
في 30 أبريل 2011، انتصر دورتموند بنتيجة 2–0 على نورنبرغ في أرض دورتموند، ثم أنتصر على باير ليفركوزن، وهذا جعل دورتموند يصل إلى ثماني نقاط وقدم دورتموند مباريات ناجحة في الدفاع عن الدوري الألماني وحصل على رقمًا قياسيا جديدا مع أكبر عدد من النقاط –81– أكثر من التي قد اكتسبتها أي ناد في إحدى مواسم الدوري الألماني بتاريخه. ولكن تجاوز هذا الرقم بايرن ميونخ الموسم التالي بعدد 91 نقطة، وأصبح الآن دورتموند يضع اثنين من نجوم أعلى شعار النادي بحصوله على الدوري الخامس. أبرز أسماء اللاعبين في هذا الوقت تشمل لوكاس باريوس، ماريو غوتزه، نيفين سوبوتيتش، ماتس هوملز، روبرت ليفاندوفسكي، شينجي كاغاوا، لوكاس بيتشيك، ياكوب بواشتشيكوفسكي، كيفن غروسكرويتس، إيفان بيريتش وإيلكاي غوندوغان.

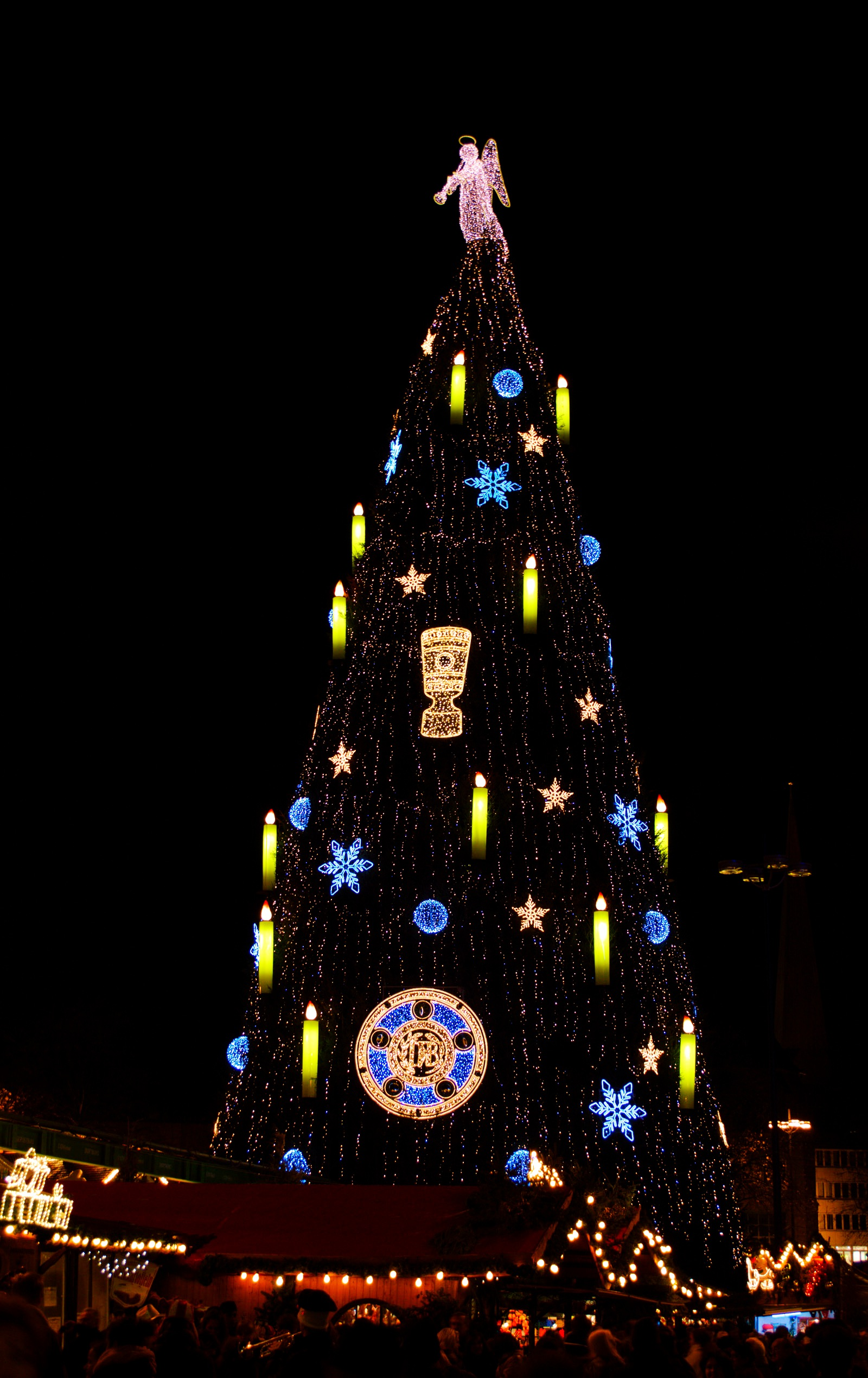
شجرة الكريسماس في سوق دورتموند مزينة بكأس ألمانيا ودرع الدوري الألماني

النادي توج بالدوري في موسم 2011–12 وأيضًا أنتصر بوروسيا دورتموند على هولشتاين كيل بنتيجة 4–0 في نصف النهائي مباراة كأس ألمانيا ومع فوز بايرن ميونخ على بوروسيا مونشنغلادباخ تواجه دورتموند وبايرن في نهائي كأس ألمانيا، وأنتصر دورتموند بنتيجة 5–2.
بوروسيا دورتموند هو واحدة من أربع أندية ألمانية فازت بثنائية البوندسليغا وكأس ألمانيا في موسم واحد، جنبا إلى جنب مع بايرن ميونخ وكولن وفيردر بريمن.
بوروسيا دورتموند أنهى موسم 2012–13 في المركز الثاني في الدوري الألماني. دورتموند لعب نصف نهائي دوري أبطال أوروبا ضد ريال مدريد وانتصر بنتيجة 4–3 بمجموع نتيجة المبارتين ولعب النهائي ضد بايرن ميونخ وهي المرة الأولى التي يكون فيها طرفا المرحلة النهائية أندية ألمانية ولعب النهائي في ملعب ويمبلي، وخسر فيها دورتموند بنتيجة 2–1. في الدقائق الاخيرة بتسجيل روبن للهدف
في موسم 2013-14، فاز بوروسيا دورتموند فاز بالسوبر الألماني 2013 بنتيجة 4–2 ضد بايرن ميونخ. وبدأ دورتموند في الدوري بخمس أنتصارات متتالية، وبذل اللاعبين قصارى جهدهم. على الرغم من نقص اللاعبين في بداية موسم غير واعد ابدأ، وعرقل الفريق مع إصابة العديد من اللاعبين الأساسيين، ونزول الفريق إلى المركز الرابع في ترتيب الدوري الألماني، ووصل الفريق فقط إلى ربع نهائي دوري أبطال أوروبا، بخسارة بنتيجة 3–2 على ذهابًا وإيابًا ضد ريال مدريد. ومع ذلك، استطاع دورتموند من الوصول إلى الترتيب الثاني في نهاية الدوري الألماني والوصول إلى نهائي كأس ألمانيا 2014، ولكن خسر بنتيجة 0–2 ضد بايرن في الوقت الإضافي
ثم مع بداية موسم 2014–15 فاز على بايرن ميونخ في السوبر الألماني 2014 بنتيجة 2–0. ومع ذلك، فإن هذا النصر لن يكون كافيًا لإلهام الفريق لتقديم أداء جيد في بداية هذا الموسم بعد ماحدث في الموسم السابق.
بدأ دورتموند بداية سيئة في بداية الدوري بخسارة ضد باير ليفركوزن وماينتس ثم تعادل بنتيجة 2–2 ضد شتوتغارت في الجولة الخامسة، نزل دورتموند إلى الجزء السفلي من الترتيب في عدة مناسبات، ولكن تمكن من الابتعاد عن منطقة الهبوط بعد أربعة أنتصارات على التوالي في شهر فبراير، وفوزه بالديربي ضد شالكه 3-0.
في 15 أبريل 2015، يورغن كلوب بعد سبع سنوات من تدريب بوروسيا دورتموند، أعلن عن مغادرة دورتموند. بعد ذلك بأربعة أيام، دورتموند أعلن عن المدرب الجديد توماس توخل الذي سيحل محل كلوب في نهاية الموسم الحالي. ومع مغادرة كلوب، أستمر دورتموند في الأرتفاع بجدول الترتيب حتى أنهى الموسم في المرتبة السابعة بعد الابتعاد عن الهبوط، ووصل دورتموند إلى نهائي كأس ألمانيا بعد الفوز على بايرن ميونخ في الاشواط الإضافية بنتيجة 3–1 في نصف النهائي. ولعب النهائي ضد فولفسبورغ وخسر دورتموند بنتيجة 4–0. ولم يتأهل دورتموند في موسم 2015–16 لدوري أبطال أوروبا أو الدوري الأوروبي بسبب مركزه غير المؤهل لهما.
في موسم 2015–16، دورتموند بدأ بداية جيدة بفوز كبير، بنتيجة 4–0 ضد بوروسيا مونشنغلادباخ في يوم أفتتاح الدوري وتليها خمس أنتصارات جعلت دورتموند متصدر الدوري، بقي اداء دورتموند جيدًا بالفوز في 24 مباراة من أصل 34 في الدوري وأصبح وأفضل وصيف في الدوري الألماني أكثر من أي وقت مضى.
ووصل في دوري أبطال أوروبا إلى ربع النهائي، والخروج من قبل يورغن كلوب بقيادته لليفربول في الدقائق الاخيرة، حيث سجل هدف الفوز المدافع ديان لوفرين لتصبح النتيجة 4–3 إيابًا ونتيجة 5–4 إجماليًا.
وبسبب فوز بايرن ميونخ في الدوري وكأس ألمانيا تأهل دورتموند بصفته وصيف الدوري إلى السوبر الألماني ولكن خسر من بايرن ميونخ.

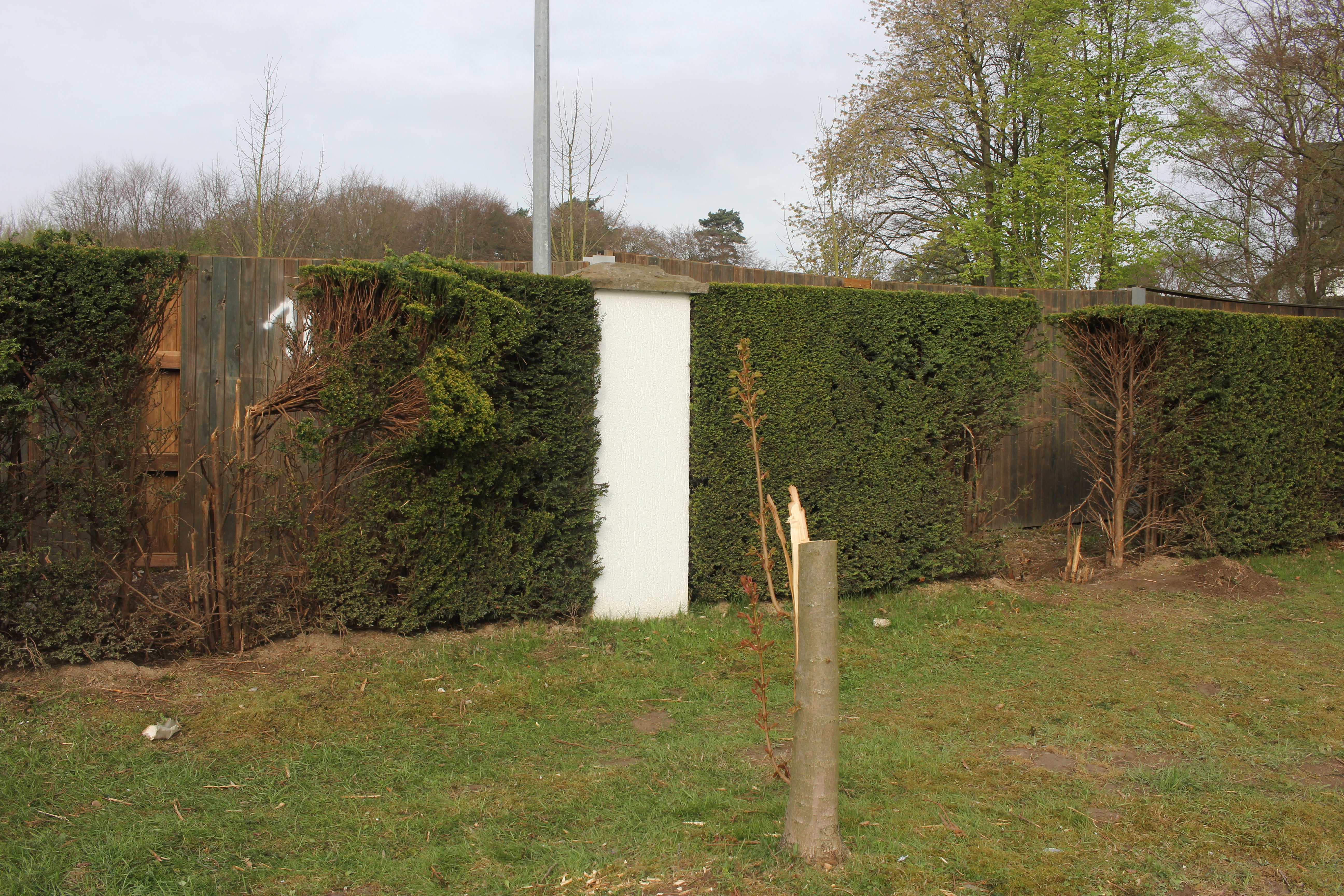
السياج العشبي الذي وضعت فيه المتفجرات

في 11 أبريل 2017، تعرضت حافلة فريق بوروسيا دورتموند للهجوم بثلاث قنابل أنبوبية الصنع بينما كانت في طريقها إلى الملعب الفيستفالي في دورتموند. كانت القنابل مخبأة في السياج العشبي على جانب الطريق وفجرت في حوالي الساعة (17:15 بالتوقيت العالمي). كانت معبأة بكور معدنية صغيرة الحجم وكان مداها يصل إلى حوالي 100 متر (109 ياردة). بناءً على نوع المتفجرات المستخدمة، تفترض السلطات الألمانية «تورط إرهابي» في هذا التفجير، استخدمت بالقنابل صواعق عسكرية وربما تكون المتفجرات قد أتت من مخزونات عسكرية خاصة بالجيش الألماني، أصيب لاعب كرة القدم الإسباني وعضو فريق دورتموند مارك بارترا بشظايا الزجاج من نافذة الحافلة المحطمة. تم نقله إلى مستشفى قريب حيث أجريت عملية جراحية لمعصمه الأيمن على الفور. عانى رجل الشرطة من الانفجار والصدمة. كان يرافق الحافلة على دراجة نارية، من المحتمل جدًا أنه بدون قوة الحافلة والنوافذ المعززة لكانت هناك خسائر كبيرة، تم بناء الحافلة المستخدمة من قبل بوروسيا دورتموند بشكل أقوى من الحافلات التقليدية المستخدمة وبسبب قوة الحافلة أصبح هناك خسائر أقل مما كان يمكن أن يكون إذا كانت الحافلة بالشكل التقليدي.
في ذلك الوقت، كانت الحافلة في طريقها إلى المحطة الأولى من ربع نهائي بوروسيا دورتموند مع موناكو في ربع النهائي دوري أبطال أوروبا 2016–17 في الملعب الفيستفالي، تم إعادة جدولة المباراة لليوم التالي، حيث خسرها بوروسيا دورتموند 3–2.
يُزعم بأن مدرب نادي بوروسيا دورتموند توماس توخل وقت الهجوم على الحافلة انتقد عقلية اللاعبين بعد المباراة ومهاجمتهم بسبب عدم استعدادهم للعب في اليوم التالي للهجوم، هناك اعتقاد بأن هذا الخلاف كان بداية نهاية فترة توماس توخل كمدرب لبوروسيا دورتموند واتحد مشجعو موناكو وبوروسيا دورتموند في صداقة بعد التفجير، قدم العديد من محبي بوروسيا دورتموند والألمان والفنادق المحلية لعشاق موناكو طعامًا مجانيًا وأماكن للإقامة، أعربت المستشارة الألمانية أنجيلا ميركل عن ردة فعلها الرهيبة للهجوم. انتقد فريق بوروسيا دورتموند ولاعب كرة القدم السابق لوتار ماتيوس التخطيط على المدى القصير لدى الاتحاد الأوروبي لكرة القدم.
سبب هذا الانفجار خلاف بين المدير التنفيدي يواخيم فاتسكه ومدرب النادي توماس توخل على لعب المباراة في اليوم التالي من الانفجار الذي استهدف الحافلة وأبرزت صحيفة فوسبال بيلد شهادة توماس توخل على الخلاف قائلًا: «كنت سأبقى مدربا لدورتموند لولا حادثة التفجير».
ودورتموند هزم من بايرن ميونخ بركلات الترجيح في كأس السوبر الألماني 2017، وكانت المرة الرابعة لدورتموند في الحصول على الوصافة مع حصوله 5 مرات على البطولة.

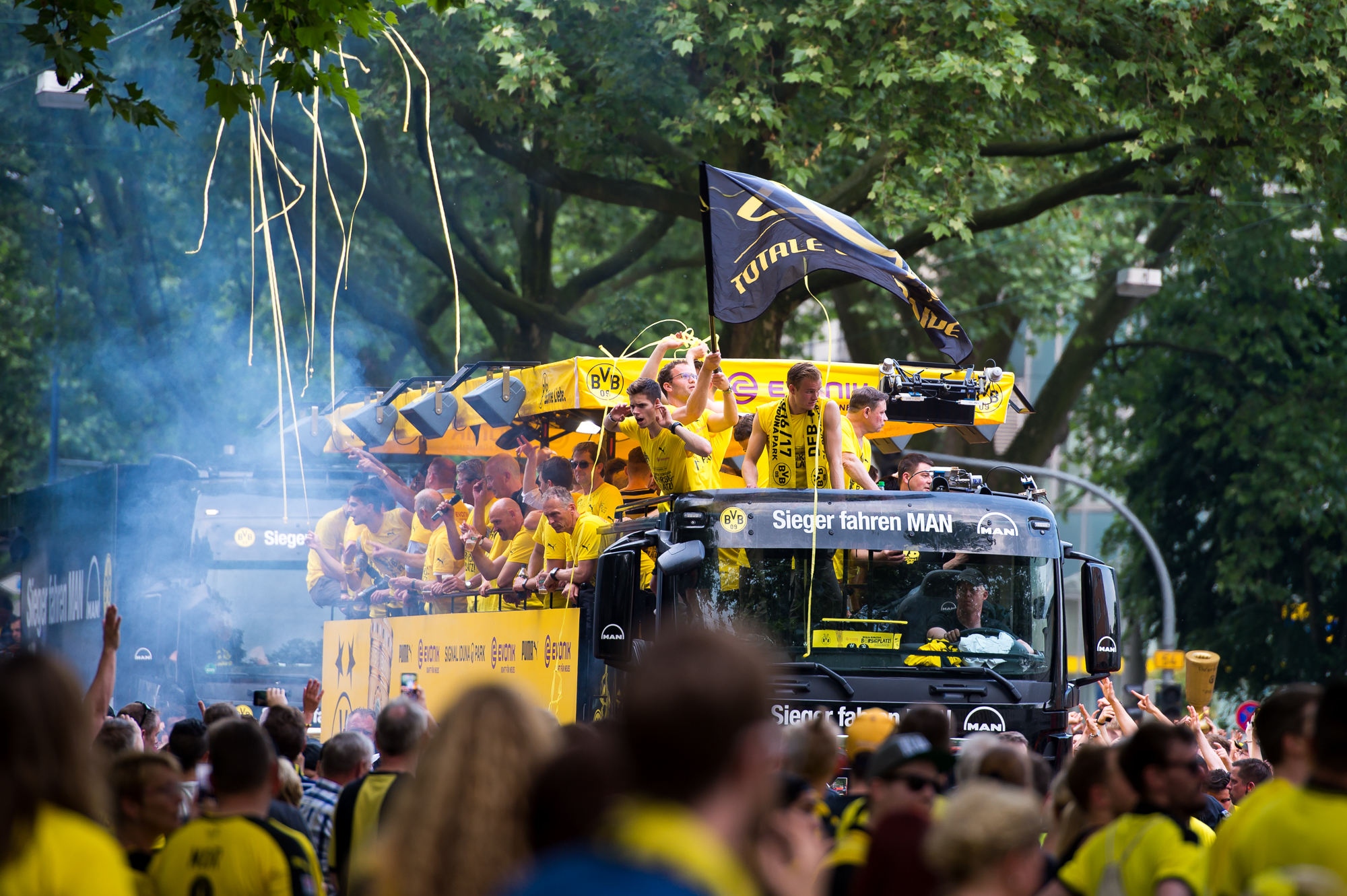
احتفال اللاعبين بالفوز بكأس ألمانيا 2016-17

في 27 مايو 2017، دورتموند فاز بنتيجة 2–1 على آينتراخت فرانكفورت في كأس ألمانيا 2017 وسجل هدف الفوز بيير إيميريك أوباميانغ بركلة جزاء في الدقيقة 67.
في موسم 2018–19، بدأ دورتموند الموسم بشكل جيد، بقدوم بعض اللاعبين المهمين مثل أكسيل فيتسل وأشرف حكيمي وتوماس ديلاني وعبدو ديالو، وفي النصف الأول من الموسم حصل دورتموند على صدارة الدوري بفارق 7 نقاط عن أقرب منافسيه وفي بداية النصف الثاني أصيب قائد الفريق ماركو رويس واستمر دورتموند في الخسارة حتى خسر الصدارة ونافس في الجولات الأخيرة مع بايرن ميونخ على لقب الدوري حتى أنهى الموسم بخسارة الدوري بفارق نقطتين.
وفي شهر واحد خسر دورتموند دوري أبطال أوروبا ضد توتنهام بنتيجة 4–0 ذهابًا وإيابًا، وكأس ألمانيا ضد فيردر بريمن بركلات الترجيح في دور الـ16.
وفي عام 2019-20، قبل بداية الدوري الألماني واجه دورتموند فريق بايرن ميونخ في السوبر الألماني، بصفته وصيف الدوري بعد فوز بايرن بالدوري وكأس ألمانيا، وانتصر دورتموند بنتيجة 2–0 بتسجيل الهدف الأول من باكو ألكاسير والثاني من جيدون سانشو.

## ملاعب ومنشأة النادي
الملعب الفستفالي (بالألمانية: Westfalenstadion) هو ملعب كرة قدم يقع في مدينة دورتموند الألمانية في شمال الراين-وستفاليا، ويسع الملعب لجلوس 81.365 متفرج في مباريات الدوري الألماني، بينما في المباريات الودية فإنه يتسع لجلوس 66،099 متفرج. يعد الملعب الرسمي الذي يخوض فيه نادي بوروسيا دورتموند مبارياته. تم افتتاح الملعب في 2 أبريل 1974 ثم تم تجديده 4 مرات في 1992، 1995، 2002، و2006. وهو واحد من الملاعب كرة القدم الأكثر شهرة في أوروبا، وانتخب أفضل ملعب لكرة القدم من قبل صحيفة التايمز الشهيرة. ويعود سبب تسميته إلى مقاطعة البيروسية السابقة وستفاليا.
يسمى هذا الملعب سيغنال إيدونا بارك (بالألمانية: Signal Iduna Park) حيث سمي بهذا الاسم بسبب رعاية مجموعة سيغنال إيدونا للملعب. أقيمت العديد البطولات المهمة في ملعب فيستفالن، مثل كأس العالم 1974 وكأس العالم 2006، كما استضاف نهائي كأس الاتحاد الأوروبي 2001. وقد لعبت هناك مباريات ودية وطنية مختلفة وتصفيات العالمية والأوروبية، وكذلك مباريات في مسابقات الأندية الأوروبية.

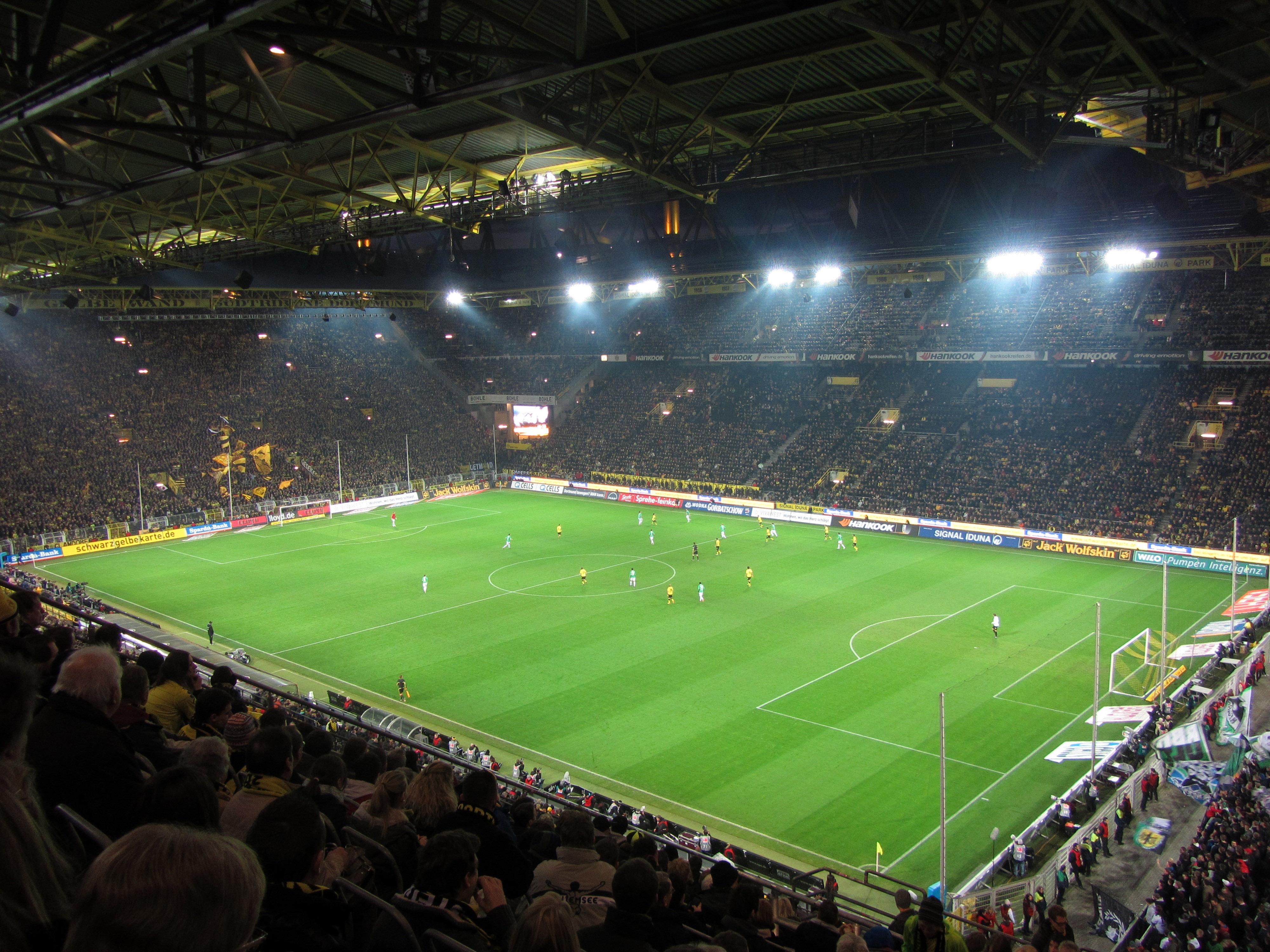
الملعب من الداخل
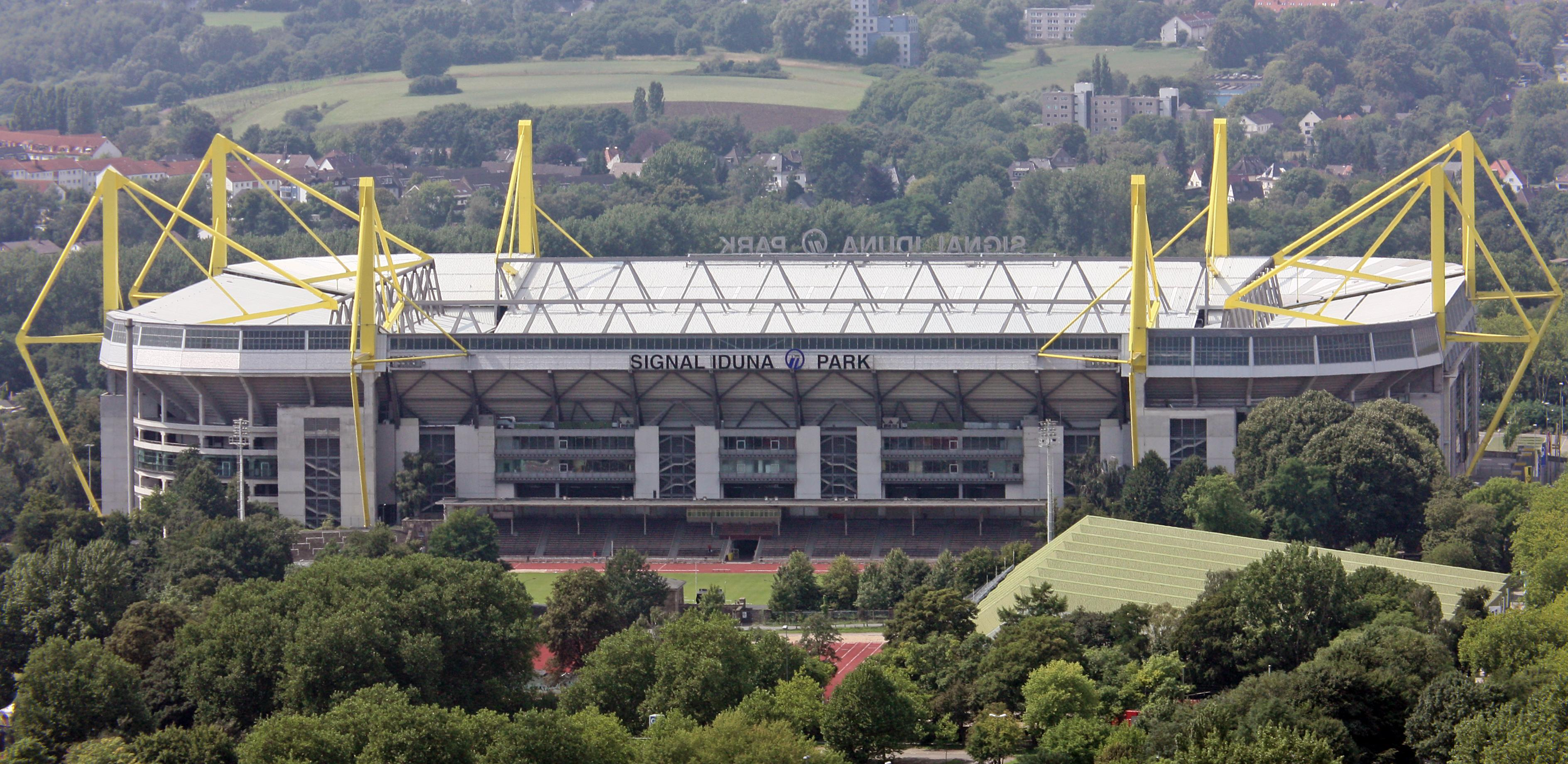
الملعب من الخارج
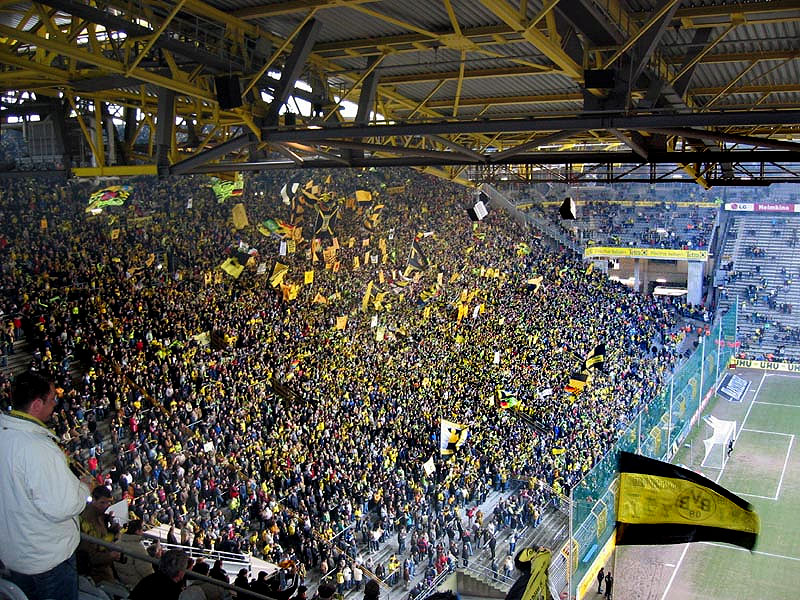
مشجعوا بوروسيا دورتموند في المدرج الجنوبي للملعب الفيستفالي

### ملعب فايس فيز

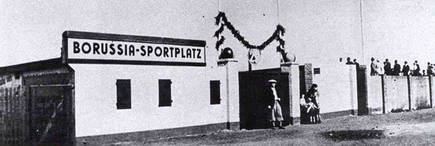

المعروف أيضًا باسم بوروسيا سبورتبارك (بالألمانية: Borussia Sportpark)، هو أول ملعب لبوروسيا دورتموند. يقع في شارع فامبلر بالقرب من ساحة بورسيج ومصنع هآش أي جي في شمال دورتموند. كان في الأصل ملعب كرة للبلدة مع مسارات للجري وحفرة للقفز. في البداية كان المرمى والعارضة مصنوعة من الأخشاب فقط ويتم إزالتها دائمًا بعد الانتهاء، مما يحول دون تعرضها للسرقة. يفترض أن اسم المكان، فايس فيز، نشأ من الزهور البيضاء التي سقطت من أشجار الحور المجاورة في الربيع، والتي حولت الملعب إلى حقل أبيض (بالألمانية: Weiße Wiese). وتعني المروج البيضاء
ونظرًا لعدم استيفائه لقواعد الاتحاد لدوري برزيكليجا، خضع إلى بناء واسع النطاق في صيف عام 1924. كان المبنى يتكون من جدار طوله 450 مترًا وارتفاعه 1.8 متر، وتم بناء غرف ومقصورة بيع التذاكر، بالإضافة إلى المدرج في المقدمة، وتوسيع قدرة الملعب إلى 18000، بلغت التكلفة الإجمالية للبناء 50000 مارك ألماني. تم افتتاح بوروسيا سبورتباتك الجديد من قبل اللورد العمدة إيتشوف في 14 أغسطس 1924 وفي عام 1937، في وقت النازية، أُجبرت شركة هآش أي جي وبوروسيا دورتموند على مغادرة المنطقة وانتقل دورتموند إلى ملعب روت إردي، جنوب وسط مدينة دورتموند.

### ملعب روت إردي

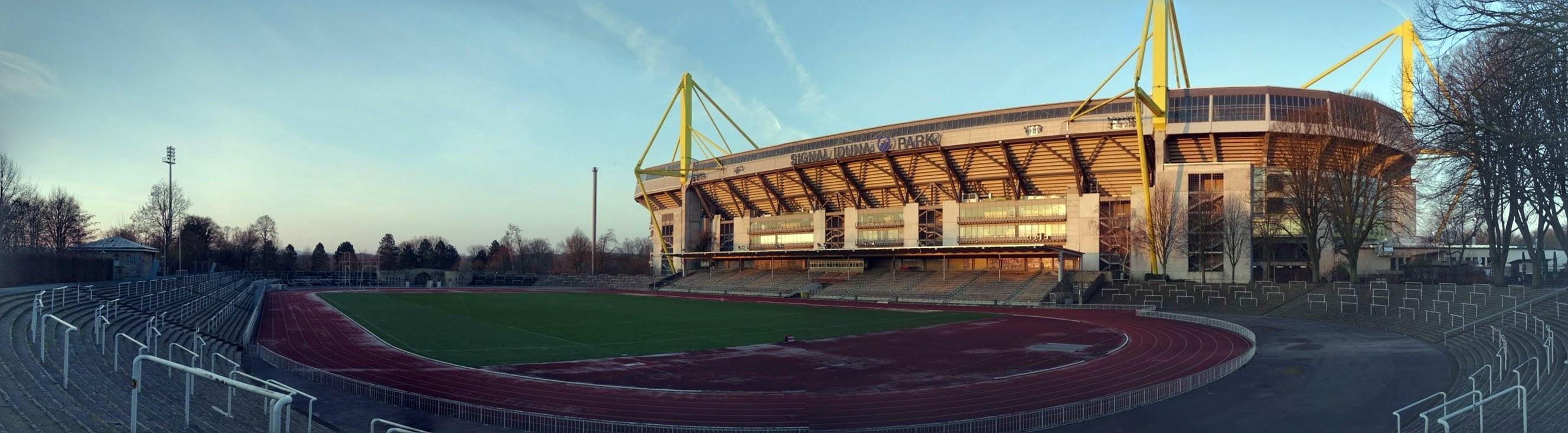

ملعب روت إردي هو ملعب كرة قدم يستضيف مسابقات ألعاب القوى، يقع في دورتموند، وستفاليا، ألمانيا، يتسع لـ25،000 متفرج (3000 مقعد). ويعد الملعب الرئيسي لبوروسيا دورتموند 2 وعدة أندية أخرى تم وضع حجر الأساس للملعب في 1924. بدأ بناؤه في 1924 بتكلفة 1،8 مليون مارك ألماني وافتتح في 6 يونيو 1926.
وتم توسيع الملعب عن طريق حوامل خشبية مؤقتة، مما زاد من سعة الملعب إلى 42،000 وفي عام 1971، وافقت بلدية دورتموند على بناء ملعب جديد، يقع غرب ملعب روت إردي.
وعندما انتهى بناء الملعب الفيستفالي الجديد في عام 1974، انتقل إليه بوروسيا دورتموند.

### أرض التدريب
يقع ملعب تدريب بوروسيا دورتموند وقاعدة أكاديمية هوهنبوشى في براكل، في مقاطعة دورتموند.
يوجد داخل المجمع مناطق للتدريب البدني وإعادة التأهيل، والعلاج الطبيعي والتدليك وحمامات العلاج والعلاج المائي.
هناك أيضًا غرف ساونا وغرف بخار وغرف أوزان وقاعات دراسية وقاعات مؤتمرات ومكاتب لبوروسيا دورتموند وفي الجهة الأمامية مطعم واستوديو تلفزيوني لمقابلة لاعبي كرة القدم المحترفين للنادي في قناة بوروسيا دورتموند.
على الأرض، هناك خمس ملاعب عشبية، اثنتان منها تحتويان على تدفئة تحت التربة، وحقل واحد للعشب الاصطناعي، وثلاثة ملاعب عشبية صغيرة وساحة رياضية متعددة الوظائف.
يغطي الموقع مساحة إجمالية قدرها 18،000 متر مربع (190،000 قدم مربع)،
بالإضافة إلى ذلك، يمتلك النادي لعبة فوتبوناوت، وهو روبوت تدريبي يُعد قفص تدريب 14 متر مربع (150 قدم مربع).
وسيتم توسيع مجمع التدريب ومركز الأداء الشبابي، الواقع في هوهينبوشي، على عدة مراحل حتى عام 2021. بالإضافة إلى ذلك، سيتم إعادة بناء مكتب الأعمال الرياضية بالكامل من الصفر وسيتكلف ما يصل إلى 20 مليون يورو، سيجعل بوروسيا دورتموند أفضل نادٍ لكرة القدم في ألمانيا فيما يتعلق بالبنية التحتية.

### متحف بوروسيا دورتموند

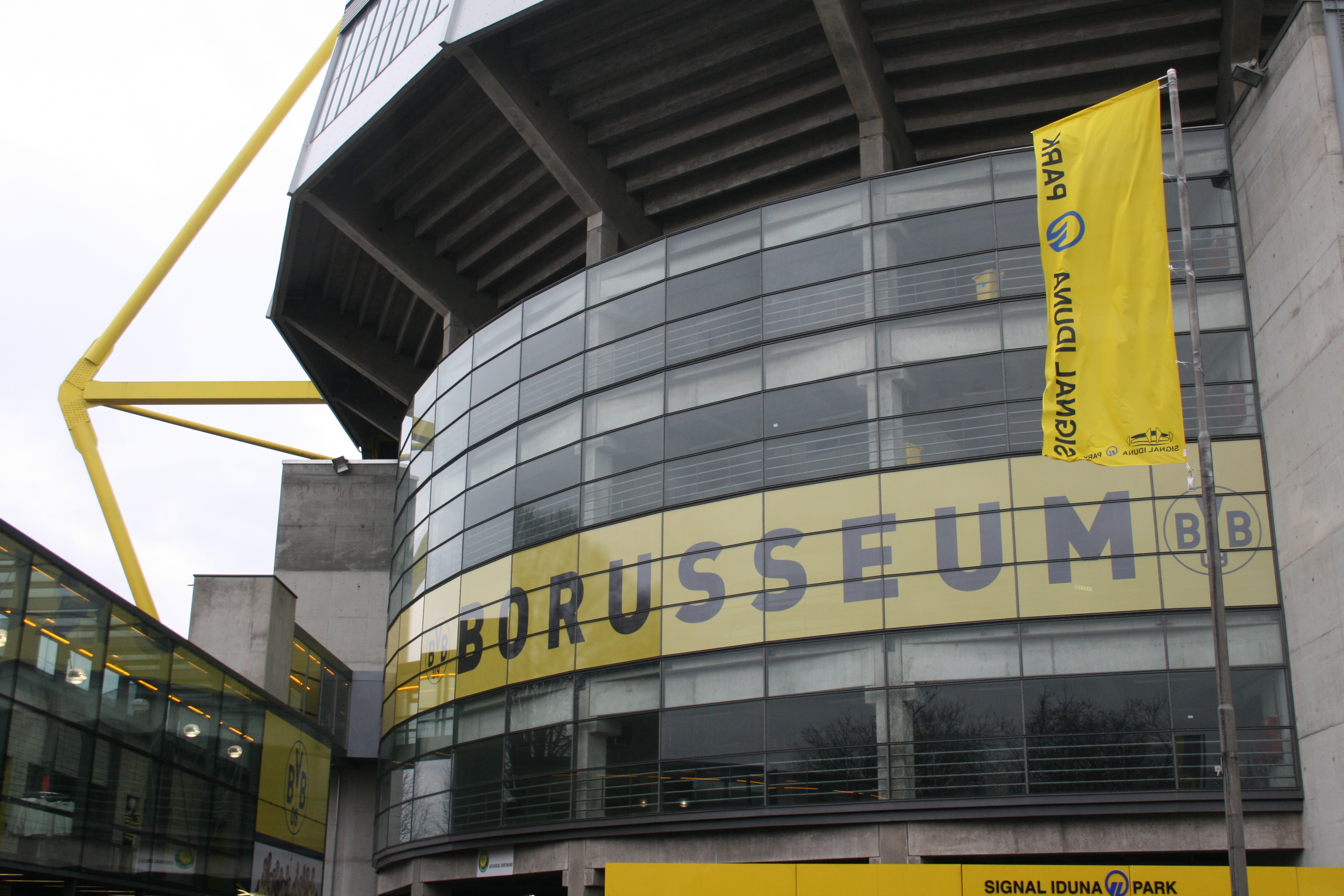

متحف نادي بوروسيا دورتموند المعروف باسم بوروسيوم (بالألمانية: Borusseum)
يتم فيه توثيق تاريخ بوروسيا دورتموند لقسم كرة القدم منذ تأسيس النادي في عام 1909، يقع المتحف في الركن الشمالي الشرقي من الملعب الفيستفالي.
وجاءت فكرة متحف بوروسيوم إلى معجبين النادي ثم رئيس قسم المعجبين أولاف سوبليكي، عندما رأى كيف تم التعامل مع بطولات النادي في منطقة كبار الشخصيات في الملعب، نظرًا لأن الركن الشمالي الشرقي من الأستاد لم يتم تطويره بعد، فقد أثبت أنه مكان مناسب وبدأوا بالتخطيط لمتحف النادي في هذه الزاوية وأعلنت إدارة مشجعي بوروسيا دورتموند أنها ستوفر الأموال اللازمة للبناء، حيث كان الفريق في ذلك الوقت مشغول بالانتعاش بعد الإفلاس الوشيك.
بفضل العديد من التبرعات من الشركات والأعضاء بالإضافة إلى، بالإضافة إلى التبرع الذي شارك فيه دورو وكريس ثمبسون وتم إنجاز المشروع في 19 ديسمبر 2008، وهو عيد الميلاد الـ99 للنادي وافتتح المتحف من قبل الرئيس رينهارد روبال، ونائب الرئيس راينهولد لونو والمدير الإداري هانز يواخيم فاتسكه.

### مكتب بوروسيا دورتموند

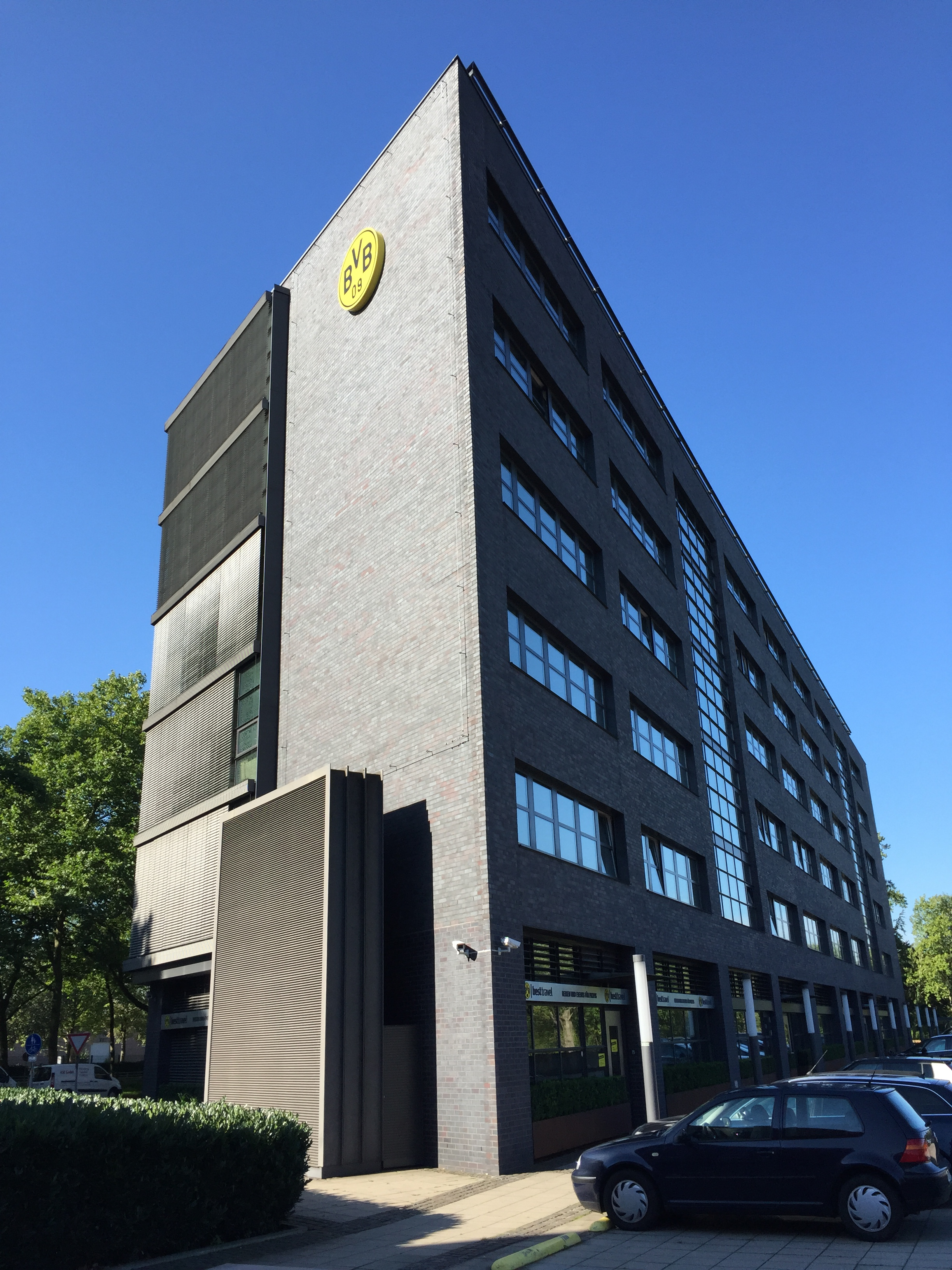
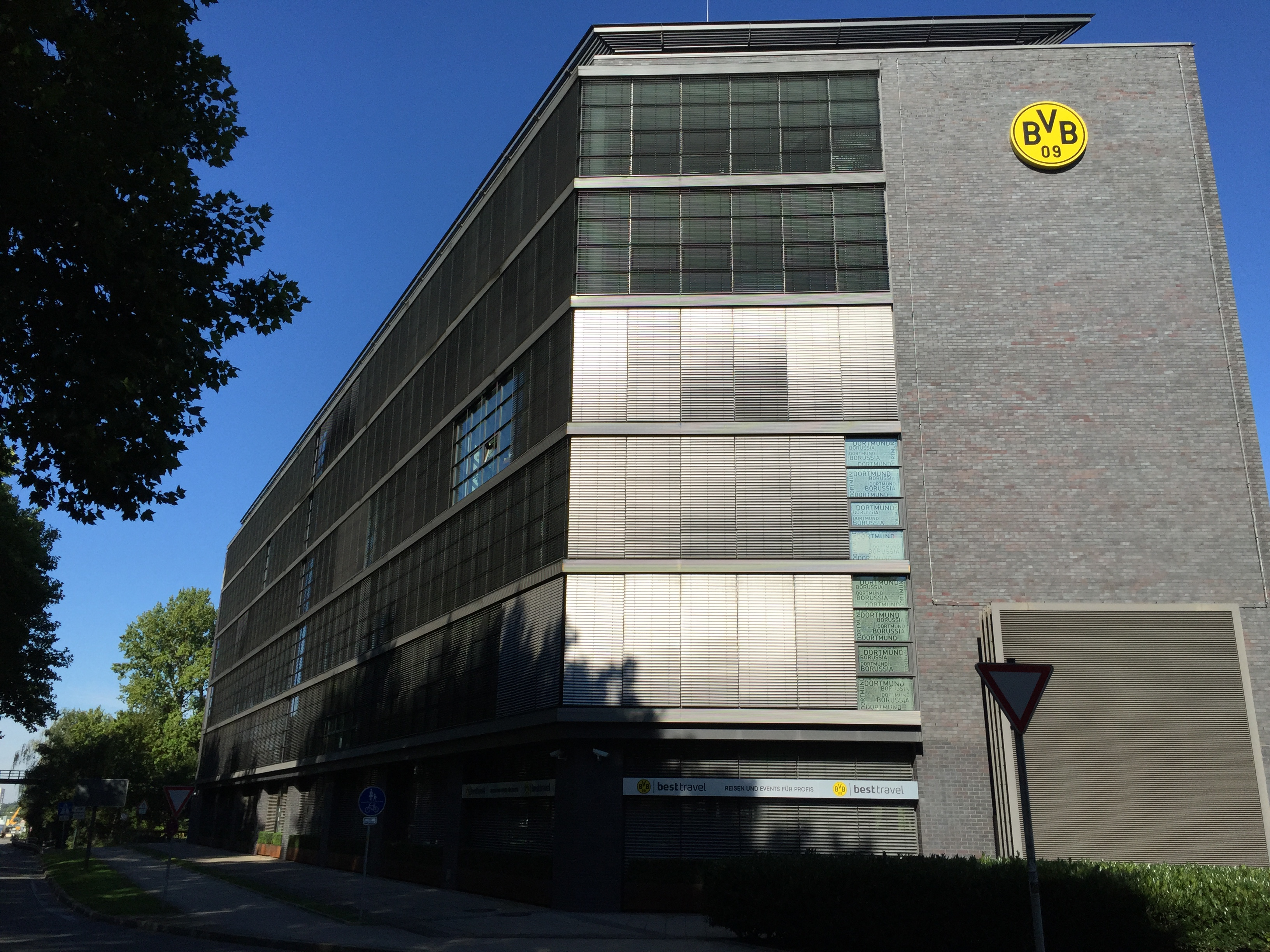

(بالألمانية: BVB Geschäftsstelle) هو مكتب إدارة نادي بوروسيا دورتموند برئاسة رينهارد روبال في دورتموند، راينلاندام.

### متجر دورتموند
يوجد نوعان من المتاجر الأول فان فيلت (بالألمانية: FanWelt) بمعنى عالم المعجبين وهو المتجر الكبير الخاص بالنادي وله فرع واحد فقط والآخر باسم فان شوب (بالألمانية: FanShop) بمعنى متجر المعجبين وهو المتجر المنتشر في البلاد وله العديد من الفروع.
- الموقع الرسمي الخاص بالمتجر: fanshop

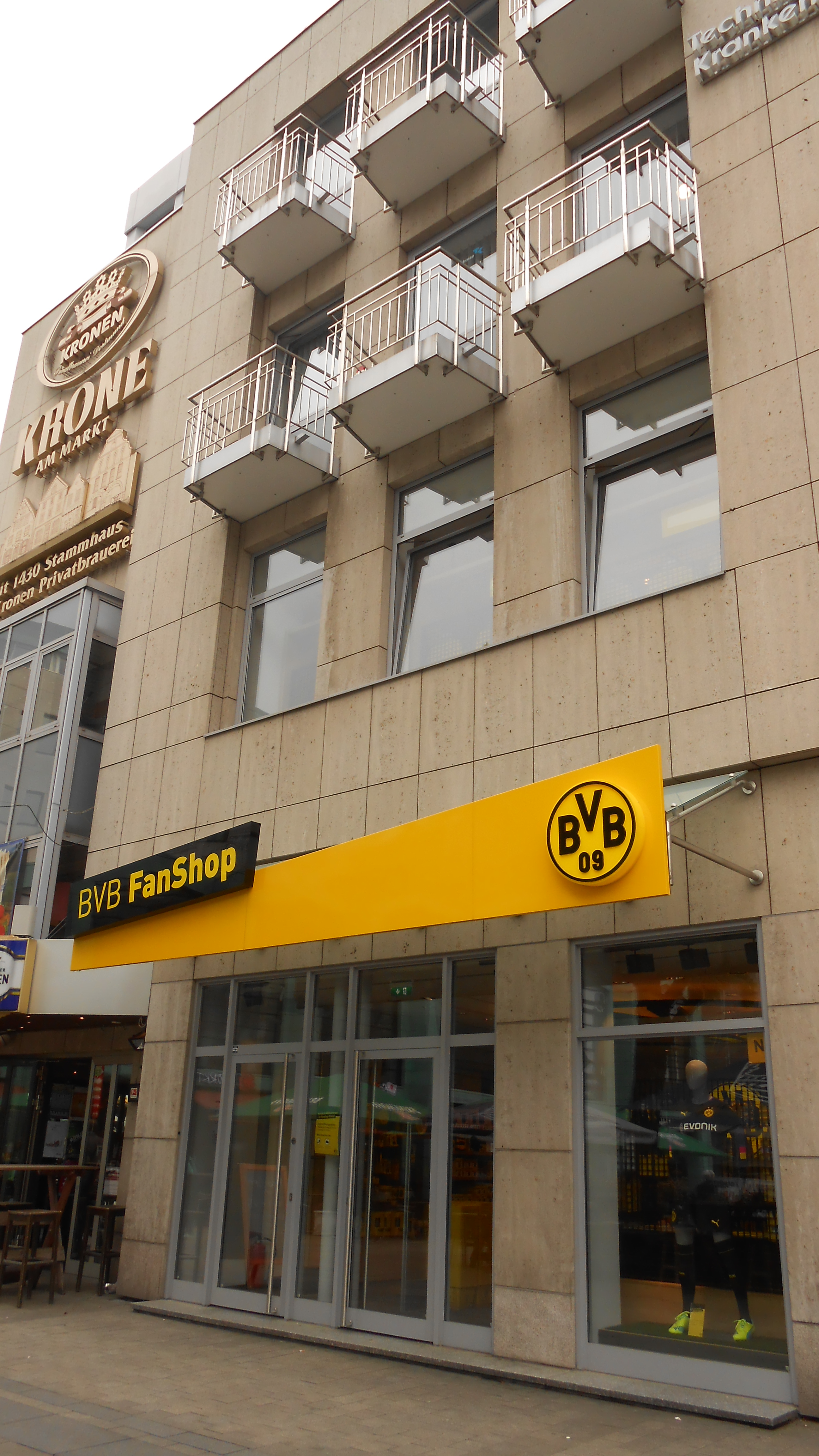
أول متجر فان شوب أفتتح للنادي
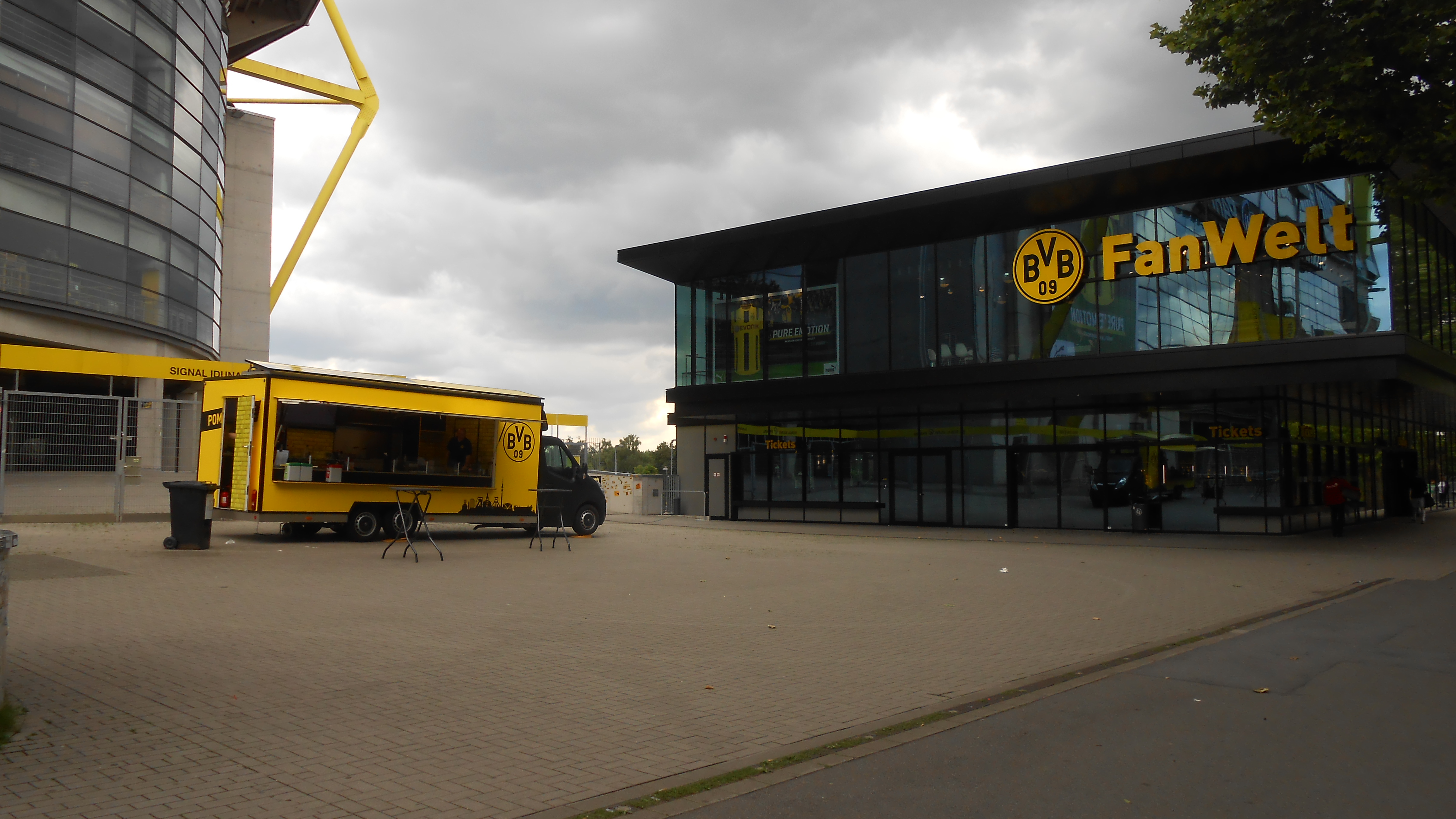
المتجر الكبير الخاص بالنادي فان فيلت.
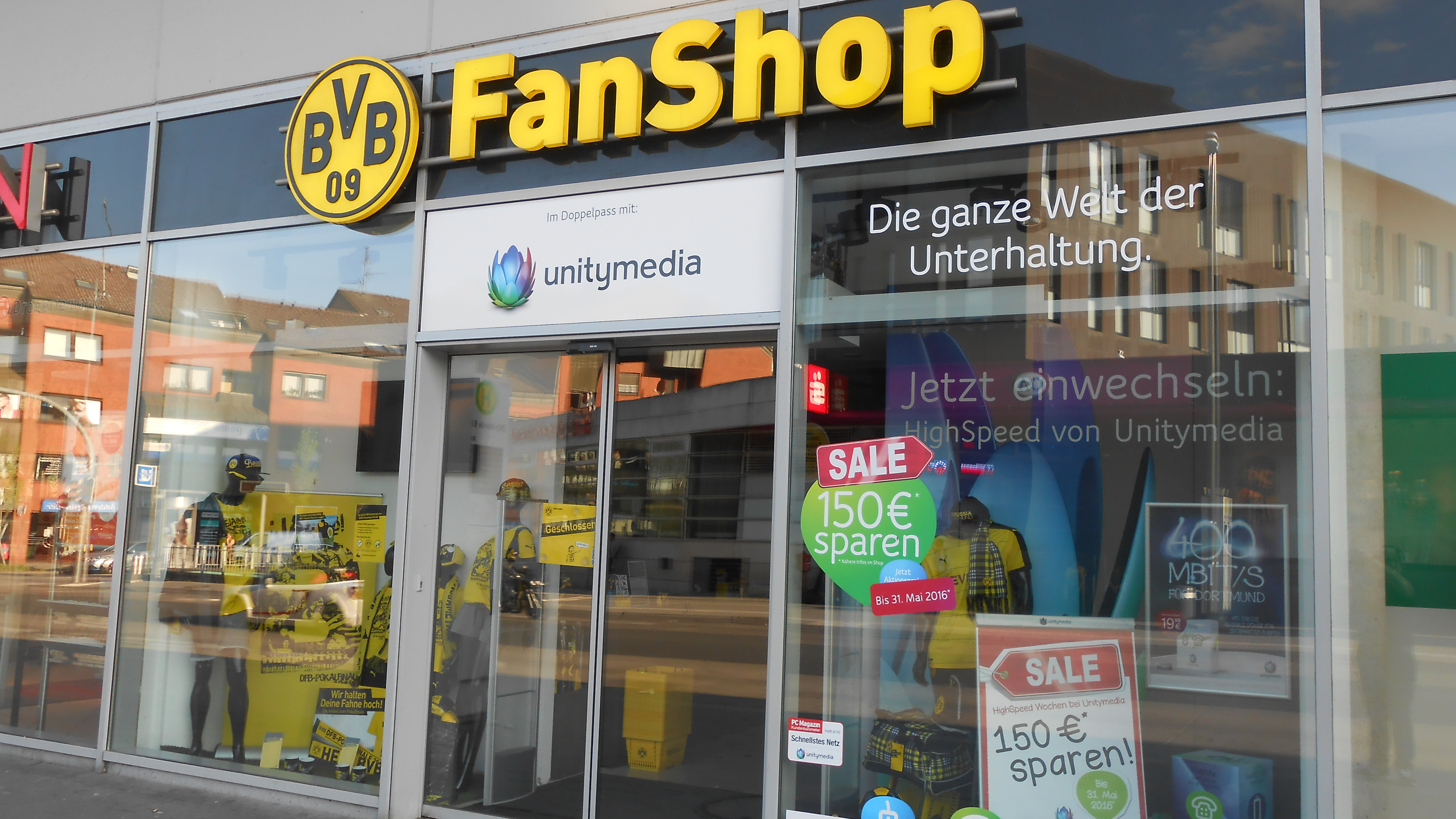
فان شوب في منطقة هورد
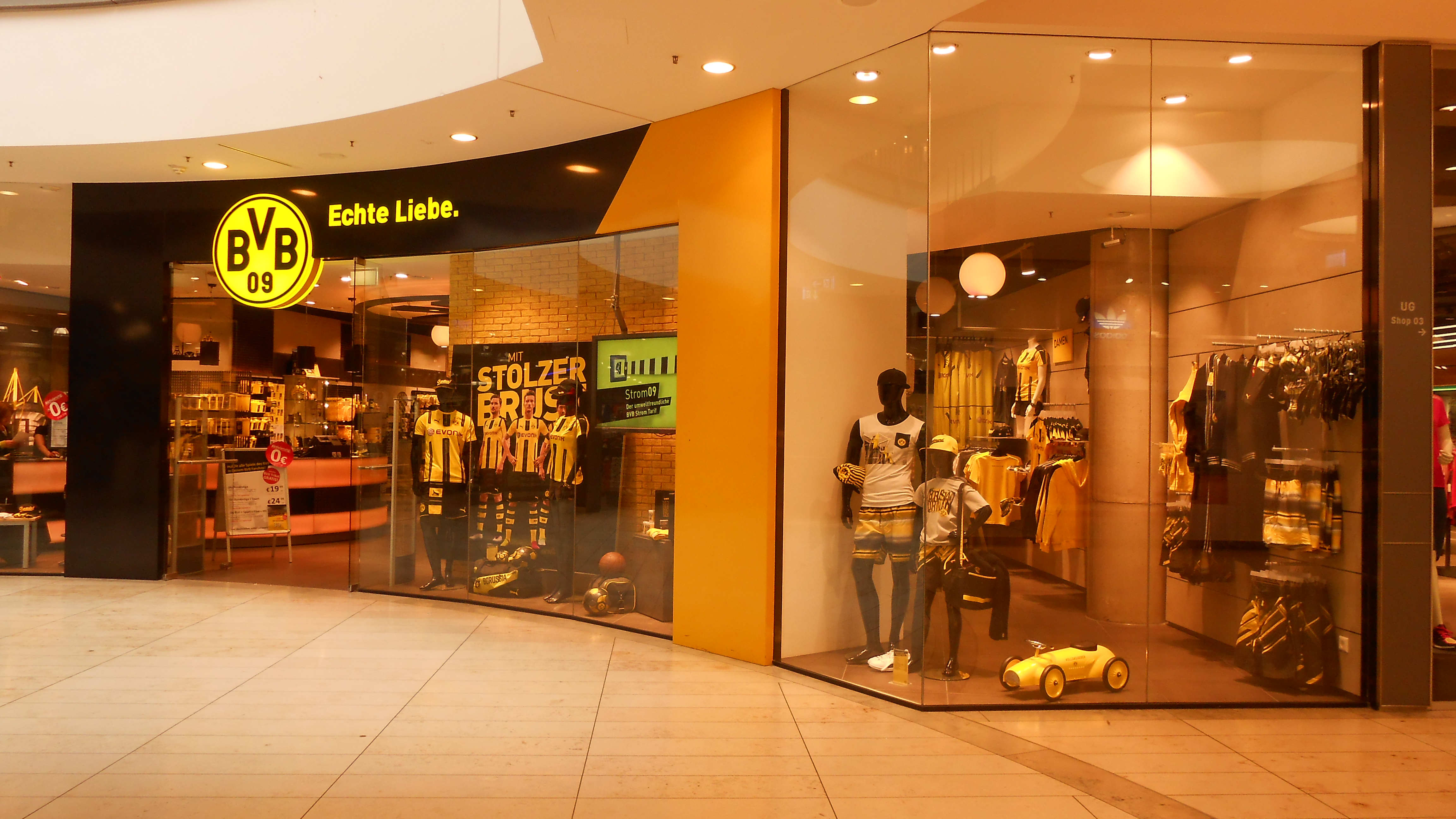
متجر فان شوب في سوق ثير جاليري

### ممر دورتموند
ممر الشهرة (بالإنجليزية: Walk of Fame) هو ممر وضع في أرضيته تاريخ النادي والأحداث المذهلة والشخصيات المهمة للنادي على شكل نجوم وكان من المفترض أن يكون عددها 100 ولكنها استمرت حتى 106 وافتتحت في عام 2010 للاحتفال بالذكرى المائة لبوروسيا دورتموند في عام 2009، وهو يبدأ من مسقط رأس دورتموند في بورسيبلاتز إلى الملعب الفيستفالي (حاليًا سيغنال إيدونا بارك).
- بعض منها:

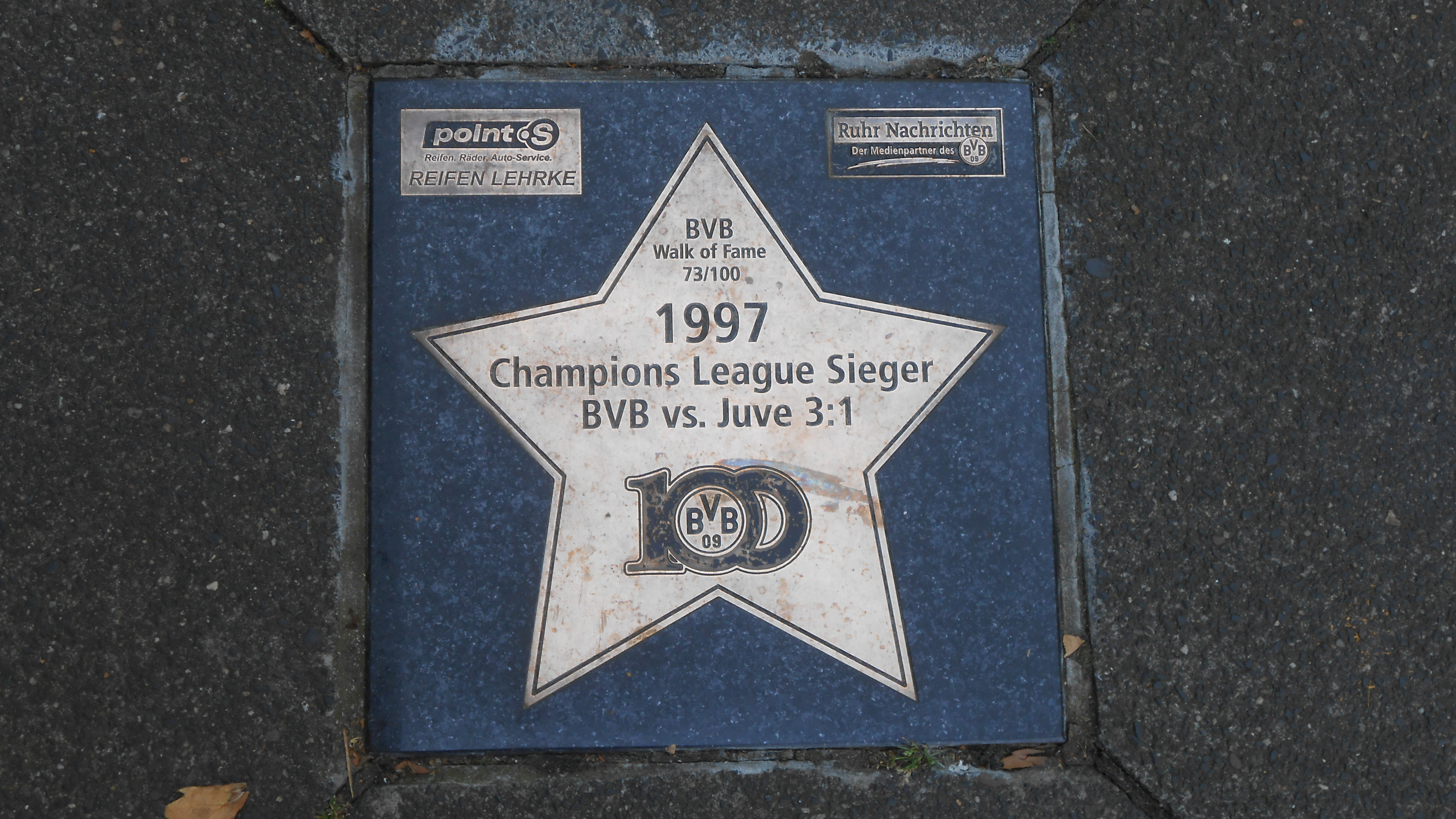
نتيجة الفوز بنهائي دوري أبطال أوروبا
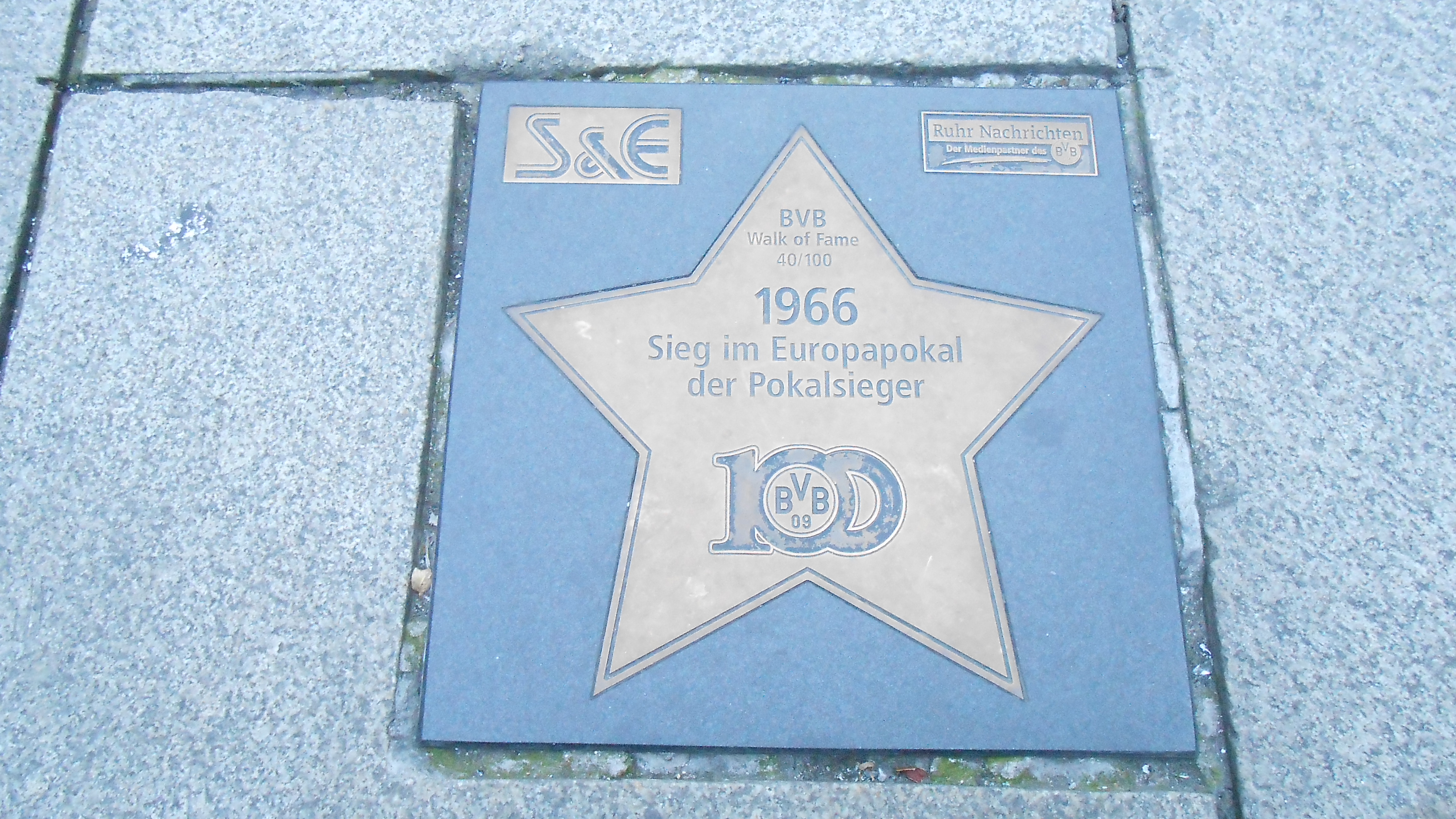
نهائي كأس الكؤوس الأوروبية 1996
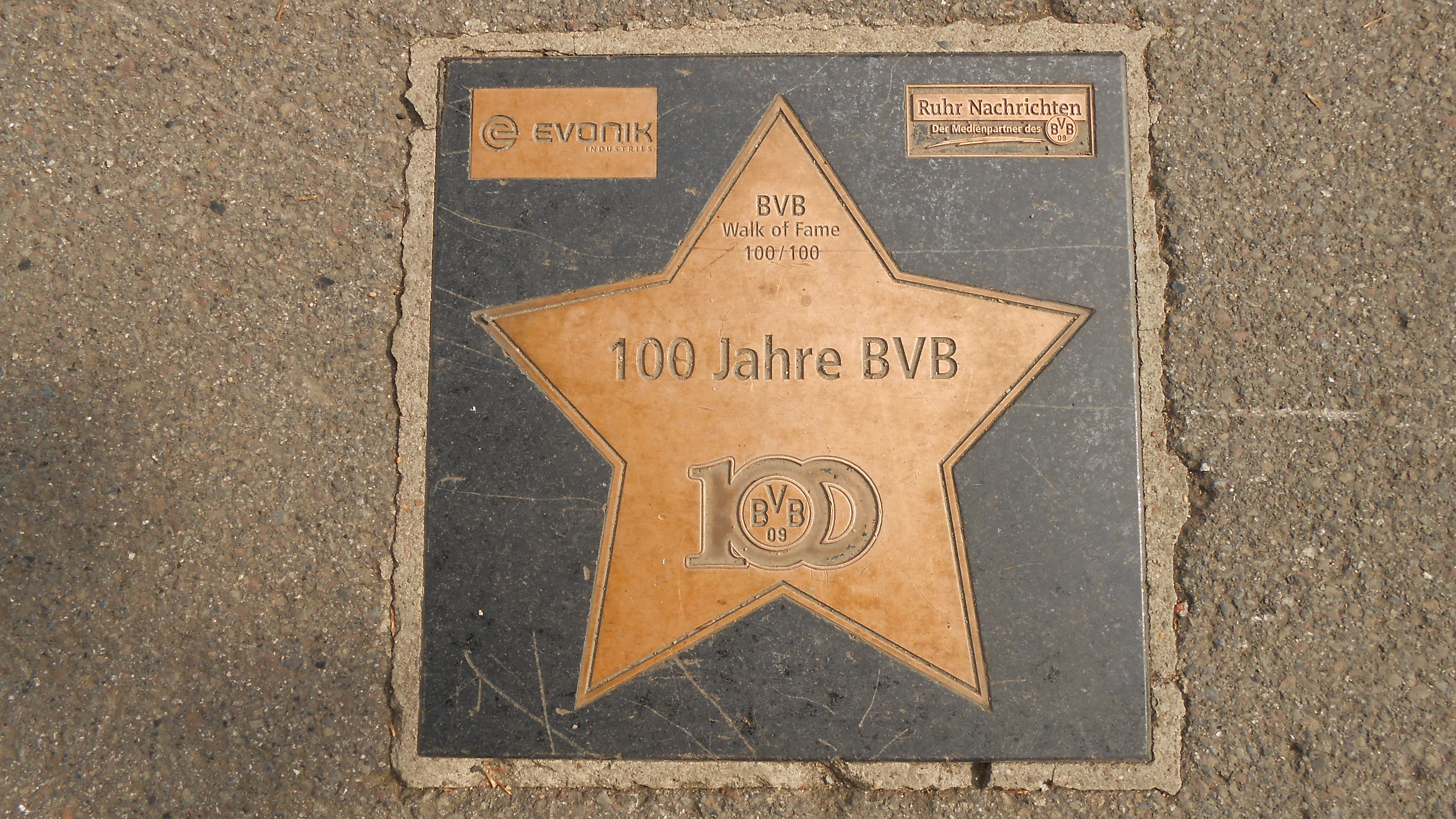
100 عام لدورتموند

## الكلاسيكو والديربي

### الكلاسيكو الألماني
الكلاسيكو الألماني (بالألمانية: Deutscher Classico) أو دير كلاسيكر (بالألمانية: Der Klassiker) هي مباراة كرة قدم بين أشهر وأفضل فريقين في ألمانيا تحقيقًا للبطولات، بين نادي بايرن ميونخ ونادي بوروسيا دورتموند. أقيم أول لقاء بين الفريقين بتاريخ 16 أكتوبر 1965 وانتهى بفوز نادي بوروسيا دورتموند بنتيجة 2–0.
- أخر تحديث بتاريخ 12 أبريل 2025

| المنافسة            | المواجهات | الفوز | الفوز    | التعادل | الأهداف | الأهداف  |
| المنافسة            | المواجهات | بايرن | دورتموند | التعادل | بايرن   | دورتموند |
| ------------------- | --------- | ----- | -------- | ------- | ------- | -------- |
| الدوري الألماني     | 112       | 54    | 26       | 32      | 226     | 138      |
| كأس ألمانيا         | 11        | 6     | 2        | 3       | 20      | 13       |
| كأس السوبر الألماني | 9         | 4     | 4        | 1       | 17      | 18       |
| كأس الدوري الألماني | 2         | 2     | 0        | 0       | 3       | 0        |
| دوري أبطال أوروبا   | 3         | 1     | 1        | 1       | 2       | 2        |
| جميع المباريات      | 137       | 67    | 33       | 37      | 268     | 171      |

### ديربي الرور
ديربي الرور (بالألمانية: Ruhr derby) أو ديربي النهر (بالألمانية: Revierderby) كما يسمى، هو ديربي كرة قدم من أشهر الديربيات في كرة القدم الألمانية، بين شالكه 04 ونادي بوروسيا دورتموند. وقد سمى الديربي باسم ديربي الرور نسبة إلى نهر الرور، الذي يفصل مدينة دورتموند وهي معقل نادي بوروسيا دورتموند، ومدينة غلزنكيرشن حيث معقل شالكه 04، حيث تبعد المدينتان عن بعضها البعض حوالي 15 كلم. دائمًا يشار إلى هذا الديربي باسم ديربي النهر، على الرغم من وجود عدة أندية أخرى في منطقة حوض الرور، في حين أن أي مباراة غير هذه المباراة بين فرق منطقة حوض الرور (على سبيل المثال نادي بوخوم، نادي دويسبورغ أو روت فايس إيسن) تعرف باسم ديربي النهر الصغير (بالألمانية: Kleines Revierderby).
في 3 مايو من عام 1925، شهدت كرة القدم الألمانية أول لقاء ديربي بين الفريقين، حيث تمكن شالكه 04 ونادي بوروسيا دورتموند بأربعة أهداف مقابل لهدفين. أكبر انتصار لشالكه 04 في الديربي كان بنتيجة 10-0 في 20 أكتوبر 1940، بينما أكبر فوز لنادي بوروسيا دورتموند كان في 26 فبراير 1966 بعدما فاز بسبعة أهداف نظيفة.
- الجدول يوضح تاريخ المباريات بين الفريقين حتى أخر ديربي جمعهما في 11 مارس 2023 والذي انتهى بتعادل بنتيجة 2-2 في منافسة إياب الدوري الألماني لموسم الدوري الألماني 2022–23.

| المسابقات           | السنة             | المباريات | الفوز | الفوز    | التعادل | الأهداف | الأهداف  |
| المسابقات           | السنة             | المباريات | شالكه | دورتموند | التعادل | شالكه   | دورتموند |
| ------------------- | ----------------- | --------- | ----- | -------- | ------- | ------- | -------- |
| الدوري الألماني     | 1963–حتى الآن     | 100       | 32    | 37       | 31      | 139     | 161      |
| أوبرليغا الغربية    | 1947–1963         | 32        | 7     | 15       | 10      | 46      | 63       |
| غوليغا              | 1936–1944         | 16        | 14    | 1        | 1       | 84      | 11       |
| كأس ألمانيا         | 1975–2000         | 6         | 3     | 2        | 1       | 10      | 9        |
| كأس السوبر الألماني | 2011              | 1         | 0     | 0        | 1       | 0       | 0        |
| كأس الدوري الألماني | 2001              | 1         | 1     | 0        | 0       | 2       | 1        |
| أخرى                | 1925–1927، 1947   | 4         | 3     | 1        | 0       | 15      | 7        |
| المنافسات الرسمية   | المنافسات الرسمية | 160       | 60    | 56       | 44      | 296     | 252      |
| المباريات الودية    | 1926–2006         | 24        | 11    | 9        | 4       | 46      | 35       |
| المجموع             | المجموع           | 184       | 71    | 65       | 48      | 342     | 287      |

## تشكيلة الفريق الحالية

### التشكيلة الحالية

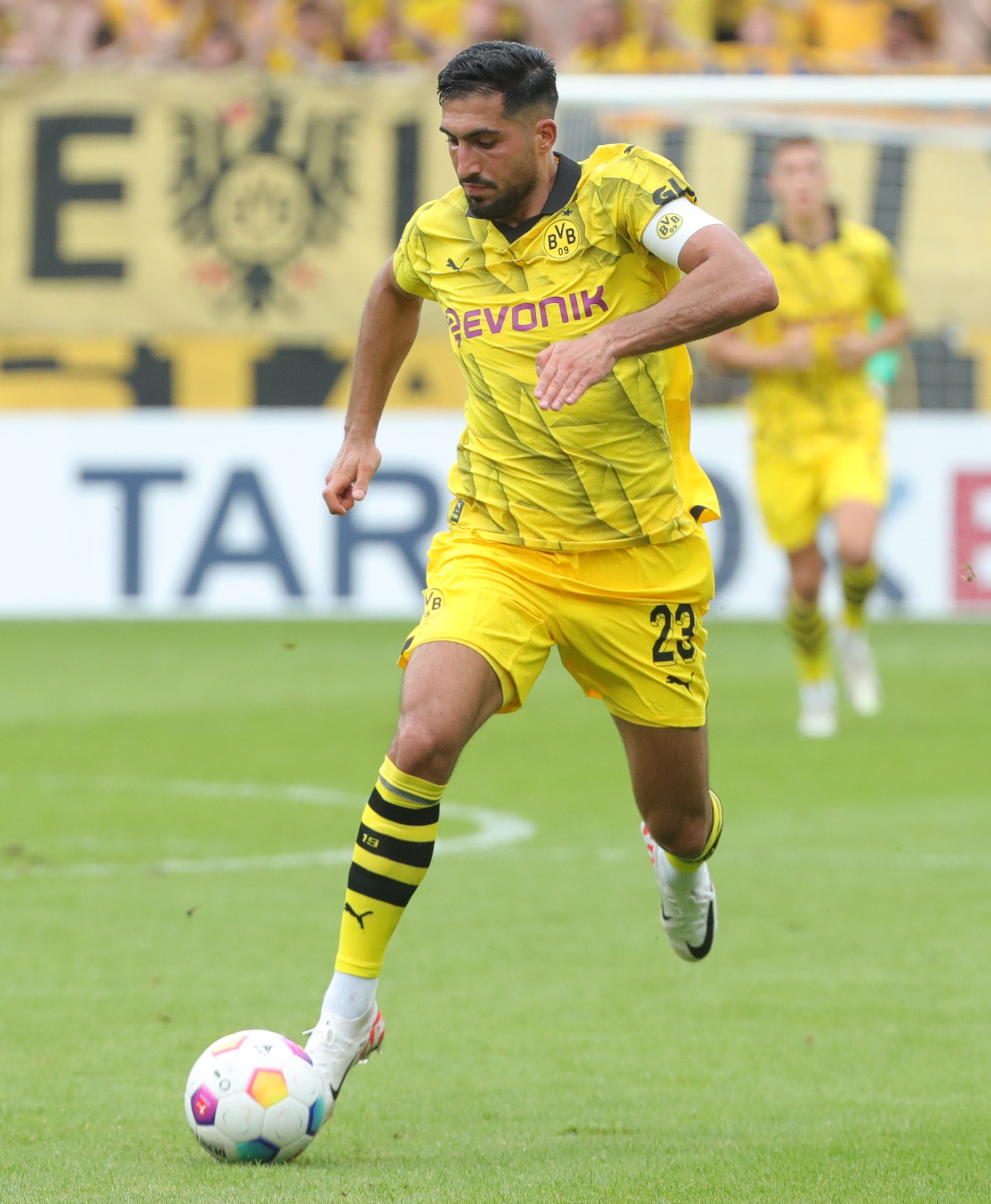
إمري تشان قائد الفريق

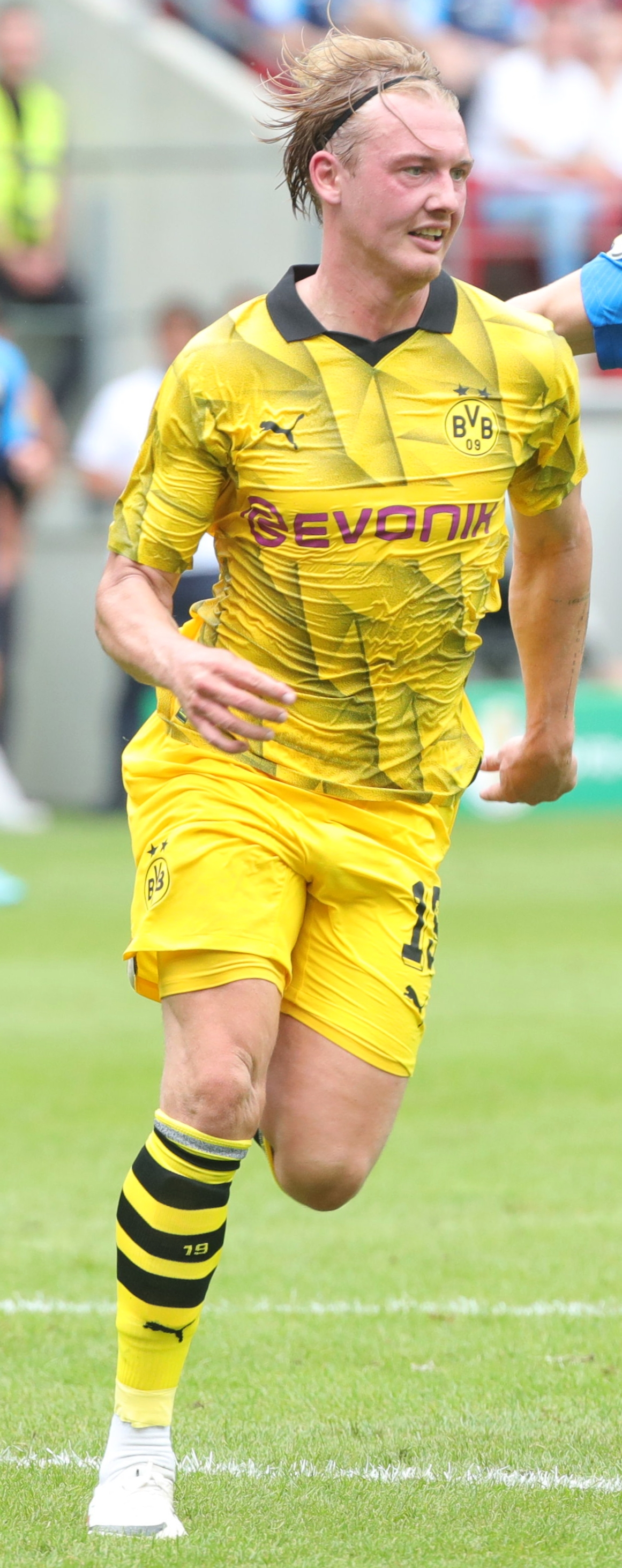
يوليان براندت نائب القائد

آخر تحديث 30 أغسطس 2024. 
ملاحظة: تشير الأعلام إلى المنتخب بحسب قواعد الأهلية المعتمدة من قبل الفيفا؛ تنطبق بعض الاستثناءات المحدودة. وقد يحمل اللاعبون أكثر من جنسية لا تعترف بها الفيفا.
| الرقم | البلد            | المركز | اللاعب                           |
| ----- | ---------------- | ------ | -------------------------------- |
| 1     | سويسرا           | حارس   | جريجور كوبل                      |
| 2     | البرازيل         | مدافع  | يان كوتو (معارًا من مانشستر سيتي) |
| 3     | ألمانيا          | مدافع  | والديمار أنتون                   |
| 4     | ألمانيا          | مدافع  | نيكو شلوتربيك (القائد الثالث)    |
| 5     | الجزائر          | مدافع  | رامي بن سبعيني                   |
| 7     | الولايات المتحدة | وسط    | جيوفاني رينا                     |
| 8     | ألمانيا          | وسط    | فيليكس نميشا                     |
| 9     | غينيا            | مهاجم  | سيرهو جيراسي                     |
| 10    | ألمانيا          | وسط    | يوليان براندت                    |
| 13    | ألمانيا          | وسط    | باسكال غروس                      |
| 14    | ألمانيا          | مهاجم  | ماكسيميليان بيير                 |
| 16    | بلجيكا           | مهاجم  | جوليان دورانفيل                  |

| الرقم | البلد            | المركز | اللاعب            |
| ----- | ---------------- | ------ | ----------------- |
| 20    | النمسا           | وسط    | مارسيل زابيتسر    |
| 21    | هولندا           | مهاجم  | دونيايل مالين     |
| 23    | ألمانيا          | وسط    | إمري تشان         |
| 25    | ألمانيا          | مدافع  | نيكلاس زوله       |
| 26    | النرويج          | مدافع  | جوليان رايرسون    |
| 27    | ألمانيا          | مهاجم  | كريم أديمي        |
| 31    | ألمانيا          | حارس   | سيلاس أوسترزينسكي |
| 33    | ألمانيا          | حارس   | أليكسندر ماير     |
| 35    | بولندا           | حارس   | مارسيل لوتكا      |
| 37    | الولايات المتحدة | مهاجم  | كول كامبل         |
| 38    | ألمانيا          | وسط    | كجيل واتين        |
| 43    | إنجلترا          | مهاجم  | جيمي بينو جيتنز   |

### اللاعبون المعارون
ملاحظة: تشير الأعلام إلى المنتخب بحسب قواعد الأهلية المعتمدة من قبل الفيفا؛ تنطبق بعض الاستثناءات المحدودة. وقد يحمل اللاعبون أكثر من جنسية لا تعترف بها الفيفا.
| الرقم | البلد            | المركز | اللاعب                                               |
| ----- | ---------------- | ------ | ---------------------------------------------------- |
| 7     | الولايات المتحدة | وسط    | جيوفاني رينا (إلى نوتينغهام فورست حتى 30 يونيو 2024) |
| 36    | ألمانيا          | مهاجم  | توم روته (إلى هولشتاين كيل حتى 30 يونيو 2024)        |

## أهم اللاعبين السابقين
أهم اللاعبين الذين لعبوا لبوروسيا دورتموند في السابق وانتقلوا أو اعتزلوا.

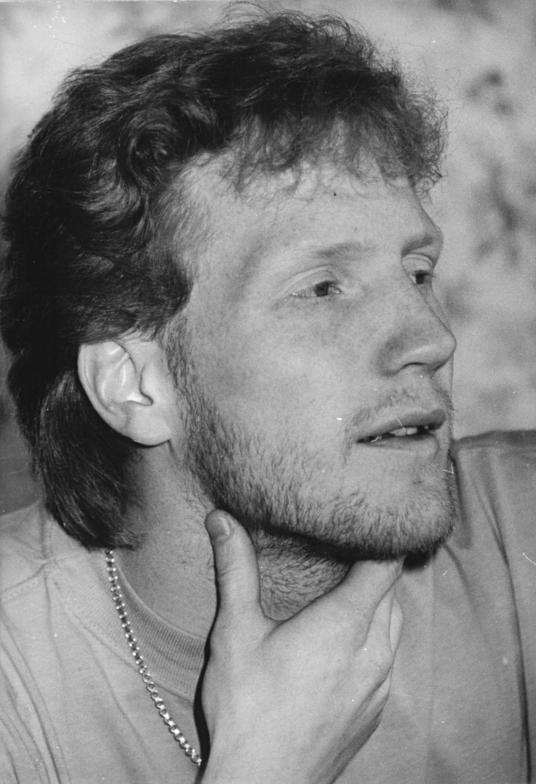
ماتياس زامر الحاصل على جائزة الكرة الذهبية مع بوروسيا دورتموند عام 1998

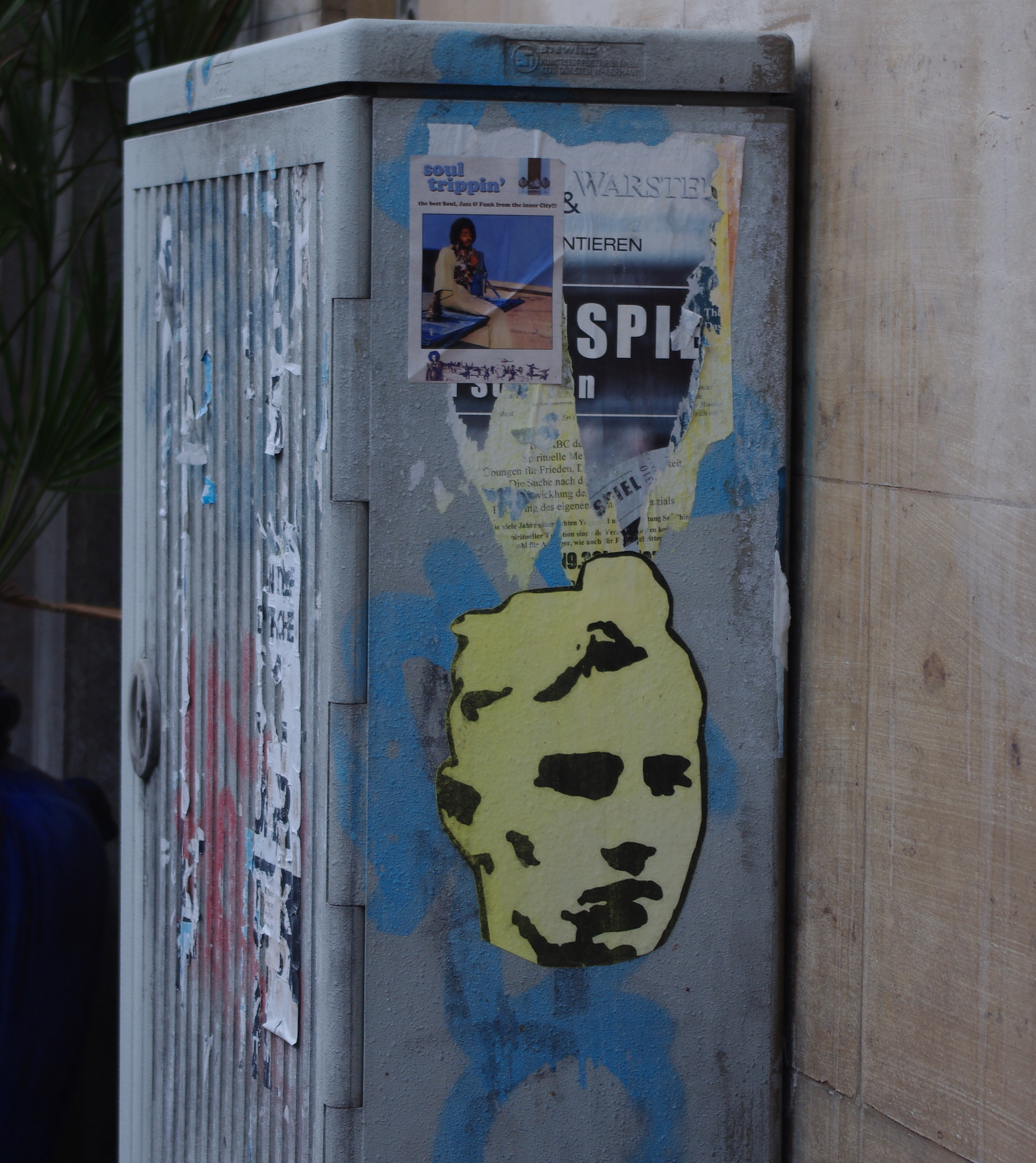
رسم على الكهرباء لأوقست لينز

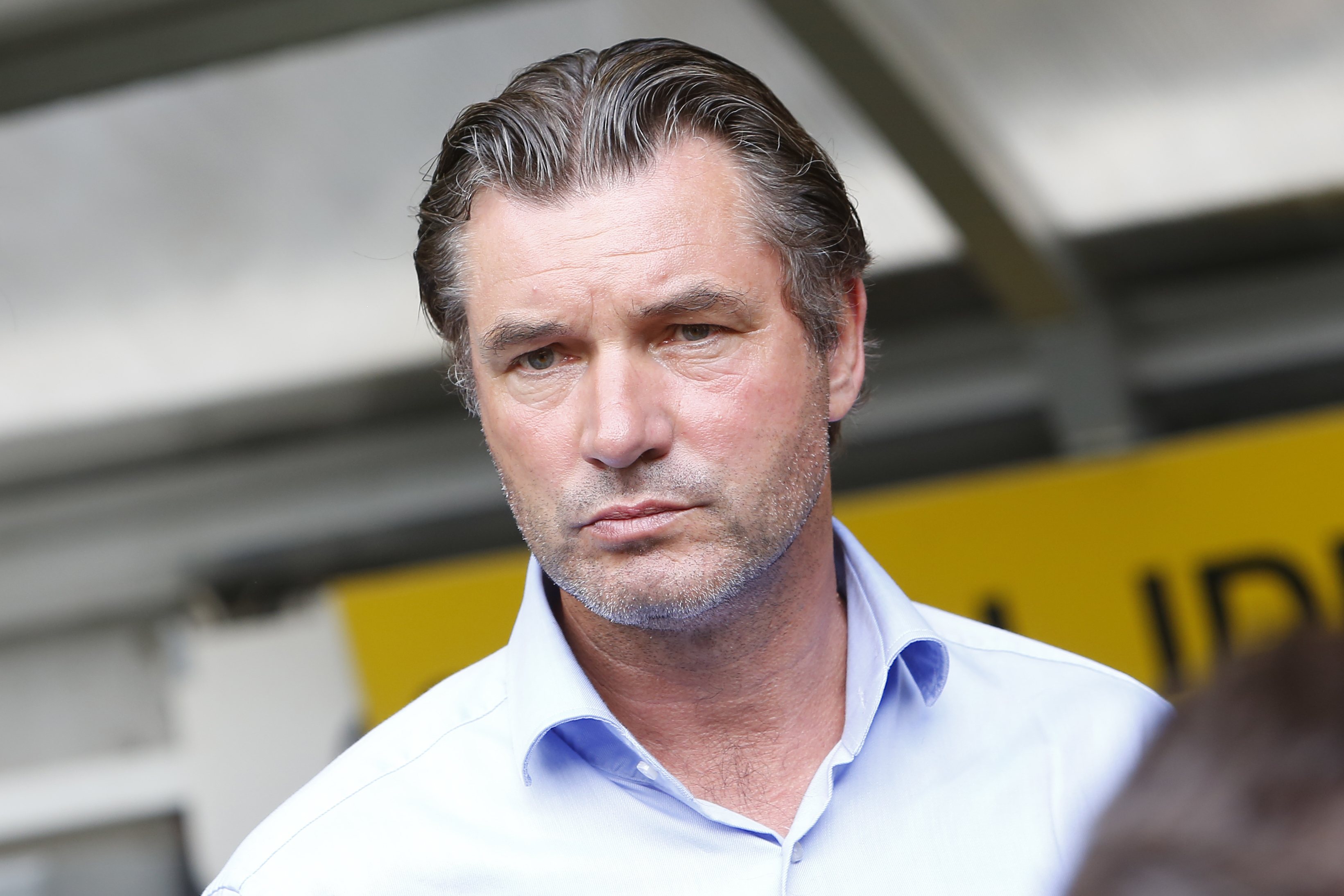
لاعب سابق ومدير رياضي حاليًا لبوروسيا دورتموند مايكل زورك

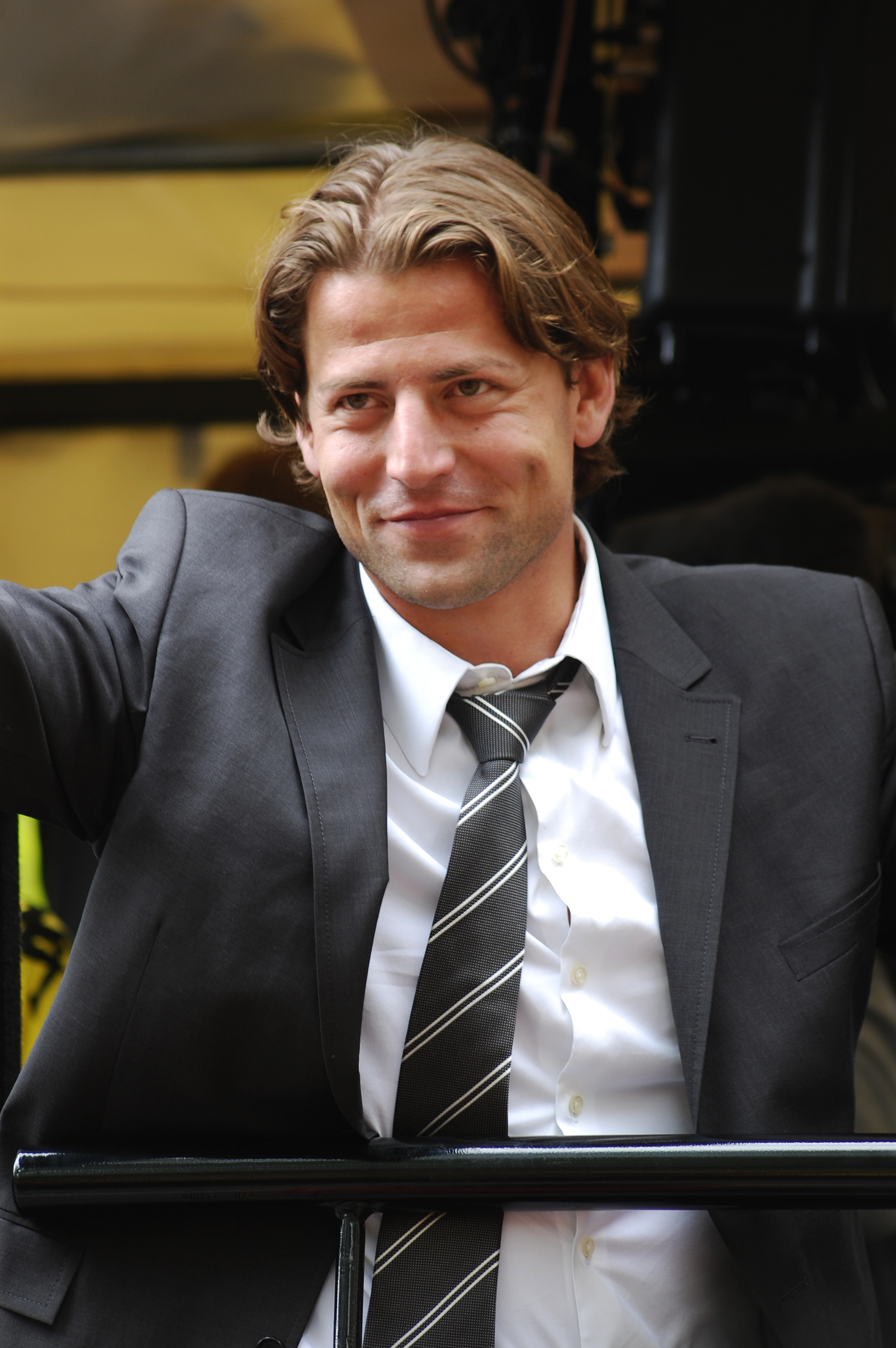
الحارس رومان فايدنفيلر

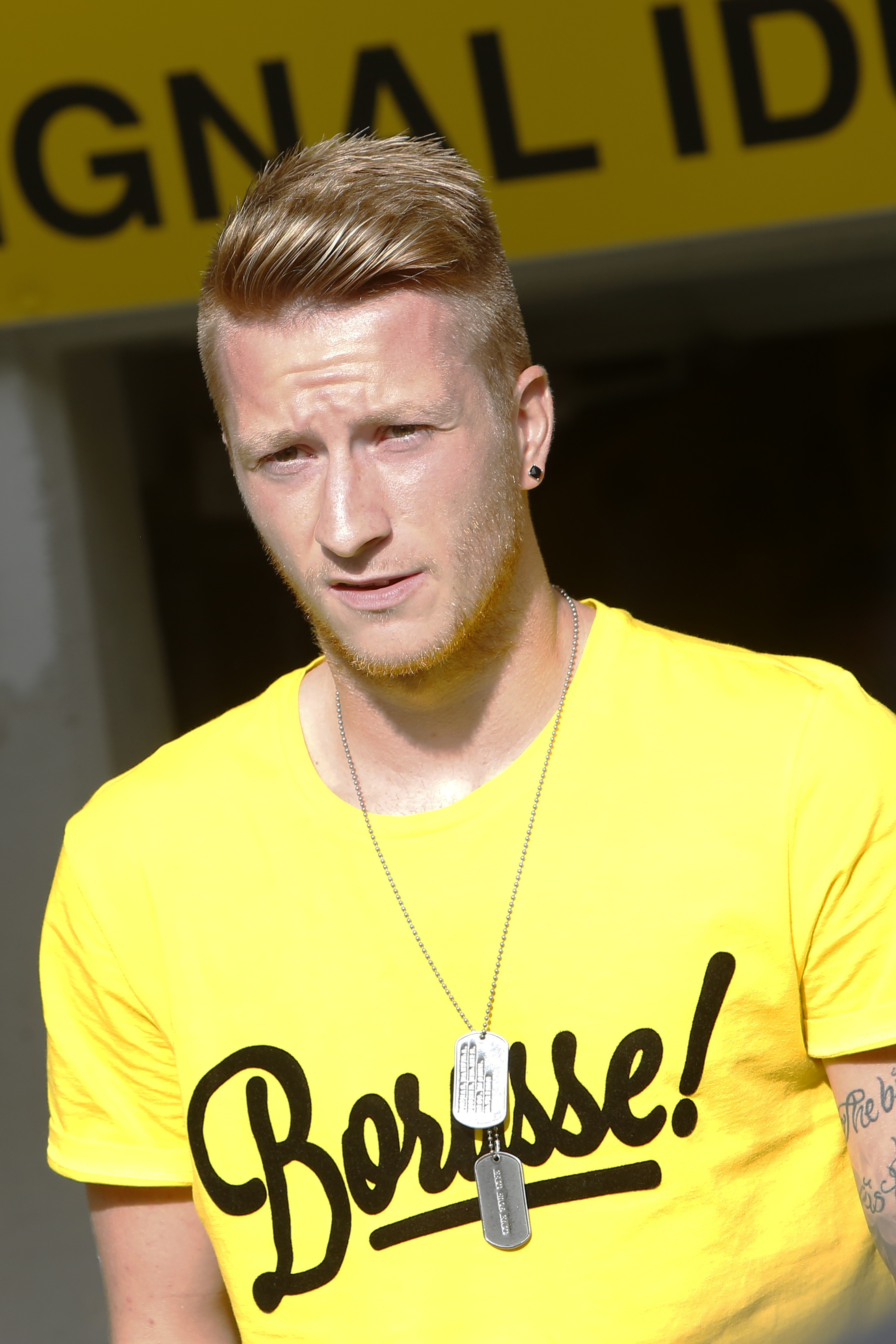
ماركو رويس

| البلد            | اللاعب                 | السنوات              | المركز      |
| ---------------- | ---------------------- | -------------------- | ----------- |
| ألمانيا          | أوقست لينز             | 1922-1942            | مهاجم       |
| ألمانيا          | هيلموت براخت           | 1939-1943 و1955-1964 | مهاجم       |
| ألمانيا          | ألفريد بيسلير          | 1946-1949 و1951-1959 | مهاجم       |
| ألمانيا          | ماكس ميشالك            | 1947-1960            | مدافع       |
| ألمانيا          | إريك شانكو             | 1947-1957            | مهاجم       |
| ألمانيا          | هربرت ساندمان          | 1949 و1951-1960      | مدافع       |
| ألمانيا          | ألفريد نيبيكلو         | 1951-1960            | وسط         |
| ألمانيا          | ويلهلم بروغسمولر       | 1952-1964            | مدافع       |
| ألمانيا          | هينريش كوياتكوسكي      | 1952-1964            | حارس        |
| ألمانيا          | ألفيد كيلباسا          | 1954-1962            | مهاجم       |
| ألمانيا          | آكي سكيمدت             | 1956-1967            | وسط         |
| ألمانيا          | يورغن شوتس             | 1959-1963            | مهاجم       |
| ألمانيا          | فريدهيلم لونيتزكا      | 1958-1965            | مهاجم       |
| ألمانيا          | فولفغانغ باول          | 1961-1970            | مدافع       |
| ألمانيا          | لوتار إيميريش          | 1960-1969            | مهاجم       |
| ألمانيا          | سيغفريد هيلت           | 1965-1971            | مهاجم       |
| ألمانيا          | راينهارت ليبودا        | 1965-1968            | مهاجم       |
| ألمانيا          | مانفريد بورغسمولر      | 1976-1983            | مهاجم       |
| ألمانيا          | آيكه إيمل              | 1978-1986            | حارس        |
| رومانيا          | مارسيل رادوكانو        | 1982-1988            | وسط         |
| ألمانيا          | يورغن فيغمان           | 1984-1986 و1989-1992 | مهاجم       |
| ألمانيا          | نوربرت ديكل            | 1986-1994            | مهاجم       |
| ألمانيا          | فرانك ميل              | 1986-1994            | مهاجم       |
| ألمانيا          | وولفغانغ دي بير        | 1987-2001            | حارس        |
| ألمانيا          | أندرياس مولر           | 1988-1993            | وسط         |
| ألمانيا          | ميخائيل رومنيغه        | 1988-1993            | وسط ومهاجم  |
| ألمانيا          | ستيفان كلؤس            | 1990-1998            | حارس        |
| سويسرا           | ستيفان تشابوسات        | 1991-1999            | مهاجم       |
| ألمانيا          | شتيفان رويتر           | 1992-2004            | مدافع ووسط  |
| ألمانيا          | ماتياس زامر            | 1993-1998            | وسط         |
| ألمانيا          | كارل-هاينتس ريدله      | 1993-1997            | مهاجم       |
| ألمانيا          | لارس ريكن              | 1994-2008            | وسط         |
| ألمانيا          | يورغن كوهلر            | 1995-2002            | مدافع       |
| البرازيل         | ديدي                   | 1998-2011            | مدافع       |
| ألمانيا          | كريستيان فورنز         | 1999-2008            | مدافع       |
| جمهورية التشيك   | يان كولر               | 2001-2006            | مهاجم       |
| جمهورية التشيك   | توماش روسيتسكي         | 2001-2006            | وسط         |
| ألمانيا          | سباستيان كيل           | 2002-2015            | وسط         |
| ألمانيا          | رومان فايدنفيلر        | 2002-2018            | حارس        |
| تركيا            | نوري شاهين             | 2005-2011 و2013-2018 | وسط         |
| ألمانيا          | نيفين سوبوتيتش         | 2008-2018            | مدافع       |
| بولندا           | ياكوب بواشتشيكوفسكي    | 2008-2018            | مهاجم       |
| ألمانيا          | ماركو رويس             | 2012-2024            | وسط         |
| بولندا           | روبرت ليفاندوفسكي      | 2010-2014            | مهاجم       |
| الغابون          | بيير إيميريك أوباميانغ | 2013-2018            | مهاجم       |
| ألمانيا          | إيلكاي غوندوغان        | 2016-2011            | وسط         |
| الولايات المتحدة | كريستيان بوليسيتش      | 2019-2016            | مهاجم       |
| فرنسا            | عثمان ديمبيلي          | 2017-2016            | وسط و مهاجم |
| إنجلترا          | جيدون سانشو            | 2021-2017            | مهاجم       |
| إنجلترا          | جود بيلينغهام          | 2023-2020            | وسط         |
| النرويج          | آرلينغ هالاند          | 2022-2020            | مهاجم       |

## الإنجازات
| بطولات بوروسيا دورتموند |           |             |             |                     |                   |                      |                      |                     |                      |          |                    |         |
| البطولة                 | بوندسليغا | بوندسليغا 2 | كأس ألمانيا | كأس السوبر الألماني | دوري أبطال أوروبا | كأس الكؤوس الأوروبية | كأس الاتحاد الأوروبي | كأس السوبر الأوروبي | كأس الإنتركونتيننتال | أوبرليغا | كأس ولاية وستفاليا | المجموع |
| البطل                   | 8         | 0           | 5           | 6                   | 1                 | 1                    | 0                    | 0                   | 1                    | 6        | 1                  | 29      |
| الوصيف                  | 9         | 1           | 5           | 6                   | 2                 | 0                    | 2                    | 1                   | 0                    | 2        | 0                  | 28      |

| اقليميًا | اقليميًا              | اقليميًا | اقليميًا                                                                |
|         | البطولة              | الألقاب | المواسم                                                                |
|         | أوبرليغا             | 6       | 1947–48، 1948–49، 1949–50، 1952–53، 1955–56، 1956–57                   |
|         | كأس ولاية وستفاليا   | 1       | 1947                                                                   |
| محليًا   | محليًا                | محليًا   | محليًا                                                                  |
|         | البطولة              | الألقاب | المواسم                                                                |
|         | البوندسليغا          | 8       | 1955-56، 1956-57، 1962-63، 1994-95، 1995-96، 02–2001، 2010-11، 2011-12 |
|         | كأس ألمانيا          | 5       | 1964-65، 1988-89، 2011-12، 2016-17، 2020-21                            |
|         | كأس السوبر الألماني  | 6       | 1989، 1995، 1996، 2013، 2014، 2019                                     |
| أوروبيًا | أوروبيًا              | أوروبيًا | أوروبيًا                                                                |
|         | البطولة              | الألقاب | المواسم                                                                |
|         | دوري أبطال أوروبا    | 1       | 1996-97                                                                |
|         | كأس الكؤوس الأوروبية | 1       | 1965-66                                                                |
| عالميًا  | عالميًا               | عالميًا  | عالميًا                                                                 |
|         | البطولة              | الألقاب | المواسم                                                                |
|         | كأس إنتركونتيننتال   | 1       | 1997                                                                   |
| ------- | -------------------- | ------- | ---------------------------------------------------------------------- |

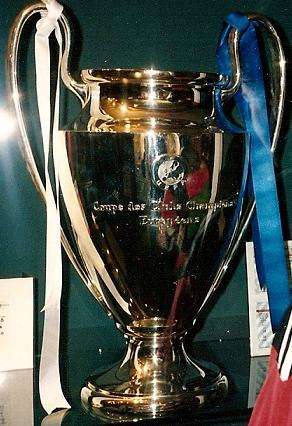
كأس دوري أبطال أوروبا 1997
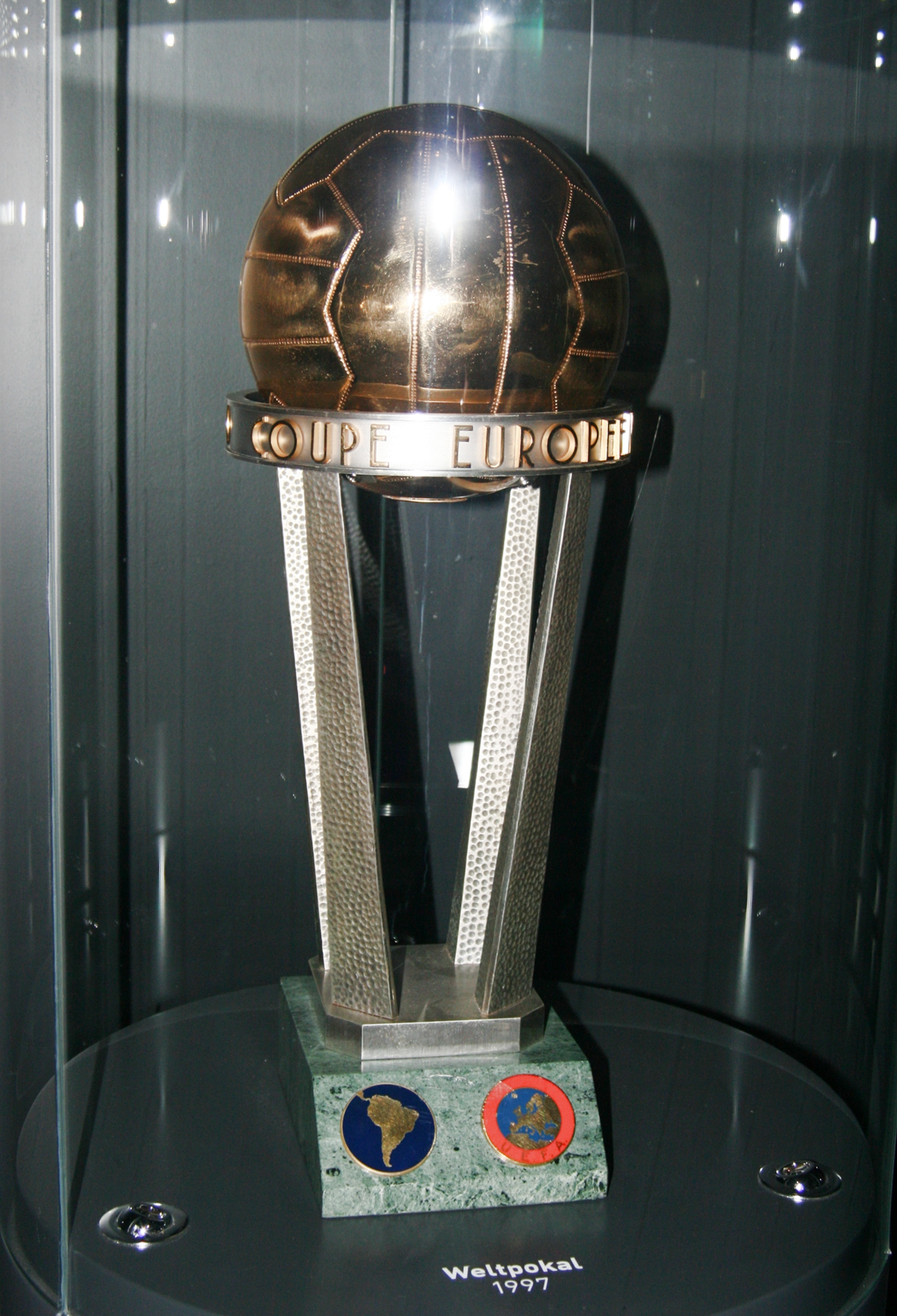
كأس الإنتركونتيننتال 1997

## الجماهير والنشيد

### عشاق دورتموند
كان بوروسيا دورتموند لسنوات واحد من الأندية ذات أعلى معدل حضور في أوروبا وحصل على أعلى معدل في ست مرات (2003–04، 2004–05، 2011–12، 2013–14، 2014–15، 2015–16)
في الملعب الفيستفالي تم قياس أكبر عدد من الجماهير في أوروبا؛ في موسم 2015–16، كان عددهم 1،948،880 متفرجًا ورقمًا قياسيًا أخر في كرة القدم الألمانية، بعدد حضور أجمالي 1.380.023 متفرجًا من موسم 2015–16 (يقابل متوسط حضور بلغ 81.178) ولم يسبق الوصول لهذا الرقم مسبقًا.
ومنذ موسم 1998–99 حتى الآن أستمر دورتموند بتسجيل أعلى معدل حضور في الدوري الألماني. ويقوم دورتموند ببيع 55،000 تذكرة موسمية في السنة منذ عام 2013 أكثر من أي نادٍ ألماني آخر.
يضم بوروسيا دورتموند أكثر من 500 نادي مشجعين رسمي حول العالم، ويتم فيه تنظيم أكثر من 25،000 مشجع. منذ عام 2004 وجد قسم لمشجعي دورتموند من أقسام النادي الرسمي، ويمثل مصالح العديد من مؤيدي النادي ويمنحهم صوتًا. بالإضافة إلى ذلك، لدى مشجعي بوروسيا منصة للمعلومات والنقاش وهي Schwatzgelb.de وتعد واحدة من أكبر المنصات في ألمانيا للمشجعين.
بالإضافة إلى العديد من مجموعات المعجبين غير الرسمية مثل جمعيات دورتموند للمشجعين اليمينيين المتطرفين، ومثل "SS-Siggi" سيجفريد بورشاردت عندما تصدر عناوين الصحف على مستوى البلاد بسبب الأفعال العنيفة التي قام بها وفي سبتمبر 1983، عندما ظهرت مقالة تحت عنوان «الدم، يجب أن يتدفق الدم...».  وقد سبق ذلك هجومان وحشيان على مؤيدي الوسط البديل اليساري وتمت مواجهة هذه الظاهرة من خلال إنشاء مشروع للمشجعين ومشاريع عمل متنوعة في بيئة النادي وقد مُنح دورتموند لهذه المواجهة المستمرة مع الاتجاهات اليمينية المتطرفة في كرة القدم للأندية جائزة يوليوس هيرش لعام 2007 لمشروع معجبين دورتموند.
ومع ذلك، لا سيما في المباريات ضد شالكه، لا يزال هناك نعي في الملعب والذي تم استعارة كلماته من المصطلحات النازية، مثل «الحياة غير الملائمة» أو التدمير الجسدي لـ«العدو» وتدنيس قبرة.
ويتم الاحتفاء بيوم الجمعة تكريمًا لذكرى حامي ممتلكات دورتموند، هينريش تشيركوس بعدما قتل على يد الحزب النازي عام 1945، بتنظيم مشترك بين نادي المعجبين وأصدقاء الطبيعة (دورتموند-كريوزفيرتيل) وبوروسيا دورتموند نفسها ويقام سنويًا بما يسمى هاينريش شيركس جيدنكلوف.
تم منح جائزة الفيفا لمشجعي بوروسيا دورتموند وليفربول لأول مرة في عام 2016، حيث التقيا في دوري أبطال أوروبا في أبريل 2016، بأنشودتهم «لن تمشي وحيدًا».
وبعد تأجيل مباراة دوري الأبطال عام 2017 ليوم واحد ضد موناكو بسبب هجوم بالقنابل على حافلة دورتموند، قام معجبين دورتموند بنشر مبادرة باسم «الأسرة لمشجعين النادي الآخر» (على وسائل التواصل الاجتماعي باستخدام الهاشتاج #BedForAwayFans) وقدمت العديد من الخدمات والفنادق لجماهير موناكو.

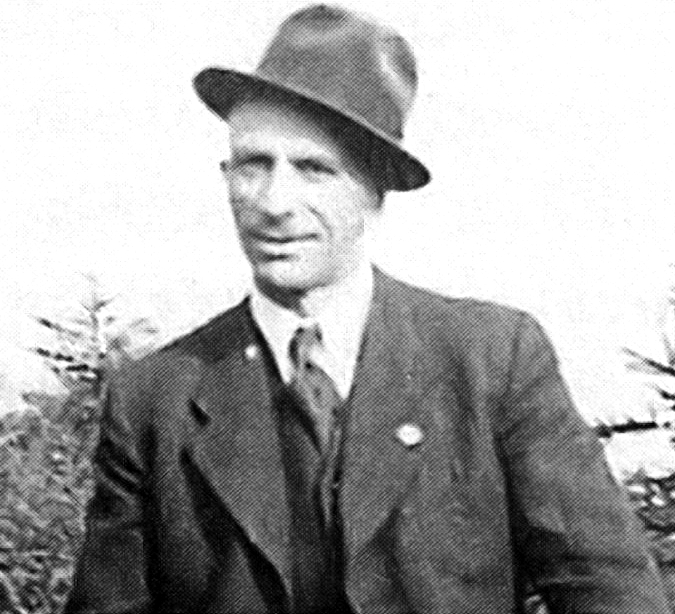
حامي ممتلكات دورتموند، هينريش تشيركوس
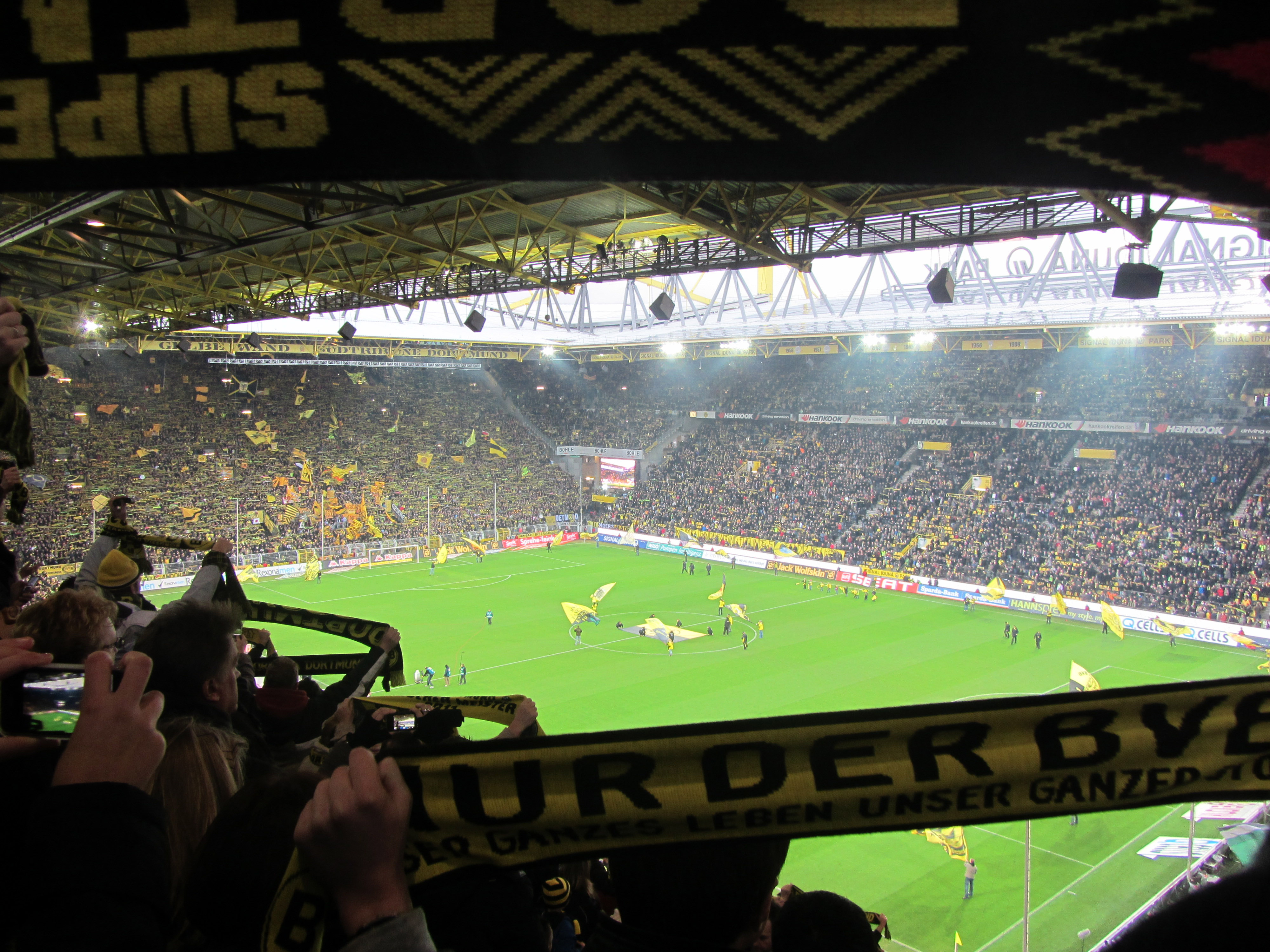
جماهير بوروسيا دورتموند في الملعب الفيستفالي عام 2012 ضد هانوفر
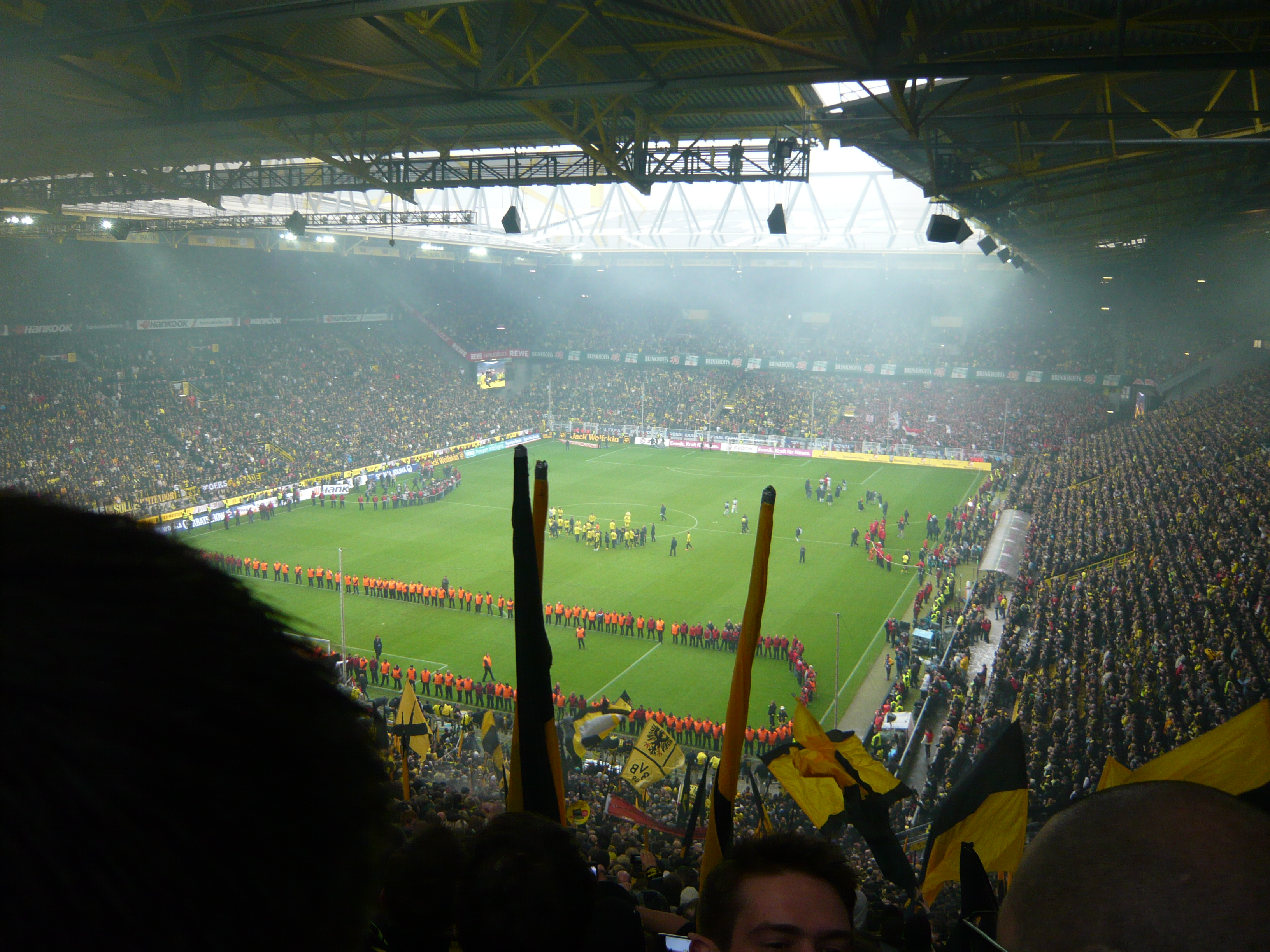
جماهير بوروسيا دورتموند في الملعب الفيستفالي عام 2012 ضد فرايبورغ
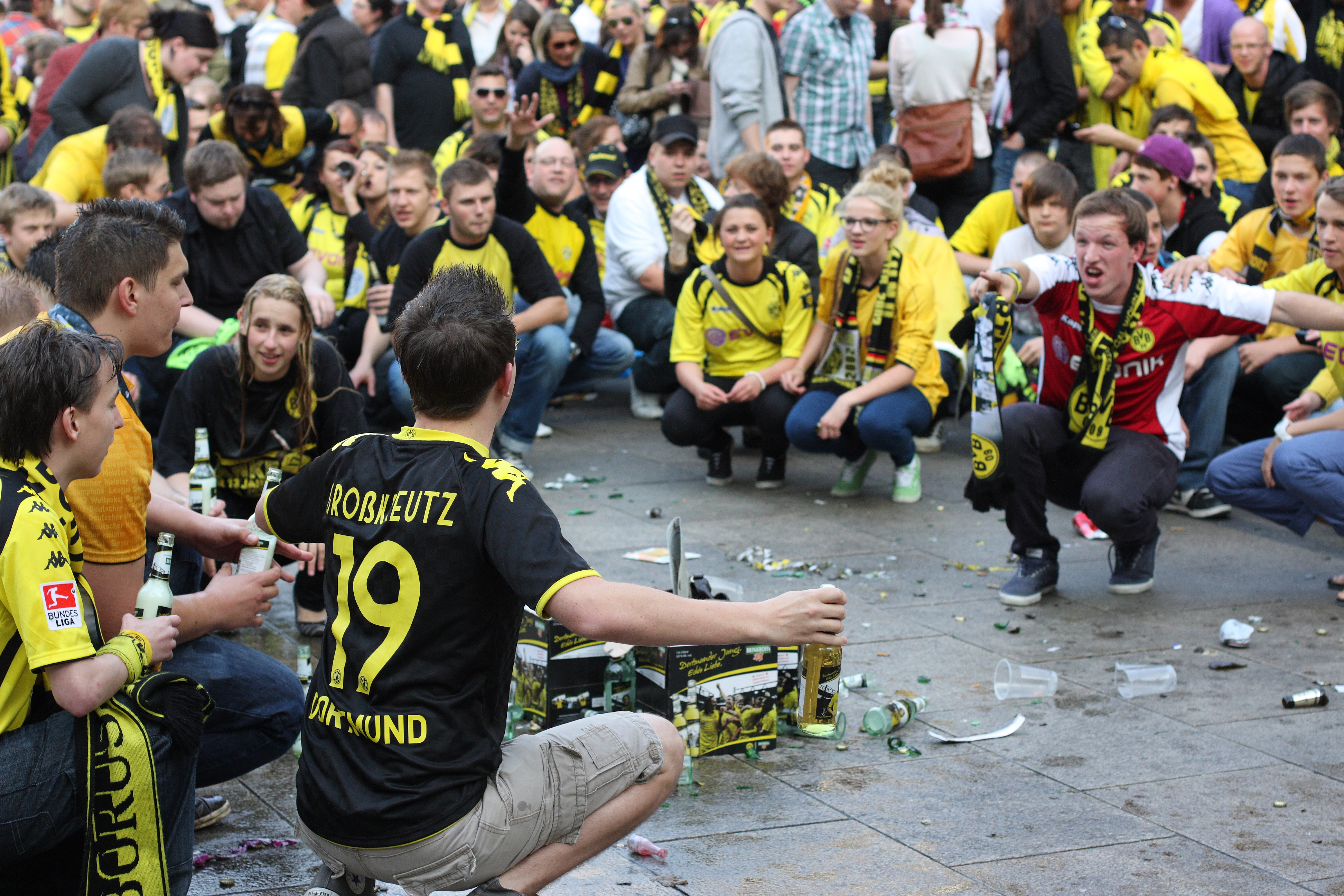
تجمع الجماهير بعد المباراة في إندين شتات، دورتموند

### نشيد دورتموند
| بالعربية | بالألمانية |
| (هيجا بي في بي، هيجا بي في بي، هيجا هيجا، بي في بي) 2x اليوم نريد الفوز وسنفعل ذلك يلعب بوروسيا وهو عظيم جدًا اليوم حتى أخر رجل (هيجا بي في بي، هيجا بي في بي، هيجا هيجا، بي في بي) 2x نريد اقتحام المرمى نعم، هذا واجبنا وضعنا وتيرة اليوم الخصم لا يزعجنا (هيجا بي في بي. هيجا بي في بي، هيجا هيجا، بي في بي) 2x نفوز في المباراة ثم يمكنك الفهم بي في بي، بي في بي لن يسقط (هيجا بي في بي، هيجا بي في بي، هيجا هيجا، بي في بي) 8x | ,Heja BVB, Heja BVB) Heja Heja BVB) x2 heute wolln wir siegen, wir gehen mächtig ran Borussia spielt heute ganz gross, bis zum letzten Mann ,Heja BVB, Heja BVB) Heja Heja BVB) x2 stürmen wollen wir das Tor, ja das ist unsere Pflicht wir geben heut das Tempo an, der Gegner stört uns nicht ,Heja BVB, Heja BVB) Heja Heja BVB) x2 ist das Spiel gewonnen, dann kann man es verstehn der BVB, der BVB wird niemals untergehn ,Heja BVB, Heja BVB) Heja Heja BVB) x8 |
| هيجا بمعنى بهجة | |

## قميص النادي والشعار

### بعض الأطقم في أفضل المواسم
|                                                         |                                                |                                               |                                               |                                               |                                  |         |         |         |         |         |
| دوري الأبطال، كأس الإنتركونتيننتال، كأس السوبر الألماني | البوندسليغا، كأس الاتحاد الأوروبي              | البوندسليغا، كأس الاتحاد الأوروبي             | البوندسليغا، كأس ألمانيا، كأس السوبر الألماني | البوندسليغا، كأس ألمانيا، كأس السوبر الألماني | 2012–13                          | 2012–13 | 2013-14 | 2013-14 | 2014-15 | 2014-15 |
|                                                         |                                                |                                               |                                               |                                               |                                  |         |         |         |         |         |
| كأس السوبر الألماني، دوري الأبطال، البوندسليغا          | كأس السوبر الألماني، دوري الأبطال، البوندسليغا | كأس السوبر الألماني، البوندسليغا، كأس ألمانيا | كأس السوبر الألماني، البوندسليغا، كأس ألمانيا | كأس السوبر الألماني، كأس ألمانيا              | كأس السوبر الألماني، كأس ألمانيا |         |         |         |         |         |
| 2016-17                                                 |                                                |                                               |                                               |                                               |                                  |         |         |         |         |         |
|                                                         |                                                |                                               | كأس ألمانيا، السوبر                           |                                               |                                  |         |         |         |         |         |
| 2019-20                                                 |                                                |                                               |                                               |                                               |                                  |         |         |         |         |         |
|                                                         |                                                |                                               | السوبر، البوندسليغا                           |                                               |                                  |         |         |         |         |         |
| 2020-21                                                 |                                                |                                               |                                               |                                               |                                  |         |         |         |         |         |
|                                                         |                                                |                                               | كأس ألمانيا، السوبر                           |                                               |                                  |         |         |         |         |         |

### الشعار

1945–1964
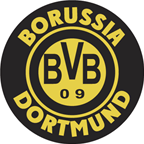
1964–1974
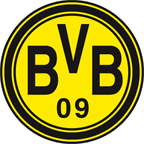
1974–1976
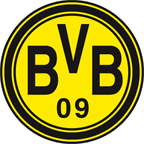
1993-1978
1993–الآن
2012–الآن

## الشركاء الرسميون
| صانع القميص الرسمي |        |         |
| الفترة             | الراعي | المصدر  |
| 1974–1990          | أديداس | [ 152 ] |
| 1990–2000          | نايكي  | [ 152 ] |
| 2000–2004          | غول.دي | [ 153 ] |
| 2004–2009          | نايكي  | [ 154 ] |
| 2009–2012          | كابا   | [ 155 ] |
| 2012–              | بوما   | [ 156 ] |

| راعي القميص الرسمي |                                                                                      |         |
| الفترة             | الراعي                                                                               | المصدر  |
| 1974–1976          | دورتموند                                                                             | [ 157 ] |
| 1976–1978          | بي أي تي                                                                             | [ 157 ] |
| 1978–1980          | بريستوليتش                                                                           | [ 157 ] |
| 1980–1983          | يو إتش يو                                                                            | [ 157 ] |
| 1983–1986          | آركتيك                                                                               | [ 158 ] |
| 1986–1997          | كونتيننتاله                                                                          | [ 157 ] |
| 1997–2000          | إس.أوليفر                                                                            | [ 157 ] |
| 2000–2006          | أي.أون                                                                               | [ 157 ] |
| 2006–2007          | !                                                                                    | 1[›]    |
| 2007–2020          | إيفونك                                                                               | [ 159 ] |
| 2020–2025          | أيونس (مباريات الدوري الألماني فقط) إيفونك (مسابقة كأس ألمانيا والمسابقات الأوروبية) | 1[›]    |
| 2025–              | فودافون                                                                              |         |

| راعي كم الزي الرسمي |          |         |
| الفترة              | الراعي   | المصدر  |
| 2017–2022           | أوبل     | [ 160 ] |
| 2022 –              | جي أل إس | [ 161 ] |

## الرؤساء
| الرئيس         | السنوات   | البطولات |
| -------------- | --------- | -------- |
| هاينريش أنجر   | 1909–1910 |          |
| فرانز جاكوبي   | 1910–1923 |          |
| هاينز شوابن    | 1923–1928 |          |
| أوغيست بوس     | 1928–1933 |          |
| إيجون بينتروب  | 1933–1934 |          |
| أوغيست بوس     | 1934–1945 |          |
| ويلي بيتزك     | 1945–1946 |          |
| رودي لوكرت     | 1946–1952 | 4        |
| فيرنر فيلمز    | 1952–1964 | 3        |
| كورت شونهير    | 1964–1965 | 4        |
| فيلي ستيجمان   | 1965–1968 | 1        |
| والتر كلميت    | 1968–1974 |          |
| هاينز جينتر    | 1974–1979 |          |
| رينهارد روبال  | 1979–1982 |          |
| يورجين فوجت    | 1982–1983 |          |
| فريدهيلم كرامر | 1983      |          |
| فرانك رورنج    | 1983–1984 |          |
| رينهارد روبال  | 1984–1986 |          |
| جيرد نيبوم     | 1986–2004 | 9        |
| رينهارد روبال  | 2004–الآن | 8        |

## إحصائيات اللاعبين

### قائمة الأكثر مشاركة

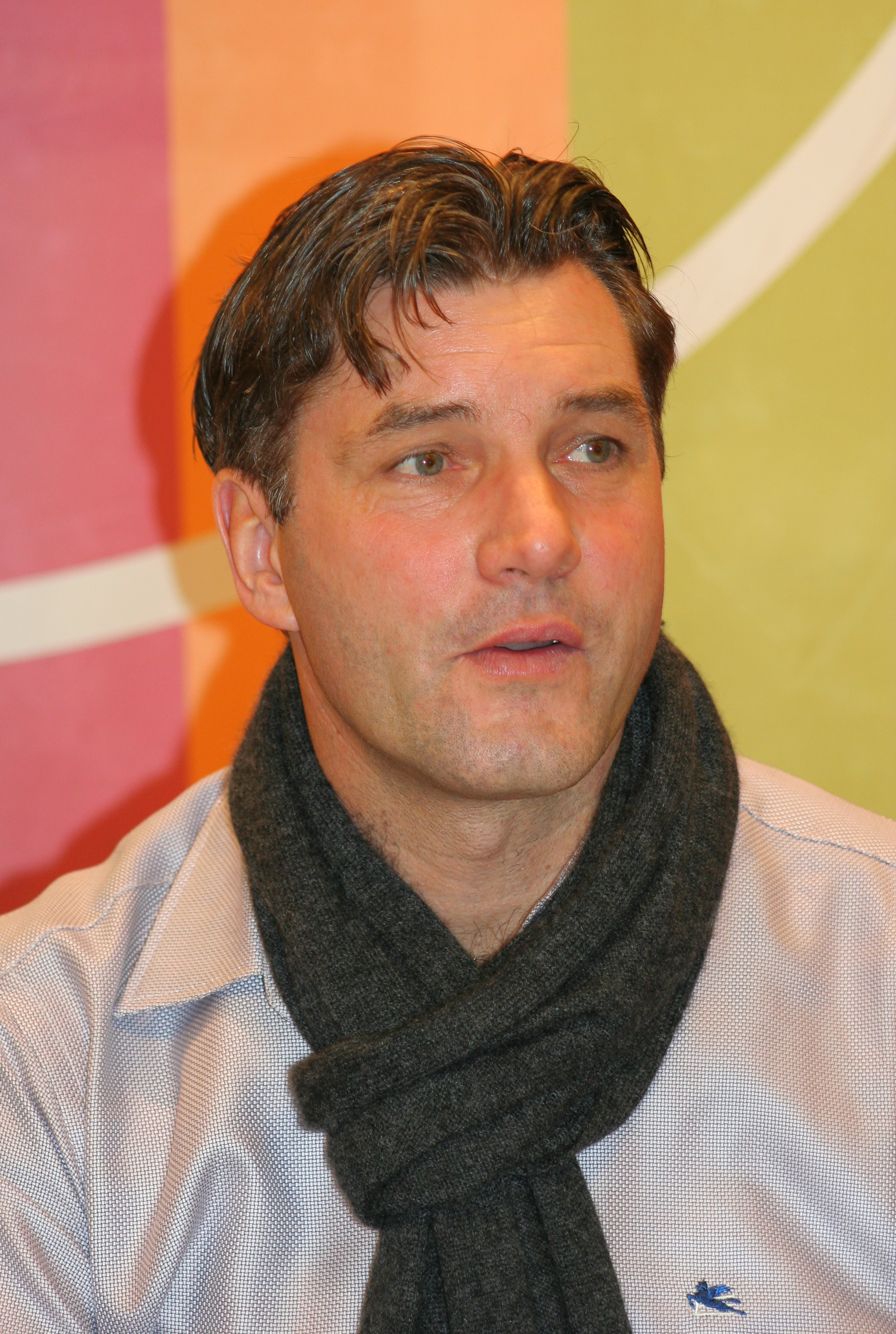
مايكل زورك الأكثر مشاركة مع بوروسيا دورتموند بواقع 572 مباراة

آخر تحديث 17 مايو 2025.
| الترتيب | الاسم           | المركز | الفترة              | المباريات |
| ------- | --------------- | ------ | ------------------- | --------- |
| 1       | مايكل زورك      | MF     | 1981–1998           | 572       |
| 2       | ماتس هوملز      | DF     | 2008–2016 2019–2024 | 508       |
| 3       | رومان فايدنفيلر | GK     | 2002–2018           | 453       |
| 4       | ماركو رويس      | MF     | 2012–2024           | 429       |
| 5       | شتيفان رويتر    | MF     | 1992–2004           | 421       |
| 6       | لارس ريكن       | MF     | 1993–2008           | 407       |
| 7       | ديديه           | DF     | 1998–2011           | 398       |
| 8       | ديتر كورات      | MF     | 1960–1974           | 382       |
| 8       | لوكاس بيتشيك    | DF     | 2010–2021           | 382       |
| 10      | لوتار هوبر      | DF     | 1974–1986           | 372       |

### قائمة الأكثر تهديفاً

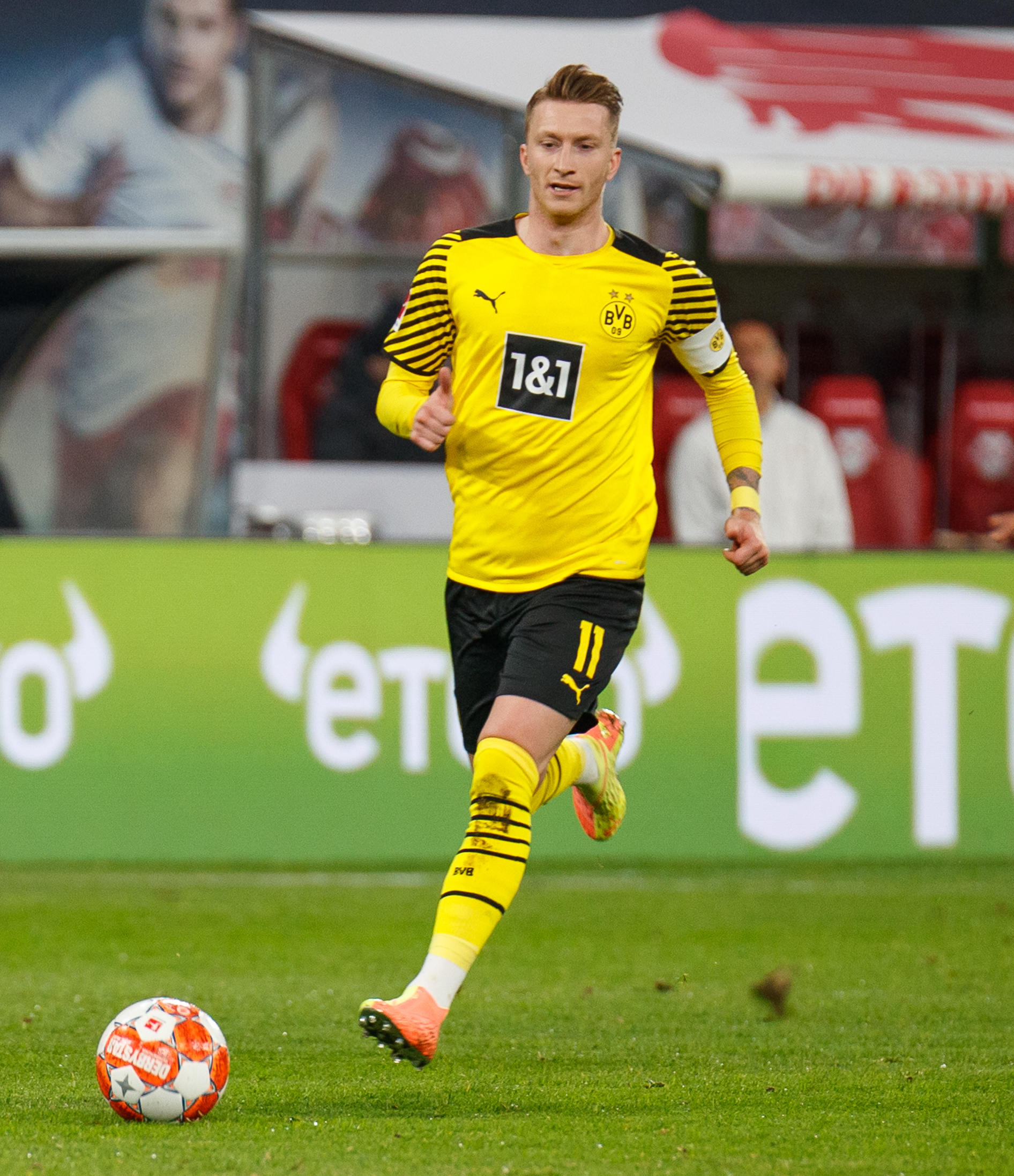
ماركو رويس ثاني هدافي النادي على مر التاريخ وأكثر من سجل له في البوندسليغا ودوري أبطال أوروبا

آخر تحديث 17 مايو 2025.
| الترتيب | الاسم                  | المركز | الفترة              | الأهداف | المباريات | متوسط الأهداف |
| ------- | ---------------------- | ------ | ------------------- | ------- | --------- | ------------- |
| 1       | ألفريد برايسلر         | FW     | 1945–1950 1952–1959 | 177     | 274       | 0.65          |
| 2       | ماركو رويس             | MF     | 2012–2024           | 170     | 429       | 0.4           |
| 3       | مايكل زورك             | MF     | 1981–1998           | 159     | 572       | 0.28          |
| 4       | مانفريد بورغسمولر      | FW     | 1976–1983           | 158     | 252       | 0.63          |
| 5       | فريدهيلم كونيتزكا      | FW     | 1958–1965           | 155     | 196       | 0.79          |
| 6       | لوتار إيميريش          | FW     | 1960–1969           | 148     | 249       | 0.59          |
| 7       | يورغن شوتس             | FW     | 1959–1963 1969–1972 | 143     | 214       | 0.67          |
| 8       | بيير إيميريك أوباميانغ | FW     | 2013–2018           | 141     | 213       | 0.66          |
| 9       | ألفرد نيبيكلو          | MF     | 1951–1960           | 125     | 201       | 0.62          |
| 10      | ألفريد كيلباسا         | FW     | 1954–1963           | 124     | 218       | 0.57          |

## الطاقم الفني

### طاقم المدربين

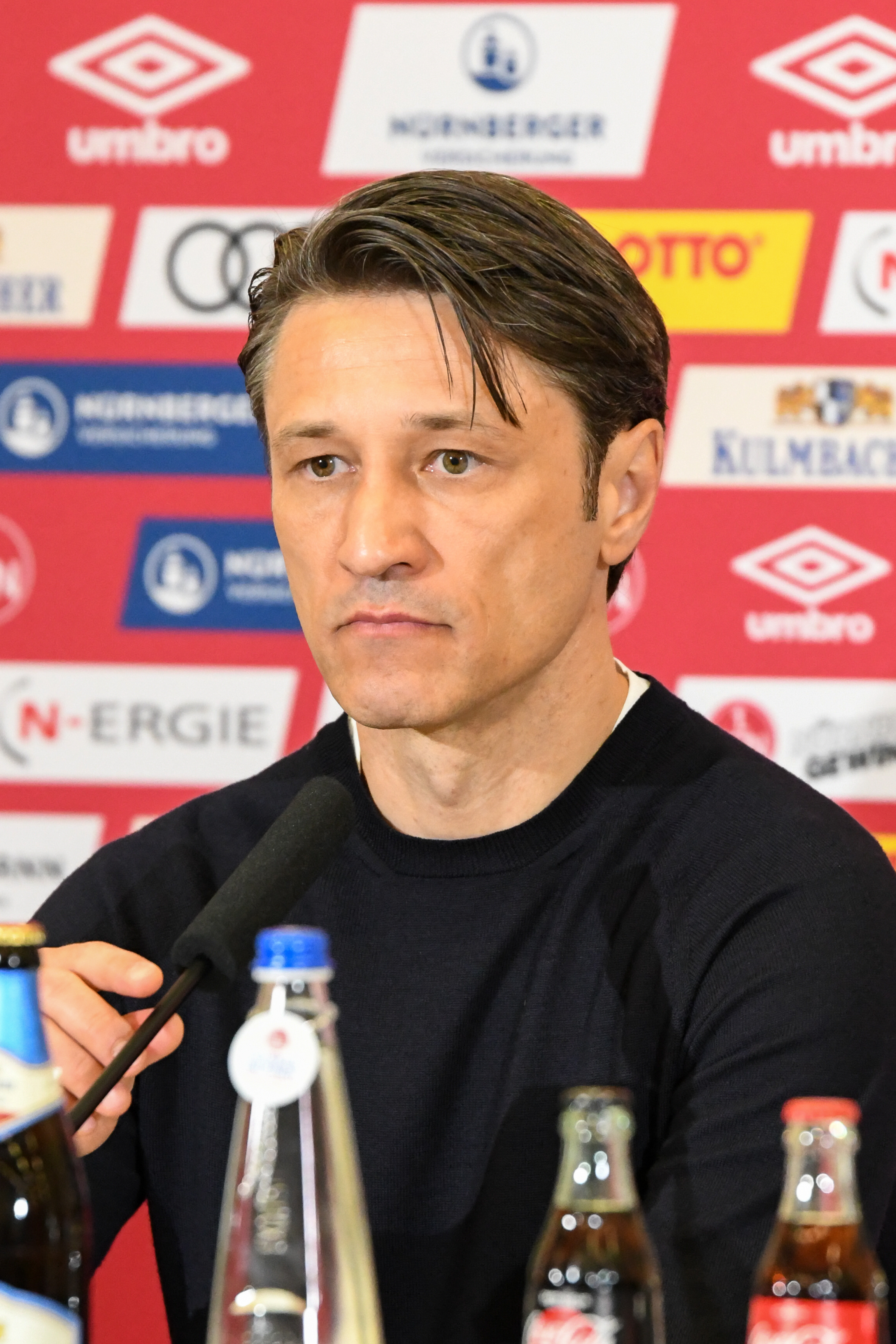
نيكو كوفاتش المدرب الحالي لبوروسيا دورتموند

| الاسم              | المنصب           | المصدر  |
| ------------------ | ---------------- | ------- |
| نيكو كوفاتش        | المدرب الرئيس    | [ 162 ] |
| روبرت كوفاتش       | المدرب المساعد   | [ 162 ] |
| فيليب تابالوفيتش   | المدرب المساعد   | [ 162 ] |
| ماتياس كلاينشتايبر | مدرب حراس المرمى | [ 162 ] |
| أندرياس بيك        | مدرب اللياقة     | [ 162 ] |
| فلوريان فاجنر      | مدرب اللياقة     | [ 162 ] |
| فرانك جرافين       | رجل المعدات      | [ 162 ] |

### المدربون الذين تعاقبوا على النادي

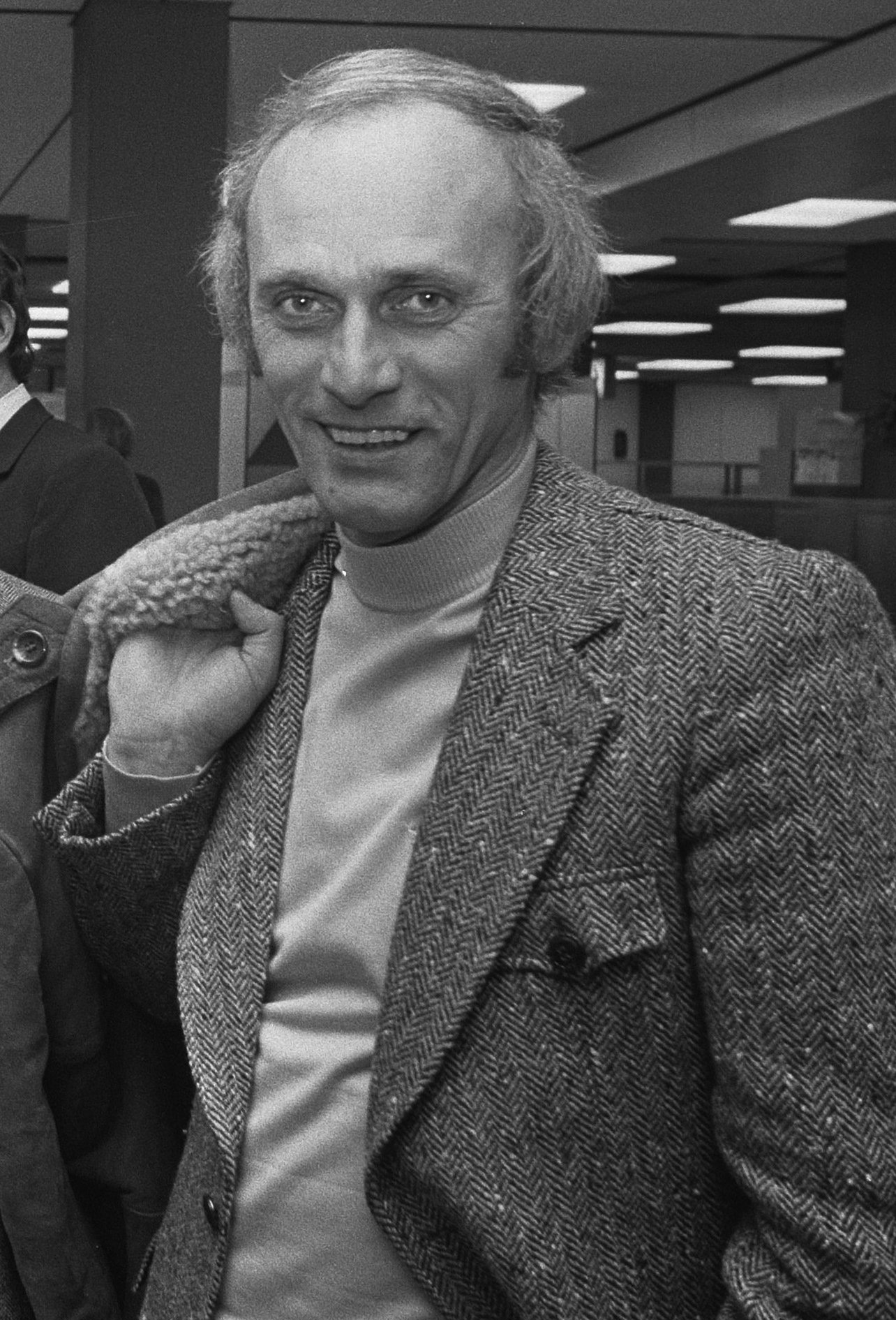
أودو لاتيك.

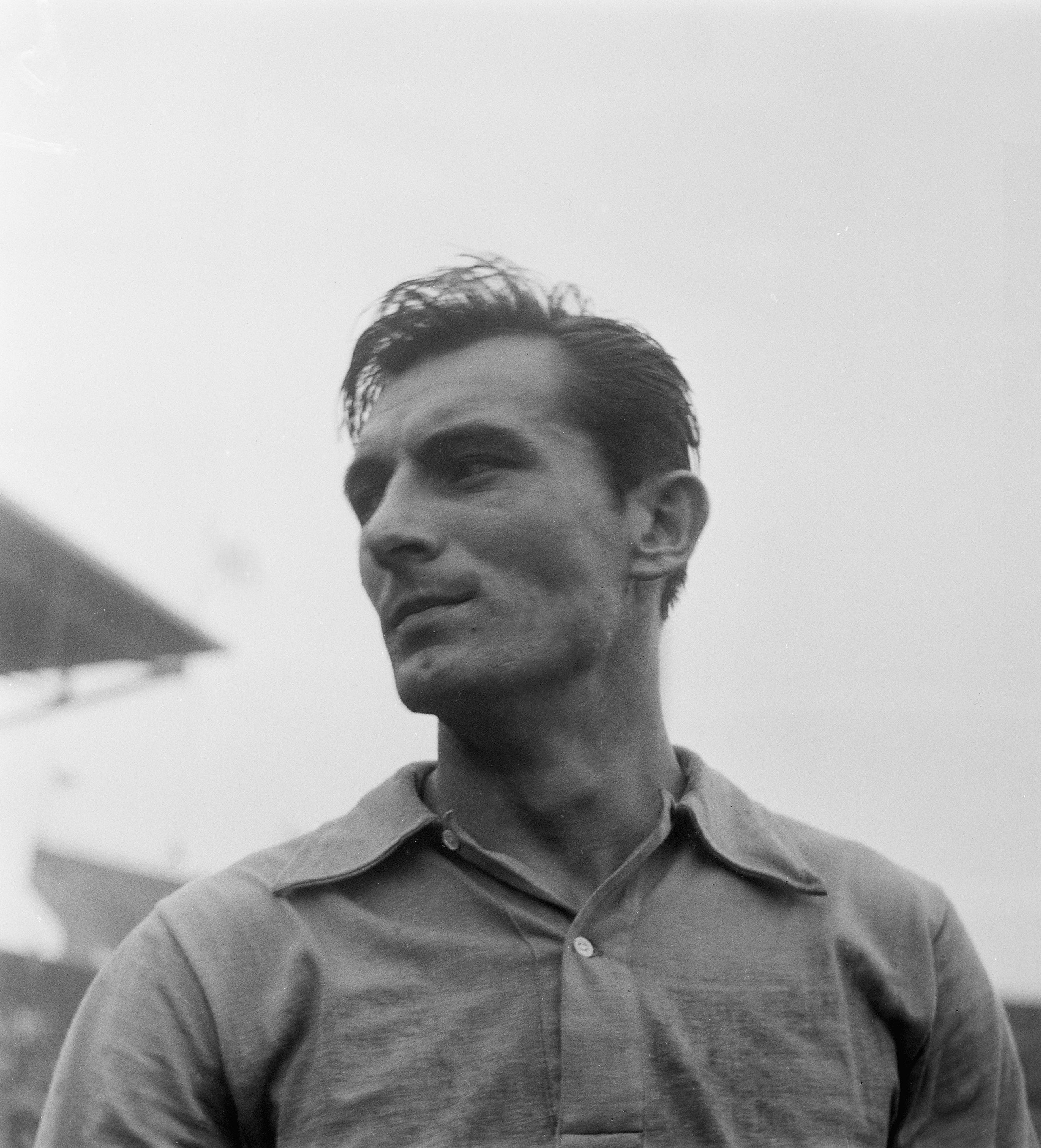
برانكو زيبيتش.

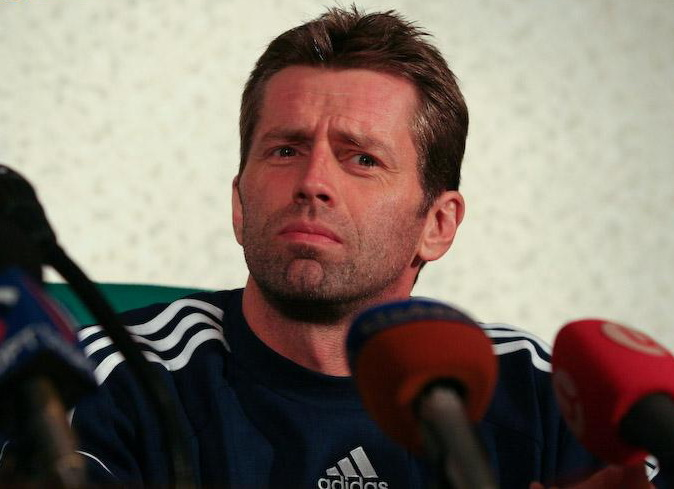
مايكل سكيبه.

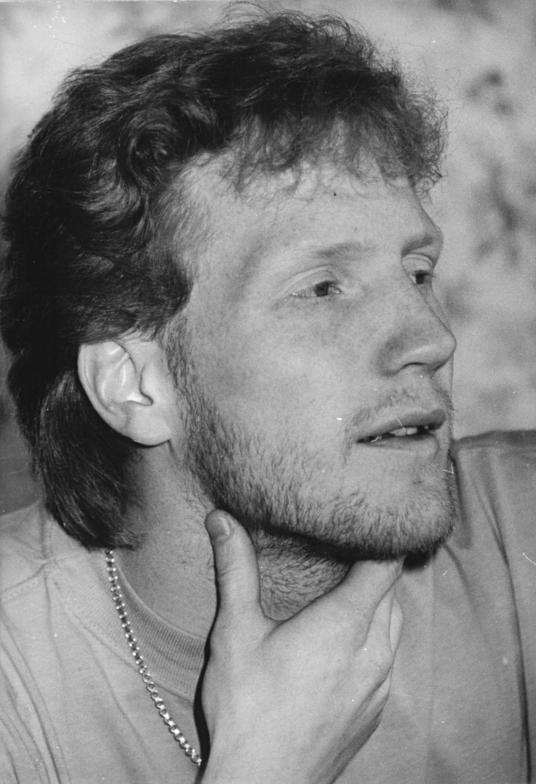
ماتياس زامر.

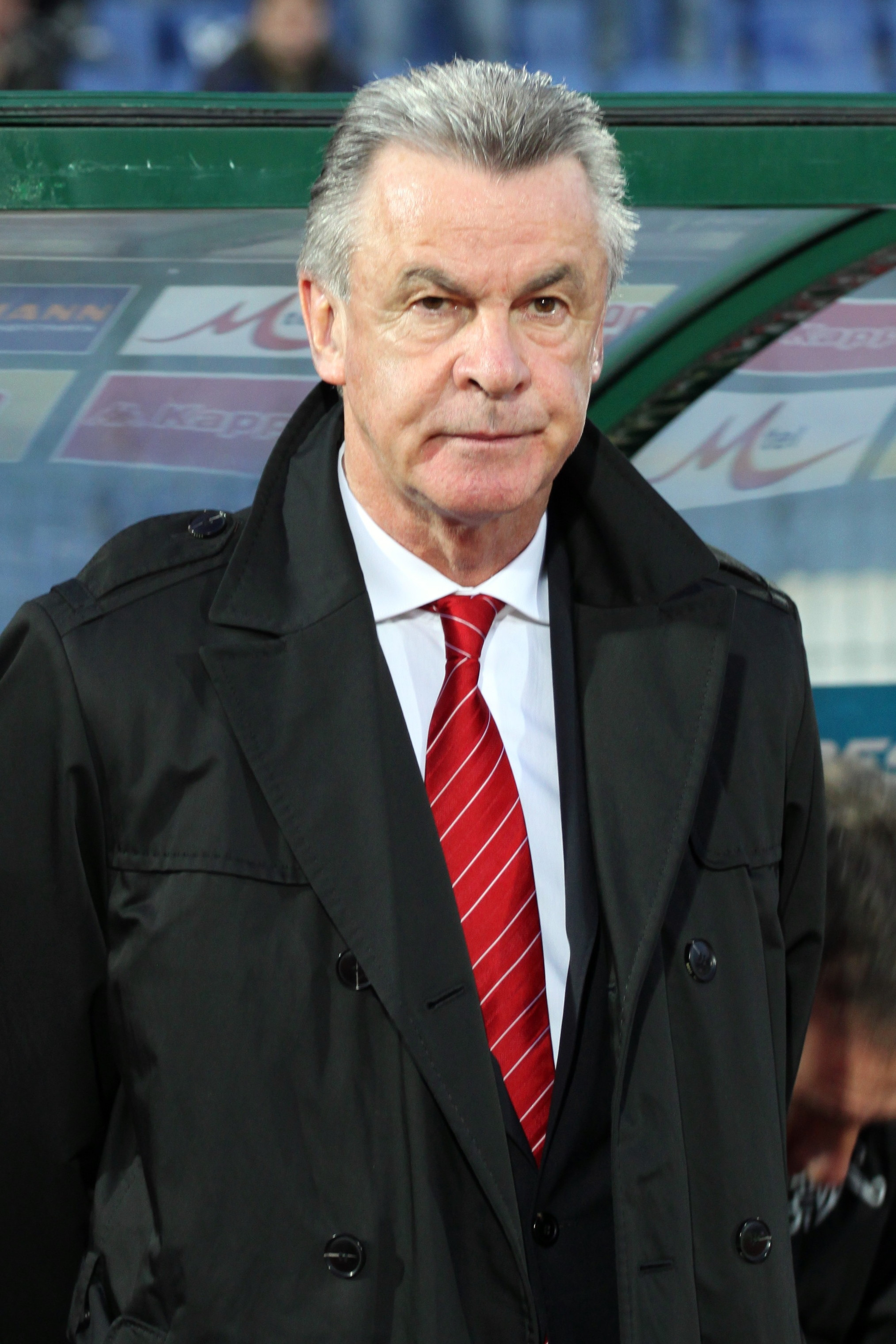
أوتمار هيتسفيلد.

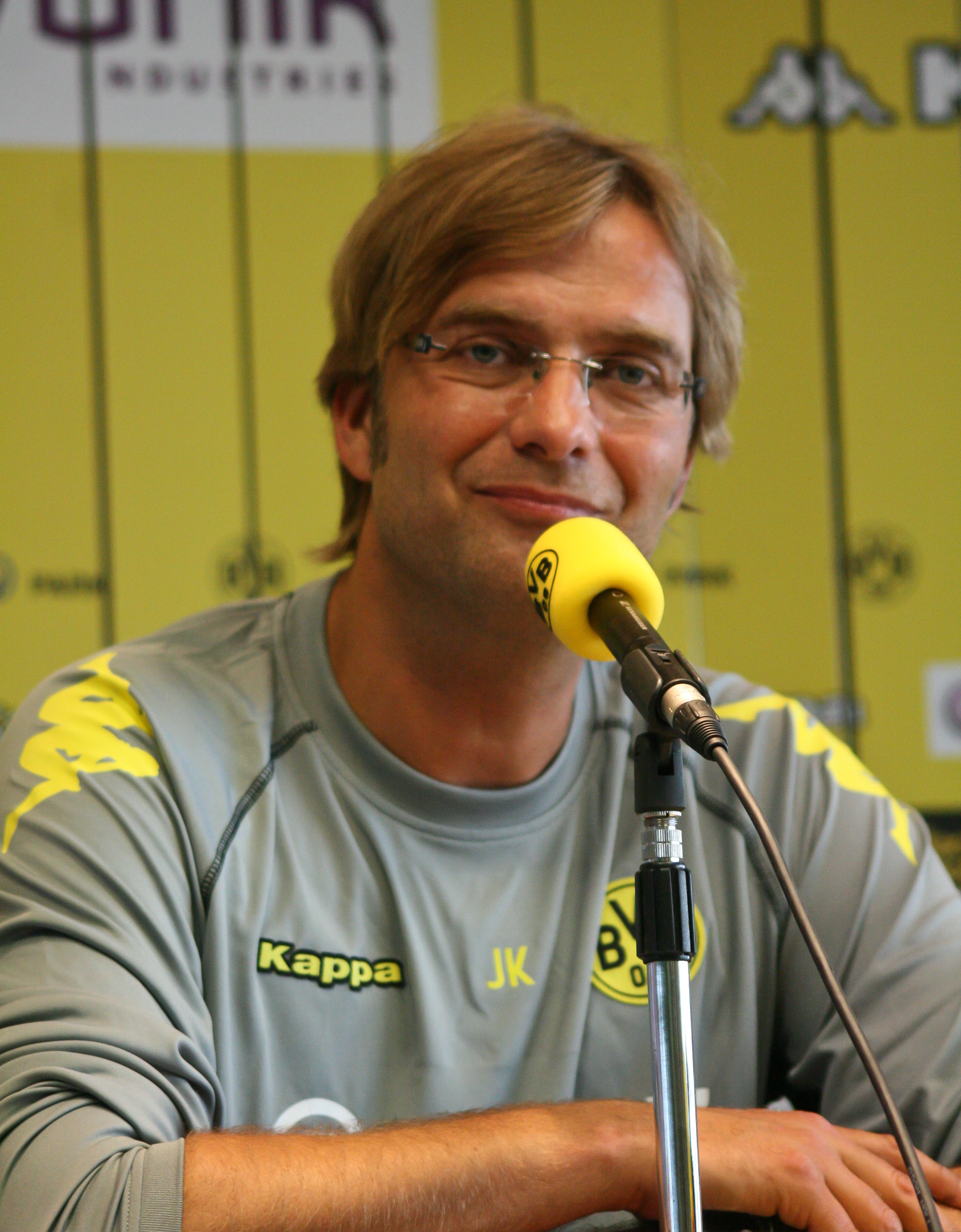
يورغن كلوب.

| الرقم           | البلد                                   | الاسم                | من            | حتى           |
| --------------- | --------------------------------------- | -------------------- | ------------- | ------------- |
| 1               | ألمانيا                                 | ارنست كوتزورا        | يوليو 1935    | أغسطس 1935    |
| 2               | ألمانيا                                 | فريتز تيلن           | سبتمبر 1935   | يونيو 1936    |
| 3               | النمسا                                  | فيرديناند سفاتوش     | يوليو 1936    | مايو 1939     |
| 4               | النمسا                                  | فيلي سيفيكيتش        | يونيو 1939    | غير معروف     |
| 5               | ألمانيا                                 | فريتز تيلن           | يناير 1946    | يوليو 1946    |
| 6               | ألمانيا                                 | فيرديناند فابرا      | أغسطس 1946    | يوليو 1948    |
| 7               | النمسا                                  | ادوارد هافليكك       | أغسطس 1948    | مايو 1950     |
| 8               | ألمانيا                                 | سيب كريتشمان         | أغسطس 1950    | يوليو 1951    |
| 9               | ألمانيا                                 | هانز شميدت           | أغسطس 1951    | يوليو 1955    |
| 10              | ألمانيا                                 | هيلموت شنايدر        | أغسطس 1955    | يوليو 1957    |
| 11              | ألمانيا                                 | هانز تاوخرت          | أغسطس 1957    | يونيو 1958    |
| 12              | النمسا                                  | ماكس ميركل           | يوليو 1958    | يوليو 1961    |
| 13              | ألمانيا                                 | هيرمان ايبينوف       | أغسطس 1961    | يونيو 1995    |
| 14              | ألمانيا                                 | فيلي مولتاوب         | يوليو 1965    | يونيو 1966    |
| 15              | ألمانيا                                 | هاينز موراخ          | يوليو 1966    | أبريل 1968    |
| 16              | ألمانيا                                 | أوسفالد فاو          | أبريل 1968    | ديسمبر 1968   |
| 17              | ألمانيا                                 | هيلموت شنايدر        | ديسمبر 1968   | مارس 1969     |
| 18              | ألمانيا                                 | هيرمان ليندرمان      | مارس 1969     | يونيو 1970    |
| 19              | ألمانيا                                 | هورست فيتزلر         | يوليو 1970    | ديسمبر 1971   |
| 20              | ألمانيا                                 | هيربرت بوردنسكي      | يناير 1972    | يونيو 1972    |
| 21              | ألمانيا                                 | ديتليف بروغيمان      | يوليو 1972    | أكتوبر 1972   |
| 22              | ألمانيا                                 | ماكس ميخالك          | نوفمبر 1972   | مارس 1973     |
| 23              | ألمانيا                                 | ديتر كورات           | مارس 1973     | يونيو 1973    |
| 24              | المجر                                   | يانوش بيدل           | يوليو 1973    | فبراير 1974   |
| 25              | ألمانيا                                 | ديتر كورات           | فبراير 1974   | يونيو 1974    |
| 26              | ألمانيا                                 | أوتو كنيفلر          | يوليو 1974    | فبراير 1976   |
| 27              | ألمانيا                                 | هورست بوست           | فبراير 1976   | يونيو 1976    |
| 28              | ألمانيا                                 | أوتو ريهاغل          | يوليو 1976    | أبريل 1978    |
| 29              | ألمانيا                                 | كارل هاينز رول       | يوليو 1978    | أبريل 1979    |
| 30              | ألمانيا                                 | أولي ماسلو           | أبريل 1979    | يونيو 1979    |
| 31              | ألمانيا                                 | أودو لاتك            | يوليو 1979    | مايو 1981     |
| 32              | ألمانيا                                 | رولف بوك             | مايو 1981     | يونيو 1981    |
| 33              | جمهورية يوغوسلافيا الاشتراكية الاتحادية | برانكو زيبيتش        | يوليو 1981    | يونيو 1982    |
| 34              | ألمانيا                                 | كارل هاينز فيلدكامب  | يوليو 1982    | أبريل 1983    |
| 35              | ألمانيا                                 | هيلموت فيته          | أبريل 1983    | يوليو 1983    |
| 36              | ألمانيا                                 | أولي ماسلو           | يوليو 1983    | أكتوبر 1983   |
| 37              | ألمانيا                                 | هيلموت فيته          | أكتوبر 1983   | أكتوبر 1983   |
| 38              | ألمانيا                                 | هاينز ديتر تيبنهاور  | أكتوبر 1983   | نوفمبر 1983   |
| 39              | ألمانيا                                 | هورست فرانتز         | نوفمبر 1983   | يونيو 1984    |
| 40              | ألمانيا                                 | تيمو كونيتزكا        | يوليو 1984    | أكتوبر 1984   |
| 41              | ألمانيا                                 | راينارد سافتيغ       | أكتوبر 1984   | أكتوبر 1984   |
| 42              | ألمانيا                                 | ايريخ ريبك           | أكتوبر 1984   | يونيو 1985    |
| 43              | المجر                                   | بال تشيراني          | يوليو 1985    | أبريل 1986    |
| 44              | ألمانيا                                 | راينارد سافتيغ       | أبريل 1986    | يونيو 1988    |
| 45              | ألمانيا                                 | هوست كوبل            | يوليو 1988    | يونيو 1991    |
| 46              | ألمانيا                                 | أوتمار هيتسفيلد      | يوليو 1991    | يونيو 1997    |
| 47              | إيطاليا                                 | نيفيو سكالا          | يوليو 1997    | يونيو 1998    |
| 48              | ألمانيا                                 | مايكل سكيبه          | يوليو 1998    | فبراير 2000   |
| 49              | النمسا                                  | بيرند كراوس          | فبراير 2000   | أبريل 2000    |
| 50              | ألمانيا                                 | أودو لاتك            | أبريل 2000    | يونيو 2000    |
| 51              | ألمانيا                                 | ماتياس زامر          | يوليو 2000    | يونيو 2004    |
| 52              | هولندا                                  | بيرت فان مارفيك      | يوليو 2004    | ديسمبر 2006   |
| 53              | ألمانيا                                 | يورغن روبر           | ديسمبر 2006   | مارس 2007     |
| 54              | ألمانيا                                 | توماس دول            | مارس 2007     | مايو 2008     |
| 55              | ألمانيا                                 | يورغن كلوب           | يوليو 2008    | يونيو 2015    |
| 56              | ألمانيا                                 | توماس توخيل          | يوليو 2015    | مايو 2017     |
| 56              | هولندا                                  | بيتر بوش             | يونيو p2017   | ديسمبر 2017   |
| 57              | النمسا                                  | بيتر شتوغر           | ديسمبر 2017   | يونيو 2018    |
| 58              | سويسرا                                  | لوسيين فافر          | يونيو 2018    | ديسمبر 2020   |
| 59              | ألمانيا                                 | إيدين تيرزيتش (مؤقت) | ديسمبر 2020   | يونيو 2021    |
| 60              | ألمانيا                                 | ماركو روزه           | يوليو 2021    | مايو 2022     |
| 61              | ألمانيا                                 | إيدين تيرزيتش        | مايو 2022     | يونيو 2024    |
| 62              | تركيا                                   | نوري شاهين           | يونيو 2024    | 22 يناير 2025 |
| 63              | ألمانيا                                 | مايك تولبيرغ (مؤقت)  | 22 يناير 2025 | 2 فبراير 2025 |
| 64              | كرواتيا                                 | نيكو كوفاتش          | 2 فبراير 2025 |               |
| [ 163 ] [ 164 ] |                                         |                      |               |               |

## القادة
منذ عام 1963، شغل 18 لاعبًا منصب قائد نادي بوروسيا دورتموند أول قائد مع بداية ظهور الدوري الألماني كان آكي سكميدت، الذي قاد الفريق من عام 1963 حتى 1965.
وصاحب أطول مدة قيادة كان مايكل زورك والذي قاد الفريق من عام 1988 حتى 1998 وهو يتميز بفوزه بأكبر عدد من البطولات مع الفريق. فاز بلقب الدوري الألماني مرتين وكأس ألمانيا مرة واحدة وكأس السوبر الألماني ثلاث مرات ودوري أبطال أوروبا مرة واحدة. قائد الفريق الحالي هو ماركو رويس، أصبح القائد بعد ترك مارسيل شميلزر لدوره كقائد للفريق في موسم 2018-19.
كان ماركو رويس هو قائد الفريق حتى نهاية موسم 2023 بينما كان ينوبه عدة لاعبين مثل ماتس هوملز و إمري تشان وجريجور كوبل في حال غياب القائد عن المباراة بينما أعلن ماركو رويس تخليه عن شارة القيادة مع بداية الموسم القادم ولم يتم تعيين قائد للفريق بشكل رسمي و لكن شارة القيادة أعطيت لنيكلاس زوله في المباريات الودية قبل بداية الموسم الجديد.
| التاريخ   | الاسم             | ملاحظة                                        |
| --------- | ----------------- | --------------------------------------------- |
| 1963–1965 | آكي سكميدت        | أول قائد للنادي مع بداية ظهور الدوري الألماني |
| 1965–1968 | فولفغانغ باول     |                                               |
| 1968–1971 | سيغفريد هيلت      |                                               |
| 1971–1974 | ديتر كورات        |                                               |
| 1974–1977 | كلاوس أكرمان      |                                               |
| 1977–1979 | لوثار هوبر        |                                               |
| 1979–1983 | مانفريد بورغسمولر |                                               |
| 1983–1985 | رولف روسمان       |                                               |
| 1985–1987 | ديرك هوب          |                                               |
| 1987–1988 | فرانك ميل         |                                               |
| 1988–1998 | مايكل زورك        | صاحب أكبر مدة في قيادة النادي                 |
| 1998–2003 | شتيفان رويتر      |                                               |
| 2003–2004 | كريستوف ميتسلدر   |                                               |
| 2004–2008 | كريستيان فورنز    |                                               |
| 2008–2014 | سباستيان كيل      |                                               |
| 2014–2016 | ماتس هوملز        |                                               |
| 2016–2018 | مارسيل شميلزر     | [ 170 ]                                       |
| 2018–2023 | ماركو رويس        | [ 171 ]                                       |
| 2023–الآن | إمري تشان         | القائد الحالي                                 |

## التنظيم والتمويل
يمثلها بوروسيا دورتموند مجلس الإدارة الذي يتألف من الرئيس الدكتور رينهارد روبال ووكيله ونائب الرئيس جيرد بيبر، وأمين الصندوق الدكتور راينهولد لونو.
يتم إدارة كرة القدم في دورتموند من قِبَل شركة بوروسيا دورتموند المحدودة. يشتمل نموذج الشركة هذا على نوعين من المشاركين: شريك واحد على الأقل ذو مسؤولية غير محدودة وشريك واحد على الأقل ذو مسؤولية محدودة. وينقسم استثمار الأخير إلى أسهم.
شركة بوروسيا دورتموند المحدودة هي الشريك ذو المسؤولية غير المحدودة، وهي مسؤولة عن إدارة وتمثيل بوروسيا دورتموند.
شركة بوروسيا دورتموند المحدودة مملوكة بالكامل للنادي الرياضي بوروسيا دورتموند، تم تصميم هذا الهيكل التنظيمي لضمان أن النادي الرياضي لديه سيطرة كاملة على الفريق المحترف.
تم طرح أسهم شركة بوروسيا دورتموند المحدودة في سوق الأوراق المالية في أكتوبر 2000 وتم إدراجها في البورصة الألمانية.
أصبحت شركة بوروسيا دورتموند المحدودة أول نادي رياضي يتم تداوله علنًا في سوق الأسهم الألمانية.
5.53٪ من شركة بوروسيا دورتموند المحدودة مملوكة للنادي الرياضي و9.33٪ من قبل بيرند جيسك و59.93٪ منتشره على نطاق واسع.
هانز يواخيم فاتسكه هو الرئيس التنفيذي وتوماس تريس هو المدير المالي لشركة بوروسيا دورتموند المحدودة، ومايكل زورك مديرًا رياضيًا مسؤولًا عن الفريق الأول وموظفي التدريب وقسم الشباب والمبتدئين والكشافة.
بوروسيا دورتموند تكشف المؤشرات الاقتصادية لشركة بوروسيا دورتموند المحدودة أن بوروسيا دورتموند حصل على إيرادات بقيمة 305 مليون يورو (408 مليون دولار أمريكي) من سبتمبر 2012 إلى أغسطس 2013.

وفقًا للإحصائية لشركة ديلويت، حقق شركة دورتموند إيرادات بلغت 262 مليون يورو من كرة القدم خلال موسم 2013-2014. ولا يشمل هذا الرقم رسوم نقل اللاعب وضريبة القيمة المضافة والضرائب الأخرى المتعلقة بالمبيعات
هيكل المساهمين في بوروسيا دورتموند المحدودة.
| السنوات    | 2012–13 | 2013–14 | 2014–15 | 2015–16 | 2016–17 | 2017–18 |
| ---------- | ------- | ------- | ------- | ------- | ------- | ------- |
| إيرادات    | 302     | 292     | 387     | 425     | 406     | 536     |
| صافي الدخل | 51      | 12      | 6       | 29      | 8       | 29      |
| أصول       | 302     | 292     | 387     | 425     | 479     | 478     |
| موظفين     | 535     | 569     | 605     | 703     | 756     | 804     |

### الإدارة الحالية
آخر تحديث 1 يناير 2018. 
| بوروسيا دورتموند المحدودة | |
| الاسم                     | المركز |

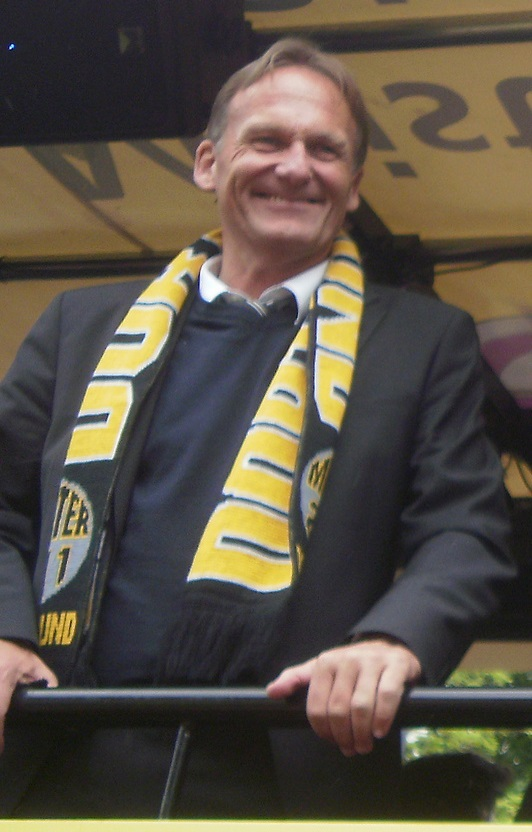
رئيس مجلس الإدارة هانز يواخيم فاتسكه

| هانز يواخيم فاتسكه        | رئيس الإدارة العضو المنتدب للرياضة والاتصالات والموارد البشرية                                                             |
| توماس ترب                 | المدير العام للتنظيم والتمويل والتسهيلات                                                                                   |
| كارستن كرامر              | العضو المنتدب لقسم المبيعات والتسويق والرقمنة                                                                              |
| سيباستيان كيهل            | مدير القطاع الرياضي |
| ساشا فليج                 | مدير قطاع الاتصالات |
| رينهارد بيك               | مدير قطاع الموارد البشرية                                                                                                  |
| الدكتور كريستيان هوكنجوس  | مدير القطاع التنظيمي |
| ماركوس نيبينغ             | مدير القطاع المالي والتسهيلات                                                                                              |
| منصة الاشراف أو الرقابة   | |
| الاسم                     | ملاحظة |
| جيرد بيبر                 | رئيس هيئة الرقابة، المساهم الإداري في شركة شتات بارفوميري بيبر المحدودة وبارفميري إنترناشونال، في هيرن                     |
| بيرند جيسك                | الشريك الإداري لبيرند جيسك للاتصالات، في ميربوش والمساهم الرئيسي في شركة بوروسيا دورتموند المحدودة                         |
| بيورن جولدن               | الرئيس التنفيذي لشركة بوما في هرتسوغن آوراخ                                                                                |
| كريستيان كولمان           | رئيس المجلس التنفيذي لشركة إيفونك للصناعات الكيميائية، في إسن                                                              |
| أولريش ليترمان            | عضو ورئيس مجلس إدارة مجموعة الشركات الأم لمجموعة سيغنال إيدونا                                                             |
| دكتور رينهولد لونو        | أخصائي الطب الباطني، المدير الطبي وشريك في عيادة ناتوروباتشيك، في بورنهايم وأمين صندوق بوروسيا دورتموند منذ 20 نوفمبر 2005 |
| سيلك سايدل                | المدير التنفيذي لشركة شتاشفيرك المساهمة في دورتموند                                                                        |
| بيير شتاينبروك            | كبير مستشاري مجلس إدارة بنك ING، في فرانكفورت ووزير المالية الاتحادي من 2005 إلى 2009 وعضو في البوندستاغ من 2009 إلى 2016  |

## أقسام أخرى للنادي

### بوروسيا دورتموند الثاني
بدأ العب لأول مرة في دوري كريسيليجا وتمت ترقيته إلى دوري المقاطعة في عام 1957، وصعد الفريق إلى دوري أقليم ويستفاليا الغربي في عام 1964.
في عام 1969، فاز بوروسيا دورتموند الثاني في دوري أقليم ويستفاليا الغربي بفرق 8 نقاط عن أقرب منافسيه، حيث صعد إلى دوري وستفاليا، وهو أعلى دوري للهواة في ولاية ويستفاليا. بعد ثلاث سنوات هبط النادي إلى دوري أقليم ويستفاليا الغربي، وهبط مره أخرى لدوري المقاطعة في عام 1974.
في عام 1977، صعد الفريق مرة أخرى لدوري أقليم ويستفاليا الغربي، وفي موسم 1977-78، احتل الفريق المركز الخامس، فوت فرصة الصعود في المباراة الأخير بفارق نقطتين فقط. عاد الفريق إلى دوري وستفاليا في عام 1983 وأصبح أحد الفرق الرائدة في الدوري.
في عام 1987، أنهى بوروسيا دورتموند الثاني الموسم بصعوده إلى أوبرليغا ويستفاليا. وقد احتل الفريق المركز الرابع في الأعوام  1989 و 1991 و 1993، قبل أن يحتل المركز الثامن في عام 1994، حيث غاب عن الصعود إلى دوري الأقليم الغربي الذي تم إنشاؤه حديثًا.
وفي الوقت نفسه، وصل الفريق إلى نهائي كأس ولاية ويستفاليا عام 1991، حيث خسر 1–6 أمام أرمينيا بيليفيلد.  ولهذا السبب، كان الفريق مؤهلًا للمرة الأولى لكأس ألمانيا. التقى في الجولة الأولى مع نادي ساربروكن الذي يلعب في الدوري الألماني الدرجة الثانية، من موسم 1991-92 وخسر دورتموند الثاني بنتيجة 5-2 أمام 1.800 مشجع في ملعب روت إردي.
واصل بوروسيا دورتموند اللعب في أوبرليغا ويستفاليا، وكان في المركز الثاني خلف نادي جوترسلو في عام  1995، وفي عام 1998، وتحت قيادة المدرب مايكل سكيبه، توج الفريق ببطولة دوري أوبرليجا ويستفاليا بفارق عشر نقاط عن شالكه الثاني.
في الموسم التالي في دوري الأقليم الغربي، أنهى الفريق المركز الرابع، داخل منطقة الهبوط وعلى الرغم من ذلك، تجنب الفريق الهبوط، مستفيدًا من أن فريقين ذوي ترتيب أعلى في الدوري وهم نادي فوبرتالر ونادي هامبورغ 08، قد هبطوا بسبب عدم دفع مستحقاتهم للدوري.
في عام 2000، وتحت قيادة المدرب ادوين بويكامب، تمكن الفريق من الانتهاء في منتصف جدول الترتيب وتأهل لدوري الأقليم المكون من مستويين والمنشئ حديثًا.
وهبط الفريق في نهاية موسم 2000-01 بحصوله على المركز قبل الأخير لكنه نجح في العودة إلى الدوري في الموسم التالي تحت قيادة المدرب هورست كوبل، بعد إنهاء موسم 2002-03 بالمركز الخامس، بقي الفريق في دوري الأقاليم لمدة عامين آخرين ولكن هبط مرة أخرى إلى أوبرليغا ويستفاليا في نهاية موسم 2004-05. بخسارة بفارق هدفين ضد كيمنتزر، عاد الفريق مرة أخرى مباشرة في الموسم التالي بعد حصوله على المركز الأول، وهذه المرة تحت قيادة المدرب ثيو شنايدر.
في موسم 2006-07، كان النادي بمستوى أفضل من العامين السابقين، وتمكن من تجنب الهبوط في الدوري بفارق الأهداف ضد هولشتاين كيل.
في عام 2008، أنهى بوروسيا دورتموند الثاني الموسم في دوري الأقاليم بالمركز الثالث عشر وفشل في التأهل إلى الدوري الألماني الدرجة الثالثة الذي تم إنشاؤه حديثًا، بفارق أربع نقاط.
وبعد مرور عام، تمكن الفريق من الفوز في دوري الأقاليم بثلاث نقاط متقدما على كايزرسلاوترن وتأهل إلى الدرجة الثالثة. تحت قيادة المدرب ثيو شنايدر، وفي موسم 2009-10 أحتل المركز السادس عشر وهبط من دوري الدرجة الثالثة.
في صيف 2011، تولى دايفيد فاغنر تدريب بوروسيا دورتموند الثاني، مع فوز الفريق 5-3 على فوبرتالر بوروسيا في اليوم الأخير لموسم 2011-12، صعد مرة أخرى إلى دوري الدرجة الثالثة.
وفي 9 أغسطس 2014، تم بيع جميع تذاكر ملعب روت إردي بـ 9,999 متفرج لأول مرة في تاريخه لمباراة بروسيا دورتموند الثاني، كانت الجولة الرابعة من موسم 2014-15 لدوري الدرجة الثالثة في أرض دورتموند ضد يان ريغينسبورغ جزءًا من يوم مميز للفريق وافتتاح متجر للنادي بالقرب من الملعب.
الإنجازات: (بتاريخ: 31 أغسطس 2019)
 بطل:
دوري الأقليم الغربي (2): 2009، 2012
دوري أوبرليغا ويستفاليا (3): 1998، 2002، 2006
 وصيف:
دوري أوبرليغا ويستفاليا (1): 1995
كأس ولاية ويستفاليا (1): 1991

### بوروسيا دورتموند للفئات السنية
هي الفئات سنية لنادي بوروسيا دورتموند وتعمل على تنظيم الأولاد من سن التاسعة فما فوق بمجموع 15 فريق للشباب، ومنسق الفئات الشباب هو لارس ريكن، منذ عام 2008 وهو لاعب سابق لبوروسيا دورتموند ومنتخب ألماني.
يقوم النادي بتجنيد اللاعبين الشباب وتعليمهم مهارات كرة القدم المطلوبة للعب على مستوى هذا النادي ويأخذ المتدربون الصغار الفرصة للتدريب على مقربة من اللاعبين المحترفين.
وأقام النادي شراكات مع نادي سينسيناتي يونايتد ولا روكا فوتبول. ويشمل التعاون فلسفات تدريبية وتدريبات لمدربيهم وأيضًا معسكرات التدريب السنوية مع المدربين في دورتموند.
تم افتتاح مدرسة إيفونك لكرة القدم في يوليو 2011 لتوفير التعليم الأساسي للاعبين الشباب الذين لا يقيمون في منطقة دورتموند.
في عام 2014، تم افتتاح صالات نوم جديدة للاعبين الشباب من خارج دورتموند. ويضم الرياضيين الشباب الذين تدربوا ليصبحوا جزءًا من النادي الأول.
وقد قام فريق الفئات السنية بتعليم العديد من اللاعبين الذين أصبحوا مميزين في الدوري الألماني ومنتخب ألمانيا، مثل ايكه إيميل ، لارس ريكن والمدير الرياضي لنادي بوروسيا دورتموند مايكل زورك. ومن بين الخريجين المنظمين للفريق الأول ماركو ريوس ، نوري شاهين ومارسيل شميلزر، وأيضًا أبطال كأس العالم ، ماريو غوتزه وكيفن غروسكرويتس.
الإنجازات: (بتاريخ: 31 أغسطس 2019)
- تحت 19، البوندسليغا:

 بطل (8): 1993-94، 1994-95، 1995-96، 1996-97، 1997-98، 2015-16، 2016-17، 2018-19
 وصيف (1): 2008-09
- تحت 17، البوندسليغا:

 بطل (7): 1983-84، 1992-93، 1995-96، 1997-98، 2013-14، 2014-15، 2017-18
 وصيف (7): 1998-99، 2000-01، 2005-06، 2006-07، 2007-08، 2015-16، 2018-19
- تحت 19، الدوري الألماني الغربي:

 بطل (3): 2008-09، 2015-16، 2016-17
 وصيف (2): 2017-18، 2018-19
- تحت 17، الدوري الألماني الغربي:

 بطل (6): 2007-08، 2013-14، 2014-15، 2015-16، 2017-18,2018-19
 وصيف (3): 2006-07، 2010-11، 2016-17
- تحت 19، كأس ولاية وستفاليا:

 بطل (5): 2006-07، 2007-08، 2009-10، 2011-12، 2014-15
 وصيف (1): 2012-13
- تحت 17، كأس ولاية وستفاليا:

 بطل (3): 2006-07، 2008-09، 2013-14
 وصيف (4):2011-12، 2012-13، 2015-16، 2017-18

## الرياضات الأخرى

### بوروسيا دورتموند لكرة اليد (للسيدات)
هو فريق كرة يد ألماني للسيدات من مدينة دورتموند، وينافسون في دوري الدرجة الأولى الألماني لكرة اليد منذ موسم 2015-2016، وهي الدرجة الأعلى في ألمانيا.
الإنجازات: (بتاريخ: 31 أغسطس 2019)
 بطل:
كأس التحدي (1): 2003
كأس كرة اليد الألمانية (1): 1997
 وصيف:
كأس كرة اليد الألمانية (3): 1994، 1998، 2016
وصيف بطل ألمانيا (1): 1999

### تنس الطاولة
بوروسيا دورتموند أيضا لديه فريق تنس الطاولة يلعب في الدوري الألماني لتنس الطاولة الأول.
الإنجازات: (بتاريخ: 31 أغسطس 2019)
 بطل:
أوبرليجا الغربي (أعلى دوري ألماني في ذلك الوقت): 1965-66
 وصيف:
الدوري الألماني (2): 2004، 2009

### ألعاب القوى
تأسس قسم ألعاب القوى في بوروسيا دورتموند منذ تأسيس النادي في عام 1909.

### الملاكمة
تم إنشاء قسم للملاكمة في عام 1924 تحت إشراف يوهان نيوهوف وهو عم ماكس شميلينج، واستمر لبضع سنوات فقط ودمج في موسم 1929/30 مع نادي بونشينق 22 دورتموند.

### كرة القدم العمياء
بدأت لأول مرة في عام 2006.

### بوروسيا دورتموند للفورميلا

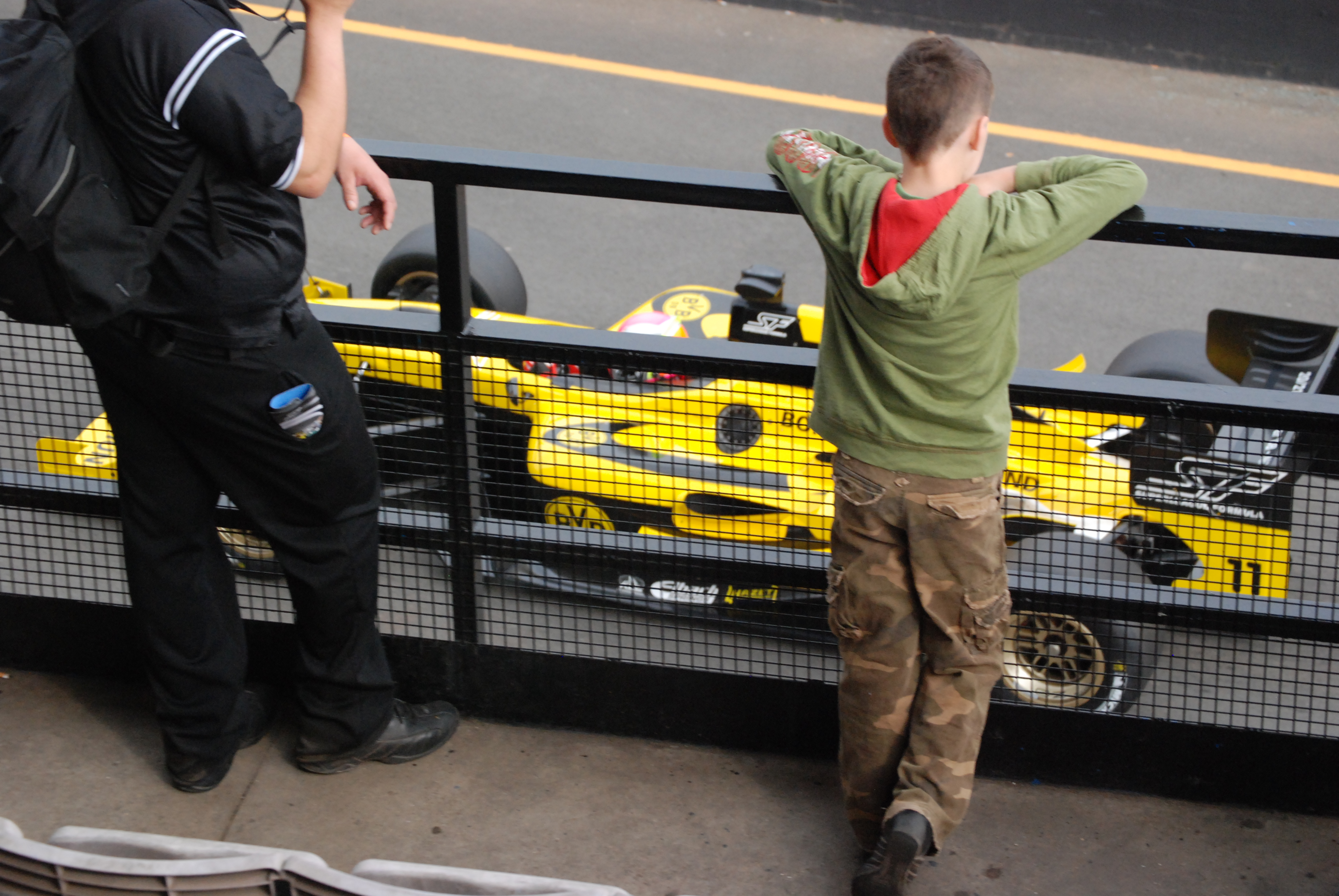

هو فريق السباق لنادي بوروسيا دورتموند ويتنافس الفريق في بطولة دوري السوبر.
تمت المشاركة من قبل في سباق الفورمولا ون في عام 2008 بإدارة زاك سبيد8، واحتل بوروسيا دورتموند المركز الرابع عشر وحققوا فوزًا واحدًا في جولة جيريز (بالإنجليزية: Jerez) وهي الجولة الوحيدة لجيمس ووكر.

## الأعمال الخيرية
قام بروسيا دورتموند بجمع الأموال للأعمال الخيرية على مر السنين لأسباب مختلفة.
- 17 مايو 2011، عقدت بوروسيا دورتموند مباراة خيرية لزلزال اليابان وتسونامي 2011 ضد «نادي ياباني» وذهبت مبيعات تذاكر المباراة ومليون يورو من إيفونك الراعي الرئيسي لدورتموند إلى جمعية خيرية لضحايا زلزال اليابان وأمواج تسونامي.[228]
- نوفمبر 2012، أسست شركة بوروسيا دورتموند المحدودة مؤسسة خيرية تسمى يوشت يوف، لتقديم مساعدة مالية للمشاريع الاجتماعية الهامة.[229]
- 6 يوليو 2013، عقدت بوروسيا دورتموند مباراة خيرية لجمع الأموال لصالح ضحايا الفيضانات الألمانية لعام 2013 في ولايتي ساكسونيا وساكسونيا أنهالت، الألمانية.[230]

## أمور أخرى

### أمور بسيطة
- قامت شركة الشحن رودولف شيبيرسفي في مدينة هيرنه بطلاء إحدى سفن الشحن التابعة لها والتي تتخذ من ليماسول مقرًا لها، باللونين الأسود والأصفر، إذ طُلِيت الواجهة السفلية باللون الأسود والواجهة العليا باللون الأصفر، بينما وُضع اسم بوروسيا دورتموند في المقدمة.[231]
- من عام 1995 إلى عام 1999، أصدرت دويتشه بوست سلسلة طوابع وتم تخصيص الإصدارين الأول والثاني لبوروسيا دورتموند.[232][233]

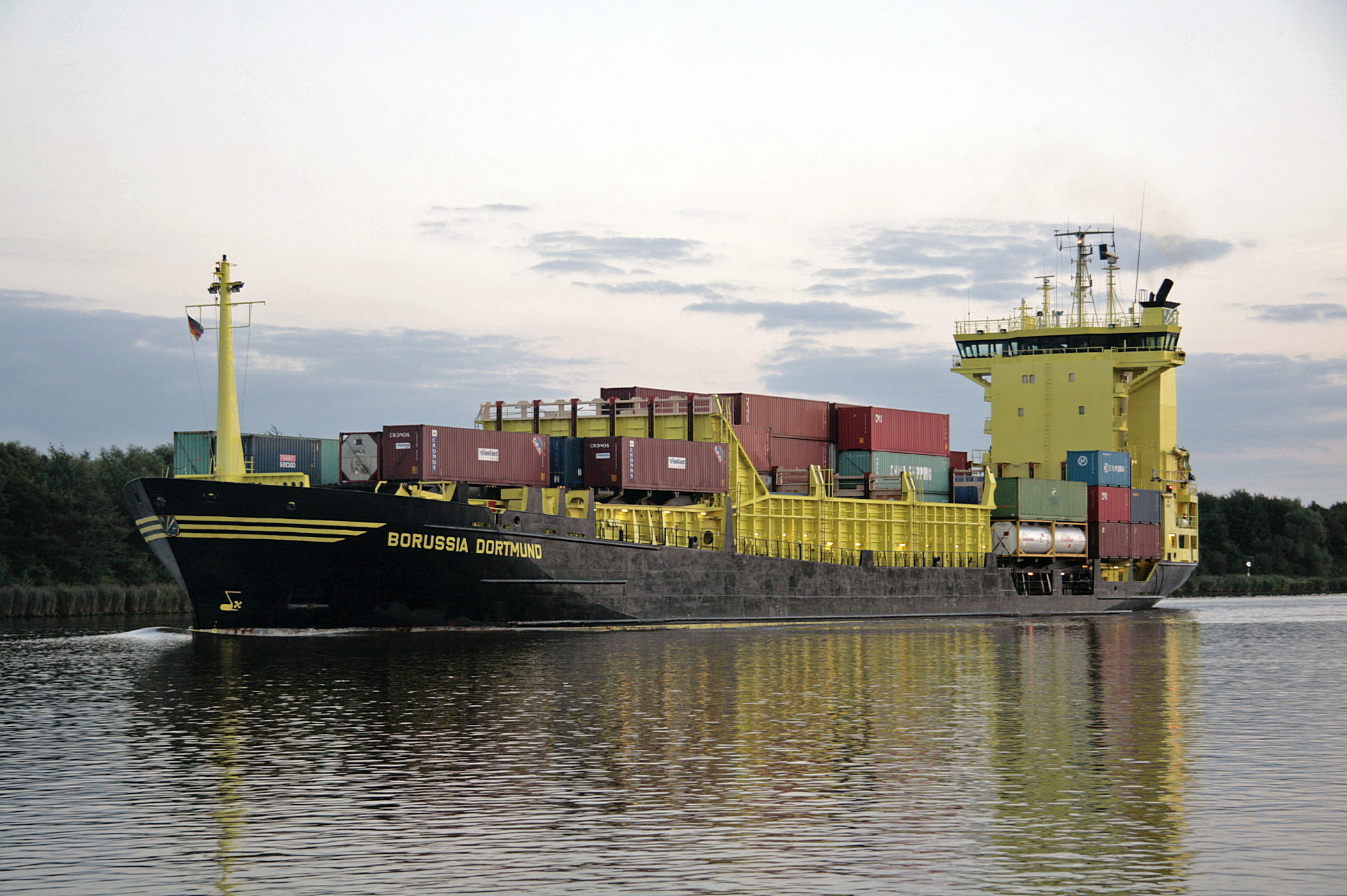
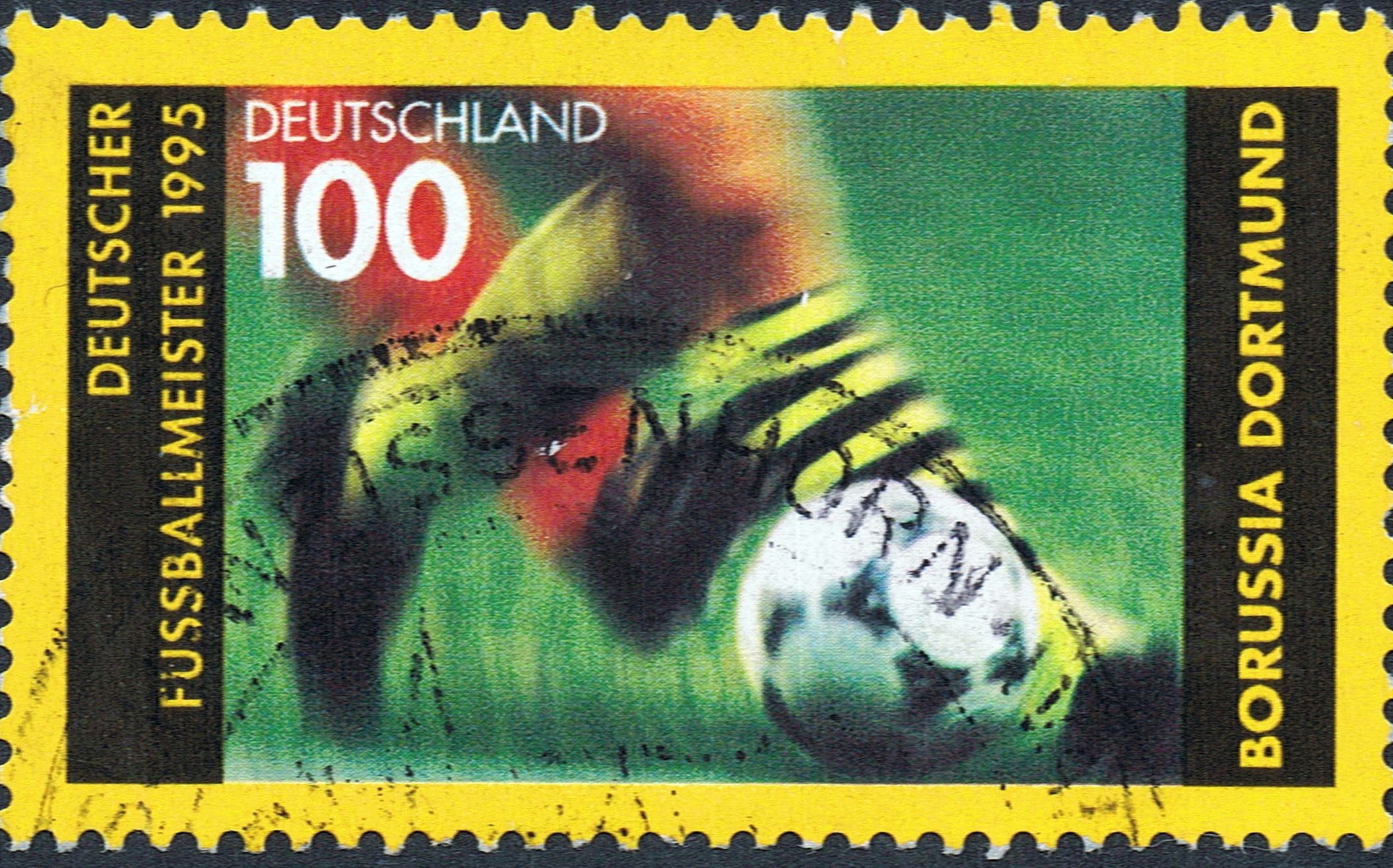
1995

- قدم الاتحاد الأوروبي لكرة القدم جائزة بمسمى اللعب المتساوي (بالإنجليزية: EqualGame) في 2019 لبوروسيا دورتموند، تقديرًا لعمل النادي على محاربة اليمين المتطرف والعنصرية والتمييز، وتعزيز التنوع والشمولية في كرة القدم.[234]

### فيلم بوروسيا دورتموند
أصدرت (أمازون برايم فيديو) فيلمًا بعنوان، داخل بوروسيا دورتموند (بالإنجليزية: Inside Borussia Dortmund) وهو من إخراج ألجوشا بوس، عن موسم 2018–19 وتم تصوير المشاهد في مراكز التدريب والحافلة وغرف الملابس وغرف الطعام، ويتكون الفيلم من 4 حلقات. تم عرض الحلقة الأولى بتاريخ 16 أغسطس 2019.

### الأندية التابعة
قام بوروسيا دورتموند بتنفيذ عدد من الشراكات مع عديد من الأندية لتدريب اللاعبين والمدربين وإقامة معسكرات تدريب سنوية واستكشاف اللاعبين، وفيما يلي قائمة بتلك الشراكات:
| - سينسيناتي يونايتد (من عام 2014 حتى الآن). - لا روكا فوتبول (من عام 2014 حتى الآن). - جوهر دار التعظيم (من عام 2014 حتى الآن). - سوفان بوري (من عام 2016 حتى الآن). - شاندونغ ليونينغ (من عام 2017 حتى الآن). - واريور (من عام 2018 حتى الآن). - بوريرام يونايتد (من عام 2018 حتى الآن). - ماركوني ستاليونز (من عام 2019 حتى الآن). |

## وصلات خارجية
- الموقع الرسمي
 (بالألمانية)

- بوروسيا دورتموند على موقع البوندسليغا (الدوري الألماني) (بالإنجليزية)
- بوروسيا دورتموند على الموقع الرسمي للاتحاد الأوروبي لكرة القدم (بالإنجليزية)
- بوروسيا دورتموند على موقع ترانسفير ماركت (بالإنجليزية)